# Histoire de France
Pour un article synthétique sous forme de listes, voir Chronologie de la France.
 (mai 2020).
L'histoire de la France commence avec les premières occupations humaines du territoire correspondant au pays actuel. Aux groupes présents depuis le Paléolithique et le Néolithique sont venues s'ajouter, à l'âge du bronze et à l'âge du fer, des vagues successives de Celtes, de Romains dès le IIe siècle av. J.-C, puis au IVe siècle de peuples germains (Francs, Wisigoths, Alamans, Burgondes) et au IXe siècle de Scandinaves appelés Normands.
Le nom de la France est issu d'un peuple germanique, les Francs. Clovis (466-511), roi des Francs saliens, scelle par son baptême à Reims l'alliance de la royauté franque avec l'Église catholique. Il unit les tribus franques salienne et ripuaire et conquiert un ensemble de territoires en Gaule et en Germanie qui sont agrandis par ses descendants mérovingiens, puis par la dynastie des Carolingiens fondée en 751. Charlemagne en particulier conquiert la Basse-Saxe dans le Nord de l'Allemagne, le royaume lombard en Italie, et constitue une marche à l'est qui deviendra l'Autriche. L'Empire carolingien est finalement partagé en 843 entre ses petits-fils par le traité de Verdun qui sépare la Francie occidentale de la Francie orientale, qui deviendra le royaume de Germanie. La dynastie des Capétiens s'impose définitivement en Francie occidentale à partir de 987. Philippe Auguste et ses successeurs donnent une nouvelle impulsion à l'unification territoriale du royaume de France et repoussent les frontières orientales du Rhône sur les Alpes et de la Saône sur le Rhin, à partir de l'achat du Dauphiné (1349) jusqu'à l'annexion de l'Alsace (1648-1697).
Le nom de France n'est employé de façon officielle qu'à partir de 1190 environ, quand la chancellerie du roi Philippe Auguste commence à employer le terme de rex Franciæ (roi de France) à la place de rex Francorum (roi des Francs) pour désigner le souverain. Le mot était déjà couramment employé pour désigner un territoire plus ou moins bien défini, comme on le voit à la lecture de la Chanson de Roland, écrite un siècle plus tôt. Dès juin 1205, le territoire est désigné dans les chartes sous le nom de regnum Franciæ, c'est-à-dire royaume de France en latin,. On ne peut ainsi parler d'histoire de France, au sens propre, qu'à partir du XIIe siècle. 
Les Romains étaient les premiers à unifier l'administration de la Gaule en langue latine, laquelle est devenue celle de l'Église. Le concile de Tours, réuni en 813 à l'initiative de Charlemagne, impose désormais de prononcer les homélies dans les langues vulgaires au lieu du latin. Paris, appelée à devenir la capitale par l'avènement en 987 de la dynastie capétienne, devient un centre universitaire renommé. La culture française connaît un élan nouveau au contact de la Renaissance italienne lors des guerres d'Italie. Elle s'enrichit des débats sur la réforme religieuse et n'est pas par la suite étouffée comme en Italie par une contre-réforme trop rigoureuse. Elle éclot pleinement à compter du XVIIe siècle, développant un classicisme imprégné de cartésianisme. C'est à cette époque que le français prend sa forme moderne sous l'égide de l'Académie française. Le XVIIIe siècle est le siècle de la philosophie des Lumières, marqué par la promotion de la raison par les philosophes français dans les cours et capitales européennes et qui s'achève par la Révolution française.
L'adoption d'un cadre administratif uniforme (département), le développement rapide du chemin de fer et l'instauration par Jules Ferry de l'instruction obligatoire et de l'école gratuite homogénéisent l'espace national, qui connaît dans la seconde moitié du XIXe siècle la révolution industrielle. La recherche et l'industrie françaises s'illustrent particulièrement dans les transports (automobile et aéronautique), dans la chimie et la santé, ainsi que dans l'armement.
La croissance économique se traduit par l'urbanisation de la population, le développement du salariat et l'amélioration du niveau de vie. Le mouvement syndical se structure, les assurances sociales apparaissent et se généralisent après la Seconde Guerre mondiale. La longue crise des années 1930, l'occupation allemande et la reconstruction suscitent la définition d'une politique économique (commissariat général du Plan) qui accompagne la formation de grands groupes de taille européenne voire mondiale. L'économie contemporaine est caractérisée par la tertiarisation des activités et la concurrence vigoureuse des pays émergents.
L'organisation de l'État s'est faite par étapes : instauration de l'armée et de l'impôt permanents à l'issue de la guerre de Cent Ans, mise en place des intendants dans les provinces par le cardinal de Richelieu, unification du droit (Code civil) et du système judiciaire à la Révolution. Le 20 juin 1789 se constitue, par le serment du Jeu de paume, la première unité politique se réclamant du peuple français : c'est l'acte de naissance de l'État actuel. Une précoce tradition étatique explique le développement d'une administration dotée de puissantes prérogatives et animée par des corps d'officiers puis de fonctionnaires jaloux de leur statut, à l'encontre de laquelle se développe volontiers un esprit frondeur.

## Des origines à la fin de la Gaule romaine

### Des premiers groupes humains à l'arrivée des Celtes

#### Paléolithique

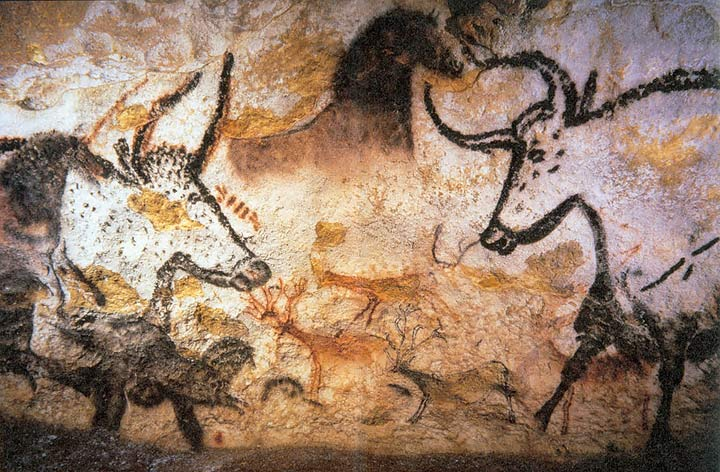
Peinture pariétale représentant des aurochs dans la grotte de Lascaux.

Sur le site du Bois-de-Riquet, à Lézignan-la-Cèbe, dans l'Hérault, a été découverte l'une des plus anciennes traces humaines connues sur le sol français, datée entre 1,1 et 1,2 million d'années, constituée d'une vingtaine de galets aménagés confectionnés à partir de roches diverses (quartzite, basalte, micro-granite…). Vers 1,15 Ma, la grotte du Vallonnet, à Roquebrune-Cap-Martin, dans les Alpes-Maritimes, a livré des vestiges lithiques du même type. À partir d'environ 700 000 ans apparaissent des sites acheuléens. À Terra Amata, à Nice, les chercheurs ont trouvé l'un des plus anciens foyers attestés en France, daté de 380 000 ans.
Les fossiles humains les plus anciens connus en France sont ceux de l'Homme de Tautavel, dont les restes ont été trouvés dans la caune de l'Arago, à Tautavel, dans les Pyrénées-Orientales. Il a vécu d'environ 570 000 à 400 000 ans avant le présent (AP).
À partir de 350 000 ans AP, l'Homme de Néandertal est présent sur le territoire de la France. Il taille le silex selon la méthode Levallois. Son industrie s'appelle le Moustérien. Sur les sites des Eyzies et du Moustier, en Dordogne, de nombreux outils ont été trouvés : racloirs, bifaces, pics, ciseaux. Il chasse le bison, l'aurochs, le cheval et le renne. Vers 50 000 ans AP, il laisse les plus anciennes traces de sépultures connues en France.

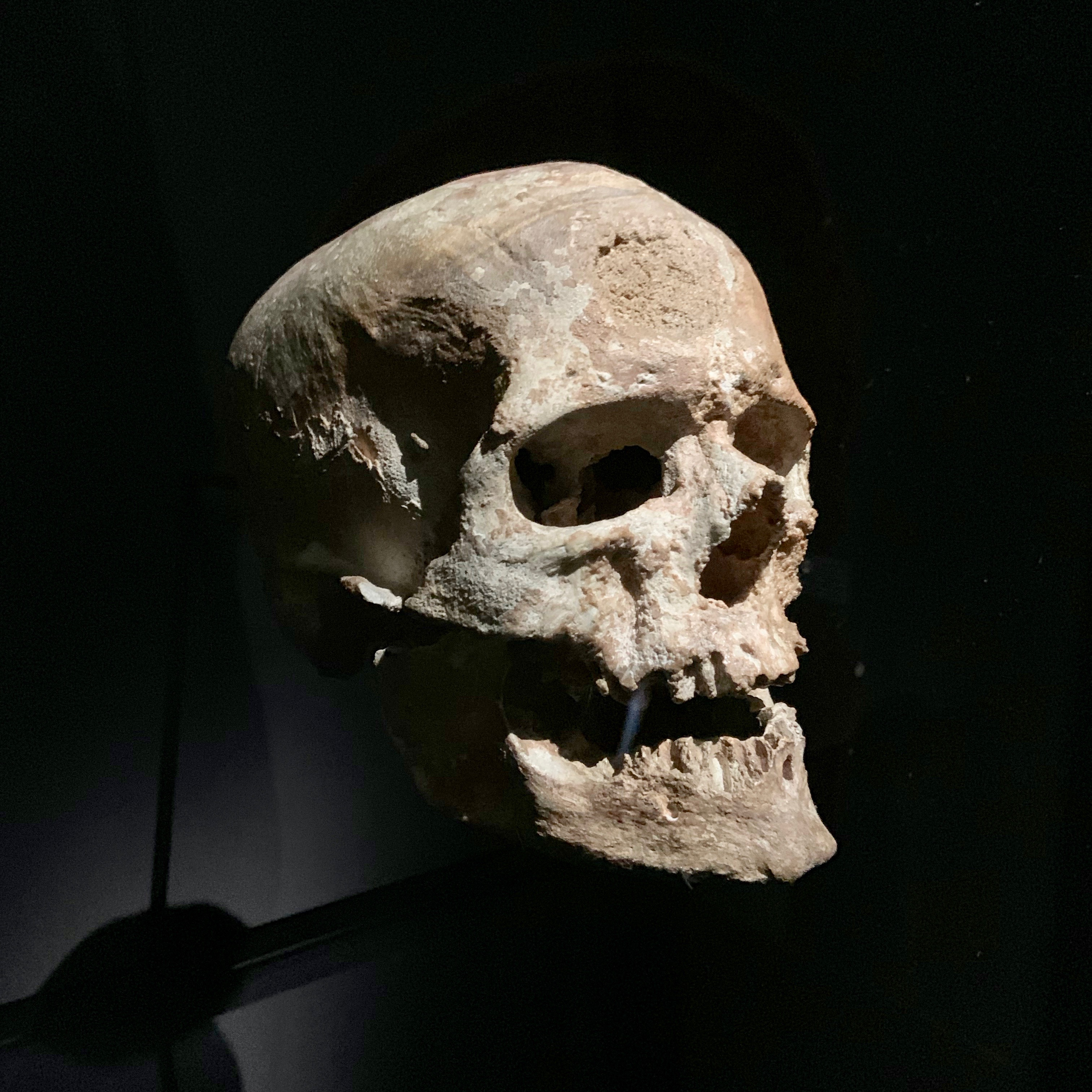
Crâne de l'un des individus (Cro-Magnon 1) découverts dans l'abri de Cro-Magnon.

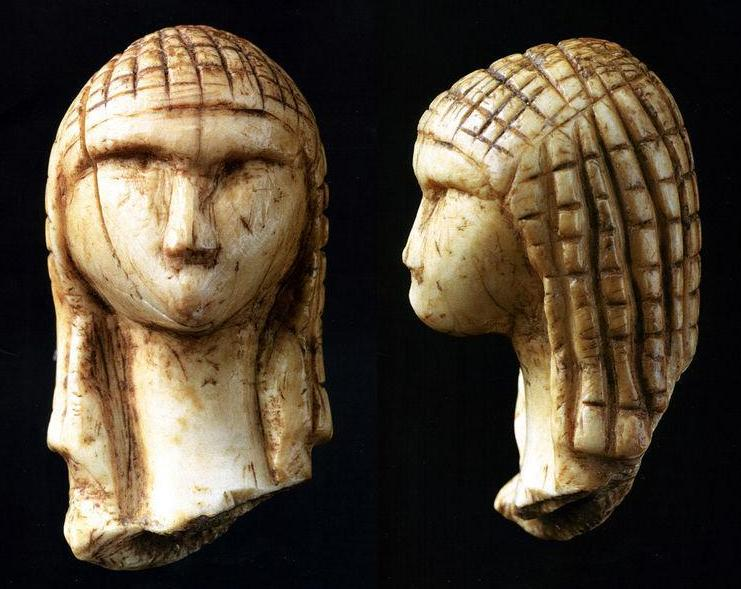
La Dame de Brassempouy.

À partir de 42 000 ans AP, Homo sapiens arrive en France et occupe les territoires de l'Homme de Néandertal, qui disparait progressivement : c'est l'époque de l'Aurignacien. C'est durant le Gravettien qu'apparaissent les Vénus paléolithiques que l'on croit être l'œuvre d'une deuxième vague d'hommes modernes, venue de l'Est. Les hommes de Cro-Magnon sont de remarquables artisans. Ils ont laissé des pointes de sagaies en os longues et finement travaillées, des spatules, des poinçons, des lissoirs décorés. Les sites attestant de leur activité sont très nombreux : Bayac, Pincevent, la grotte de Lascaux, célèbre pour ses 150 peintures et 1 500 gravures, celles de Cosquer, de Gargas et de Chauvet… Le site de La Madeleine en Dordogne, habité vers le XVIe millénaire av. J.-C. par des chasseurs de rennes et des pêcheurs, a livré des harpons à pointe mobile et a donné son nom à la culture de cette période : le Magdalénien, qui succède au Solutréen.
Durant l'interstade Bölling-Alleröd apparait l'Azilien. Vers 9700 av. J.-C., le climat se réchauffe. La fin de la glaciation amène la disparition du renne et du phoque. Le Mésolithique est marqué par une culture, le Sauveterrien, qui se répand du sud-ouest jusqu'à la Seine. Durant la même époque se manifeste le Tardenoisien dans le bassin parisien.

#### Néolithique

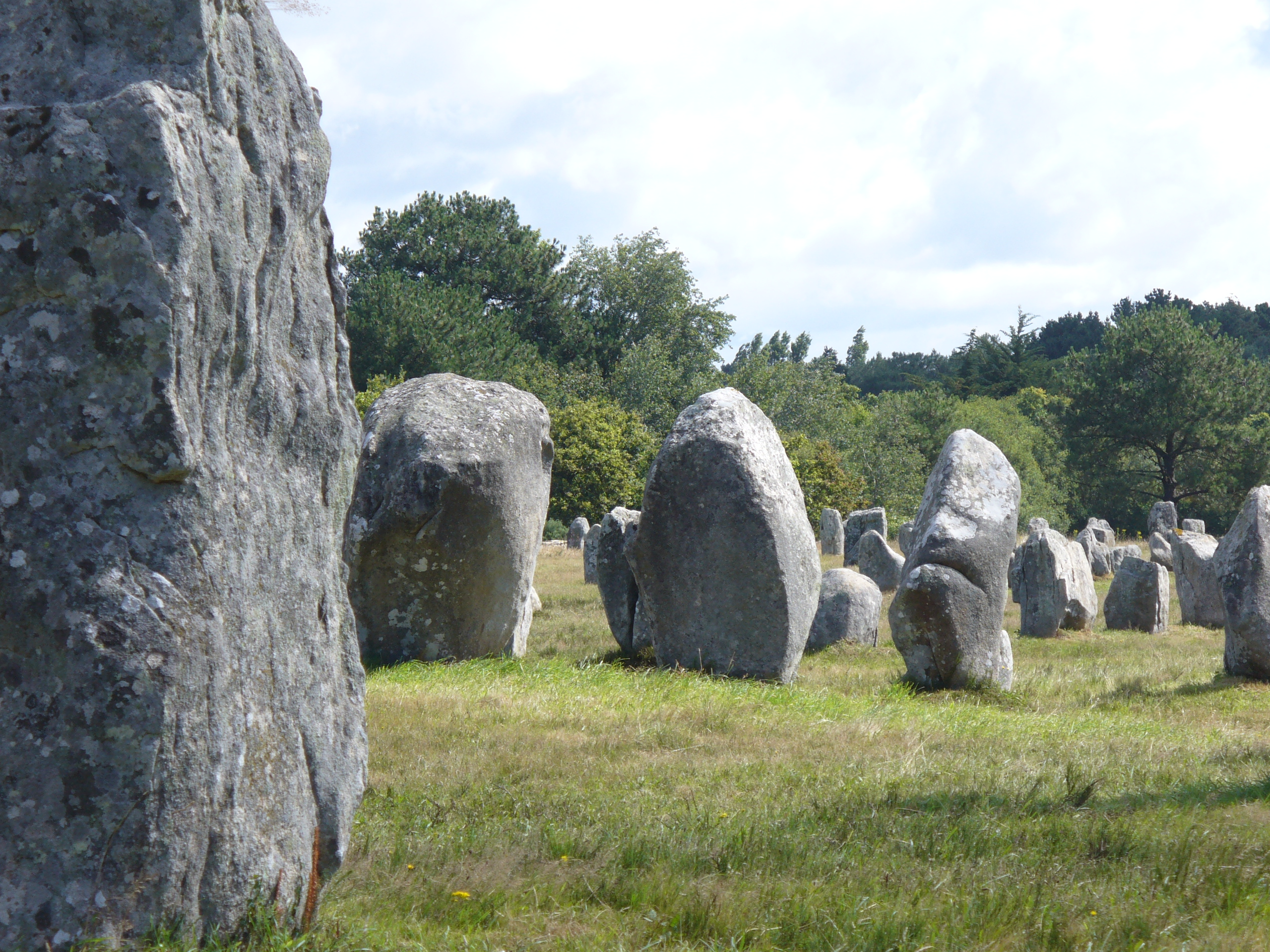
Menhirs de Carnac.

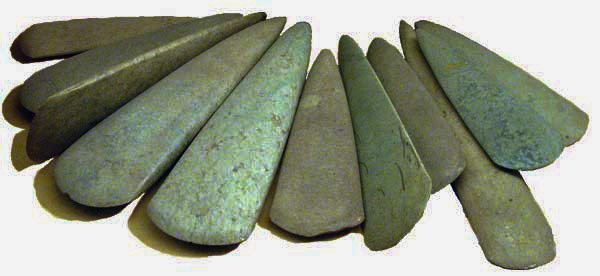
Haches polies découvertes dans le dépôt de Bernon (Arzon, Morbihan).
Ces pièces de grandes dimensions (15 à 28 cm) datent du

Comme dans le reste de l'Europe, le Néolithique, qui voit l’apparition de l’agriculture et l’élevage, est dû à une diffusion démique : les premiers fermiers néolithiques présents sur le territoire français sont une population très homogène venue d'Anatolie. On observe deux grands courants de néolithisation, le courant danubien (culture rubanée) et le courant méditerranéen (culture de la céramique cardiale), qui pourraient en réalité être le fait d'une seule et unique population colonisatrice issue d'une seule et même source commune qui auraient conquis la majeure partie de l'Europe, presque sans mélange avec les populations de chasseurs-cueilleurs rencontrés sur le chemin, même longtemps après la séparation des deux courants, et ce jusqu'à son arrivée sur les côtes atlantiques. Au Néolithique moyen (-4800 à -3500), ces deux courants de néolithisation se rejoignent au centre de la France.
Vers le VIe millénaire av. J.-C. dans le Sud-Est, entre 5700 et 5500 av. J.-C. dans l'Est de la France (voir groupe de La Hoguette, Rubané, Cardial, puis groupe de Villeneuve-Saint-Germain, culture de Cerny, culture de Rössen, culture de Michelsberg et Chasséen), apparaissent progressivement la culture des céréales, la domestication des animaux, et les nouvelles techniques artisanales comme la poterie, le tissage, le polissage des pierres.
Parmi les cultures néolithiques seule la culture chasséenne s’est développée sur la majeure partie du territoire français (4350 et 3300 av. J.-C) . Les groupes humains se sédentarisent, donnant naissance aux premiers villages et aux premiers tombeaux mégalithiques : tumulus, cairns, dolmens, et menhirs (voir allée couverte, culture Seine-Oise-Marne). Les menhirs sont très présents en Bretagne, isolés ou en alignement comme à Carnac (4 km, 2 935 menhirs), ou en cromlech comme au pic de Saint-Barthélemy près de Luzenac en Ariège.
Comme pour la colonisation par les fermiers néolithiques, une nouvelle migration se serait étendue à l'ensemble de l'Europe. Cette migration pourrait s'être produite depuis la steppe pontique (culture Yamna) vers le centre de l'Europe, puis les autres parties de l'Europe à partir de 3000 av. J.-C., Elle aurait joué un rôle clé dans la diffusion de la culture campaniforme,. Ces populations à ascendance des steppes seraient présentes sur le territoire de la France actuelle dès 2650 av. J.-C.,,. Les pasteurs nomades que sont les locuteurs des langues indo-européennes se caractérisent notamment par la maîtrise du cheval, l'invention de la roue, l'introduction de technologies métallurgiques du bronze et par la mise en place de nouvelles structures sociales. Cet ensemble d'innovations aurait favorisé les sociétés indo-européennes et leurs descendants. Il est possible que les populations celtiques soient caractérisées par différents sous-groupes de l'haplogroupe R1b-M269 introduit en Europe par ces migrations indo-européennes.

### Le temps des Celtes

#### De 1300 av. J.-C. jusqu'à La Tène (500 av. J.-C.)
Bien que cela ne s'appuie que sur peu de preuves tangibles on a supposé que la colonisation de la future Gaule par les peuples celtes (appelés communément Gaulois par les Romains) originaires d'Europe centrale a débuté vers 1300 av. J.-C. avec la civilisation des champs d'urnes pour se terminer vers -700. Il est possible toutefois que ce ne soit essentiellement que l'influence de la culture celtique qui se soit répandue sans être accompagnée d'une colonisation massive. Les études génétiques ont, en effet, montré que les individus de l'âge du bronze et ceux de l'âge du fer se regroupent dans des profils génétiques proches des populations actuelles d'Europe centrale. L'âge du fer n'est pas lié à un nouveau flux de gènes, ce qui semble indiquer qu'il correspond en France à une diffusion culturelle et non démique,. Ces conclusions sont en adéquation avec les théories qui font émerger les Celtes de populations issues de la culture campaniforme. Étant donné la grande homogénéité des profils génétiques en Europe à cette période, une migration intra-européenne serait difficile à mettre en évidence.
Vers la fin du VIIIe siècle av. J.-C., la métallurgie du fer se répand (âge du fer). Une nouvelle aristocratie guerrière se constitue grâce à l'apparition des épées de fer et au combat à cheval. Elle bouleverse l'organisation sociale des Celtes jusque-là agraire et égalitaire. Les « princes et princesses de la Celtique » (Patrice Brun) se font enterrer avec armes et chariots d'apparat, comme la princesse inhumée à Vix en Côte-d'Or (550 à 450 av. J.-C.). 

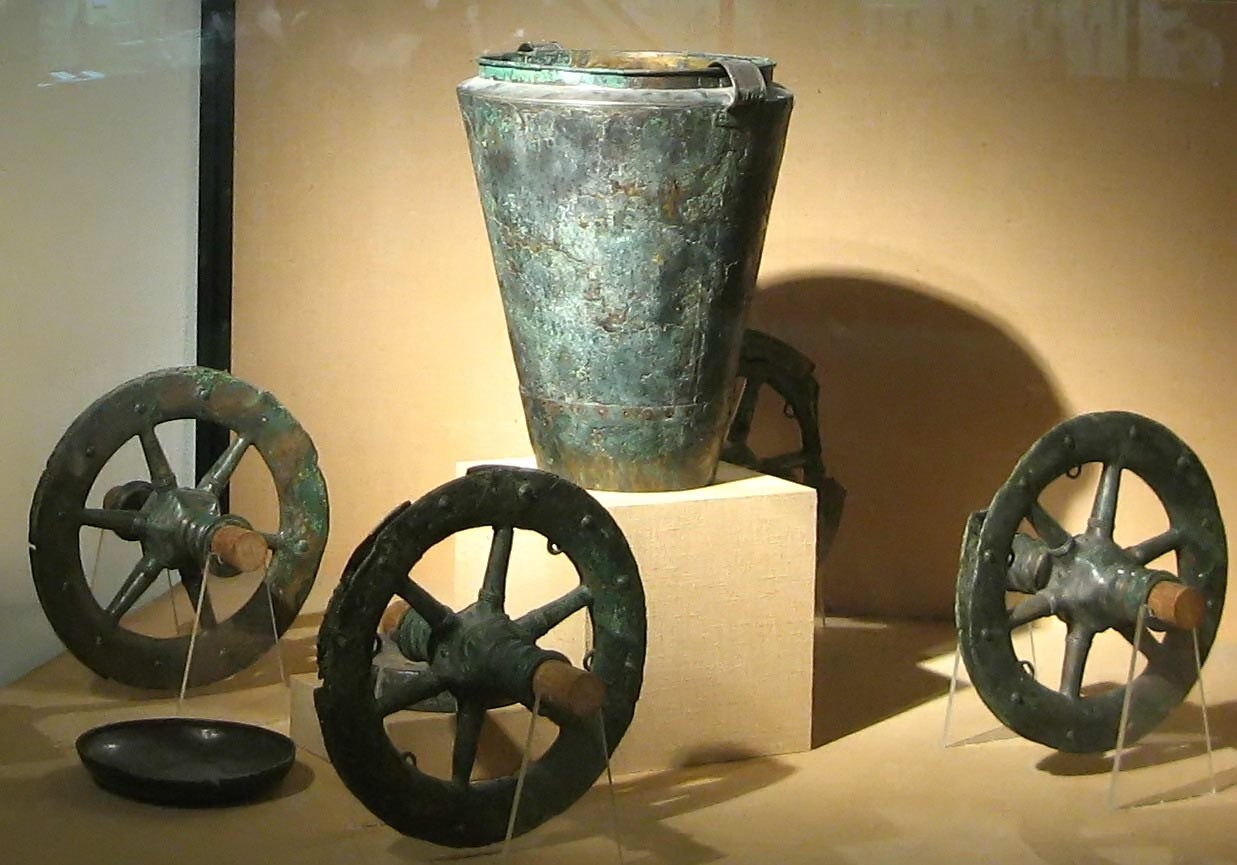
Char gaulois d'apparat.

Selon Tite Live, les surabondantes populations des guerriers des Bituriges, Arvernes, Éduens, Ambarres, Carnutes et Aulerques sous la conduite du légendaire biturige Bellovesos envahissent la plaine du Pô et se joignent aux Insubres tribus celtiques qui fondent vers -600 Mediolanum (Milan).
Conséquemment au climat vers la fin de l'âge du bronze danois, les Celtes provenant des régions rhénanes (Rhin - Danube, forêt Hercynienne) étendent leur autorité sur le reste de la Gaule à la fin du VIe siècle av. J.-C. et au début du Ve siècle av. J.-C.. C'est le second âge du fer ou période de La Tène. Cette nouvelle période d'expansion correspond à des transformations économiques et sociales. Les guerriers aristocrates peu nombreux sont remplacés par des paysans-soldats regroupés autour d'un chef de clan. L'araire à soc de fer remplace l'araire en bois. Il permet de labourer les terres lourdes du centre et du nord de la France actuelle. Ceci explique en grande partie la colonisation de terres nouvelles, la croissance démographique et les nouvelles invasions qui en ont résulté.
Vers 390 av. J.-C., le chef sénon Brennos mène des guerriers celtes (Sénons, Cénomans, Lingons entre autres) en Italie du Nord où ils se joignent à d'autres peuples celtiques, parmi lesquels les Insubres, les Boïens et les Carni. Rome est prise en -390. Les Romains vont contenir ces envahisseurs à partir de la fin de 349 av. J.-C..

#### Développement des relations commerciales
Les relations commerciales lointaines se développent. Vers 600 av. J.-C., est fondé le comptoir grec de Massalia (Marseille) sur les bords de la Méditerranée par des marins grecs venus de Phocée (d'où son surnom récent de « cité phocéenne »). Lors de cette fondation les Phocéens se heurtent à des tribus celtiques. D'autres comptoirs du même type, avant et après cette date, voient le jour surtout le long du rivage (Antibes dès 680 av. J.-C., Alalia (Aleria) vers 565 av. J.-C.). Massalia prend toutefois un ascendant décisif sur ses rivales vers 550 av. J.-C. avec l'arrivée en masse de réfugiés phocéens, Phocée étant tombée aux mains des Perses. L'influence grecque se manifeste le long des grandes voies commerciales grâce au rôle actif de Massalia. Les tombes princières montrent la présence de luxueux objets provenant du pourtour méditerranéen.
Interrompues pendant les invasions du Ve siècle av. J.-C., les relations commerciales avec Marseille reprennent avec vigueur à la fin du IVe siècle av. J.-C. Au cours de cette période, on trouve des céramiques et des pièces de monnaie grecques dans toute la vallée du Rhône, dans les Alpes et jusqu'en Lorraine.

#### Épanouissement de la civilisation gauloise (290 à 52 av. J.-C.)
La civilisation gauloise connaît une période particulièrement florissante. L'émergence de véritables villes fortifiées (oppida) de dimensions bien plus importantes que les forteresses des périodes antérieures, ou encore l'usage de la monnaie sont des traits caractéristiques de cette civilisation.
Dès la fin du IVe siècle av. J.-C. et au début du IIIe siècle av. J.-C., certains Belges, les Germani cisrhenani progressent cependant vers l'Oise, comme en témoigne le sanctuaire de Ribemont-sur-Ancre et celui de Gournay-sur-Aronde, lieux de batailles contre probablement des Armoricains ou des Gaulois belges ayant fait environ mille tués leur permettant ainsi de conquérir des territoires et repoussant certains de leurs opposants, vraisemblablement les tribus Aulerques vers la Loire.
Au IIe siècle av. J.-C., se met en place une relative hégémonie Arverne caractérisée par une forte puissance militaire et une grande richesse de ses chefs. Au même moment l'emprise romaine augmente dans le Sud de la Gaule. Elle se manifeste d'abord sur le plan commercial. Les fouilles archéologiques ont montré qu'au cours du IIe siècle av. J.-C., les amphores italiennes remplacent peu à peu celles venant de Grèce dans le commerce marseillais. À plusieurs reprises les Marseillais font appel à Rome pour les défendre contre les menaces des tribus celto-ligures et les pressions de l'empire arverne.
Le sud-est de la Gaule, notamment les régions actuelles du Languedoc et de la Provence, est conquis par Rome avant la fin du IIe siècle et forme la province romaine de Narbonnaise. Cette région, qui va des Pyrénées aux Alpes en passant par la vallée du Rhône, est un territoire stratégique pour relier l'Italie à l'Hispanie, conquise lors de la seconde guerre punique. La conquête de ces régions s'achève en 118 av. J.-C. après la défaite des Arvernes et des Allobroges et l'alliance de Rome avec le peuple gaulois des Éduens. Après la chute de l'hégémonie arverne sous la pression des Romains, les grands peuples de Gaule — Éduens et Séquanes en particulier – connaissent une forte rivalité.
En 58 av. J.-C., Jules César utilise la menace que fait peser la pression germanique sur les Gaulois pour intervenir à l'appel des Éduens, alliés de Rome. La guerre est longue et meurtrière et en janvier -52, avec l'accession au pouvoir de Vercingétorix, les Arvernes et leur clientèle se soulèvent contre l'armée du proconsul. Jules César fait face à la détermination des Gaulois dont le soulèvement est quasi général. Sièges, incendies de cités, politique de la terre brûlée et massacres, déportation en esclavage sont alors au programme qui s'achève par une victoire romaine face à la fougue gauloise désorganisée. En 50 av. J.-C., Jules César laisse une Gaule exsangue. Il laisse aux villes une grande autonomie.

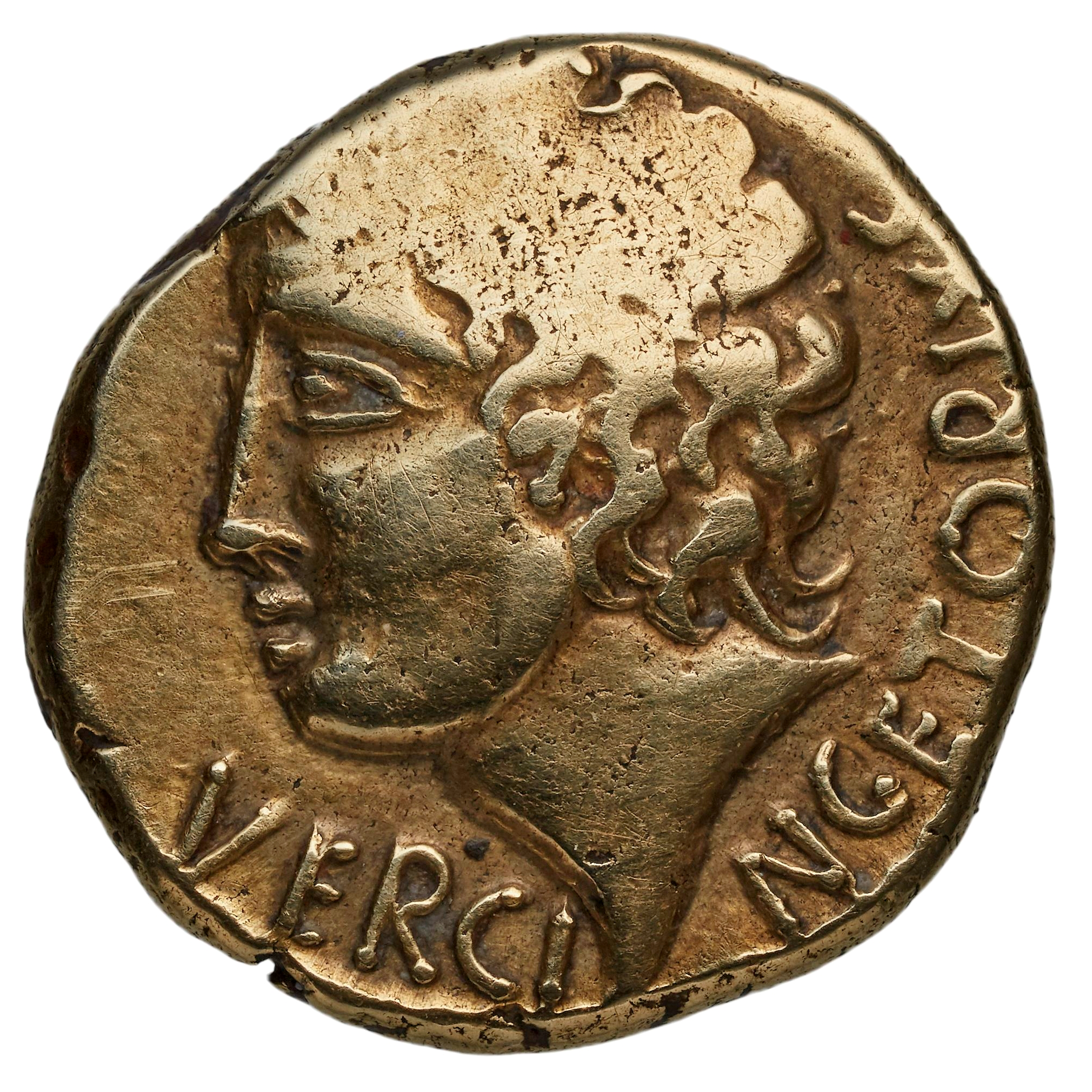
Statère d'électrum vers 60 av. J.-C., au nom de Vercingétorix.
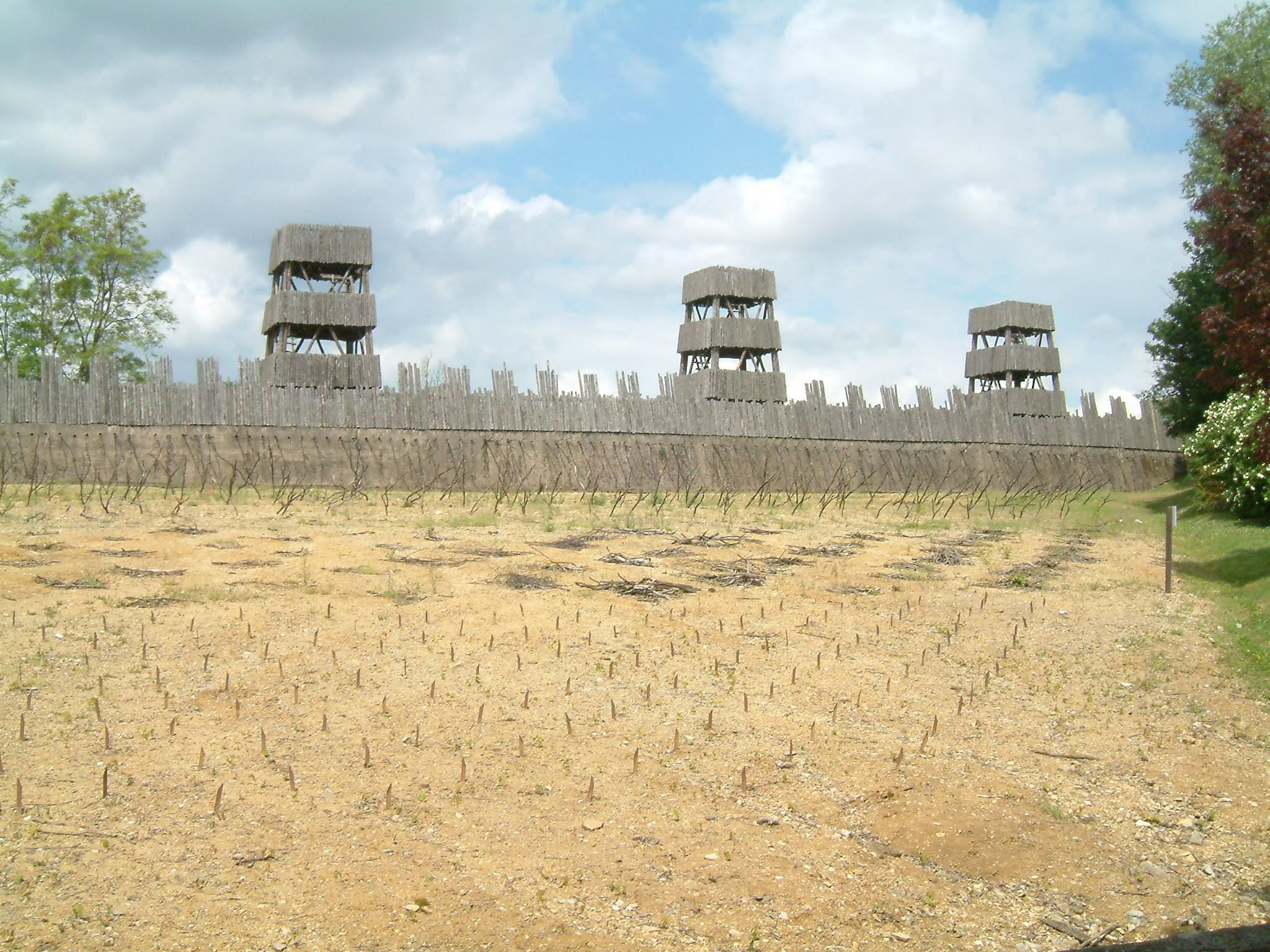
Reconstitution du siège d'Alésia (archéodrome de Beaune).

### La Gaule romaine

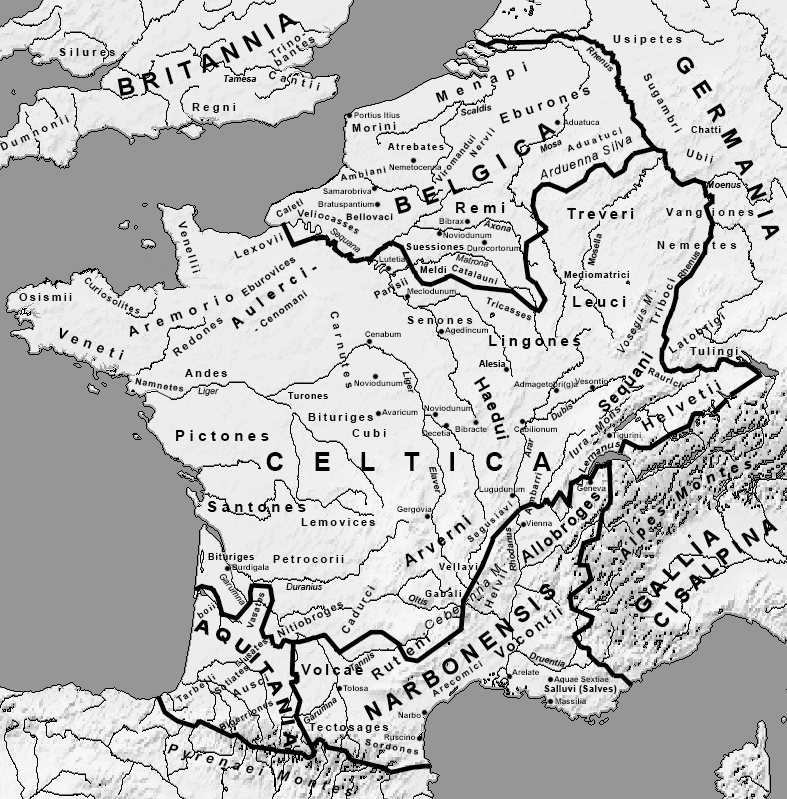
La Gaule après la conquête de Jules César.

Empire romain à l'époque de la Tétrarchie (division stratégique de l'empire romain en fonction des peuples et des zones géographiques). En rouge les territoires celtes.

L'empereur Auguste organise la Gaule en quatre provinces : à la Narbonnaise suffisamment romanisée pour devenir une province sénatoriale, il ajoute la Gaule aquitaine, la Gaule lyonnaise et la Gaule Belgique. Les limites des Gaules dépassent largement celles de la France actuelle, principalement en ce qui concerne la Gaule Belgique qui borde le Rhin. Lugdunum est choisie comme capitale des Gaules. Au IIe siècle il existe déjà une communauté chrétienne dans cette ville. Vers la fin du IVe siècle, en Gaule, presque toute la population des villes a basculé du côté du Christ. Peu à peu l'Église se ceint d'une administration où un évêque dans chaque cité devient le chef de la communauté.

#### La paix romaine
Rien ne semble changer au début de l'occupation romaine. Certes les Gaulois doivent payer leurs tributs, mais ils gardent leurs magistrats et leur manière de vivre. Les voies romaines reprennent en grande partie les voies gauloises déjà nombreuses et bien entretenues, ce qui explique la grande rapidité de déplacement des légions romaines ; la pacification sur le Rhin et en Bretagne favorisent l'essor économique. Pierre Gros résume ainsi l'impact de la présence romaine « la conquête romaine qui a entraîné l’entrée dans les temps historiques, a modelé pour des siècles le paysage rural, établi ou aménagé les principaux axes de communication, urbanisé d’immenses terroirs, défini les territoires administratifs ».
L'urbanisation généralisée voit le développement de nombreuses cités, organisées sur le mode des municipes italiens, villes qui toutes perdurent encore de nos jours, tandis que les campagnes se couvrent de bourgades (vici) et de grandes exploitations agricoles (villae). La Gaule est alors avec l'Égypte la région la plus peuplée de l'Empire romain, avec une population estimée à 7 millions d'habitants. En 48, l'empereur Claude donne accès au Sénat romain aux notables gaulois, comme le montrent les Tables de Lyon.
Le développement économique bénéficie des siècles de Pax Romana : l'extension des vignes en Aquitaine, dans la vallée du Rhône et de la Saône et même dans celle de la Moselle est telle qu'elle concurrence les vins italiens. Des artisans italiens installés en Gaule créent une industrie de la céramique sigillée prospère (par exemple à La Graufesenque). L'artisanat gaulois produit aussi en abondance des objets en bois, des vêtements de laine et exporte vers les grands centres de consommation en Italie, sur le Rhin et le haut Danube. Les échanges ne se limitent pas aux biens matériels : à côté des cultes populaires du nombreux panthéon gaulois, apparaissent dans les villes d'autres religions d'origine orientale : culte de Mithra, de Cybèle, de Jésus, attesté à partir de 177 (cf. les Martyrs de Lyon). Ce dernier culte deviendra prépondérant dans les milieux urbains à partir du IVe siècle.
Cinq siècles de romanisation laissent de profondes marques sur les Gaules : les parlers bas latins dont dérivent l'occitan et le français d'oïl (ainsi que le corse hors des limites de la Gaule), un droit écrit dégagé de tout principe religieux, des villes, une religion (le catholicisme), et même des habitudes quotidiennes (le pain, la vigne et le vin).

#### Les invasions germaniques

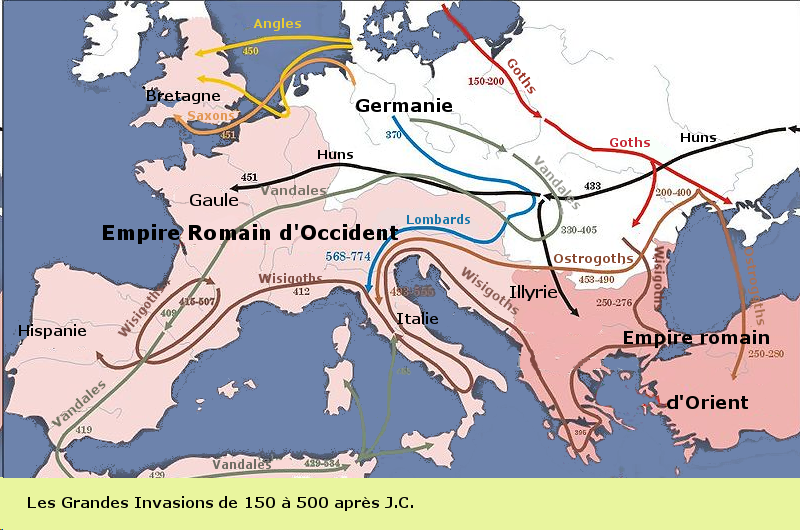
Les mouvements migratoires du.

Le IIIe siècle voit se succéder les crises et les guerres civiles sur le sol gaulois. Bien que les provinces romaines de Germanie supérieure et de Germanie inférieure aient été constituées dès le Ier siècle par Domitien, à partir du milieu du IIIe siècle, des peuples germaniques Francs et Alamans franchissent le Rhin et pillent la Gaule à plusieurs reprises. Un éphémère empire des Gaules (terme impropre), sans que celui-ci ait un caractère national, est créé par Postumus, bientôt assassiné par ses soldats. La Gaule est touchée par l'affaiblissement démographique, le déclin des villes, le ralentissement du commerce et de la circulation monétaire ce qui amène les premières manifestations des bagaudes. Durant la même période les Romains installent en Gaule des garnisons de Lètes, parmi lesquels des Chamaves et des Hattuaires dans la future Bourgogne. La situation militaire est rétablie à la fin du IIIe siècle, et le dispositif défensif sur le Rhin incorpore de plus en plus de contingents germaniques installés avec leurs familles. Des groupes de Francs en Gaule Belgique et d'Alamans en Alsace servent comme troupes auxiliaires fédérées, et certains officiers francs mènent de brillantes carrières au sein de l'Empire romain.
Face aux invasions, l'élite gallo-romaine a une réaction divisée. Salvien de Marseille déclare que l'invasion est la conséquence des vices du gouvernement romain. D'autres comme le Sidoine Apollinaire se plaint de leur manque de savoir-vivre.
Dans la nuit du 31 décembre 406, les peuples vandales, suèves, alains et d'autres peuples germaniques franchissent la frontière sur le Rhin, malgré la défense des auxiliaires francs, puis en 412 les Wisigoths franchissent les Alpes et atteignent l'Aquitaine. Le pouvoir impérial romain leur cède des territoires puis disparaît en 476. Les structures de l'Empire se défont en Gaule, le pouvoir politique passe aux mains de royaumes barbares avec leurs propres lois, leur propre religion, l'arianisme ou le polythéisme.
Le danger que représentent les Huns, suscite une alliance temporaire des occupants de la Gaule. En 451, Aetius prend la tête d'une coalition Gallo-romaine et Franque qui stoppe le raid de pillage des Huns commandés par Attila aux champs Catalauniques. Cette bataille, qui fut bien loin d'anéantir les Huns, fut magnifiée par les historiens et enrichie de l'épisode de sainte Geneviève encourageant les Parisiens à la résistance face à Attila.
Au milieu de ces royaumes barbares, wisigoth, alaman, burgonde ou franc, un Romain, Syagrius, parvient à maintenir entre Soissons (voire de l'Allemagne centrale) et Loire une portion détachée de l'Empire comme son bien propre et se fait donner le titre de roi des Romains, d'après Grégoire de Tours,. Des réfugiés Bretons venus de Bretagne chassé par les Angles et les Saxons (l'actuelle Angleterre) s'installent en Armorique, qu'ils rendent partiellement indépendante du reste de la Gaule jusqu'à la création du duché de Bretagne en 939. Les élites gallo-romaines encore présentes dans les villes en assurent la direction locale, et fournissent de nombreux évêques, protecteurs de leur communauté face aux malheurs de l'époque, interlocuteurs du pouvoir militaire des rois germaniques qui se partagent la Gaule et derniers représentants de la culture romaine. Citons parmi ceux-ci Avit de Vienne, Nizier de Lyon, Remi de Reims, Grégoire de Tours. Sur une médaille d'or de Constantin, datant sans doute de 310, on lit pour la première fois le mot Francia.
Le développement du christianisme permet de lier les populations gallo-romaines et les populations germaniques.

## Le Moyen Âge et la formation de la France
L'histoire de la France au Moyen Âge de 476 à 1453 se caractérise par plusieurs périodes et événements marquants durant dix siècles de Clovis à Charles VIII : l'affirmation du christianisme, la désintégration de l'Empire romain, la longue genèse du royaume de France, la grande peste, la guerre de Cent Ans... La société est marquée par l'essor des campagnes et de la population française, le développement du commerce (foires et marchés) et la renaissance urbaine, l'apparition des universités et la formation de la langue française.

### Les Francs, Mérovingiens et Carolingiens (Ve–Xesiècles)

#### Les Mérovingiens

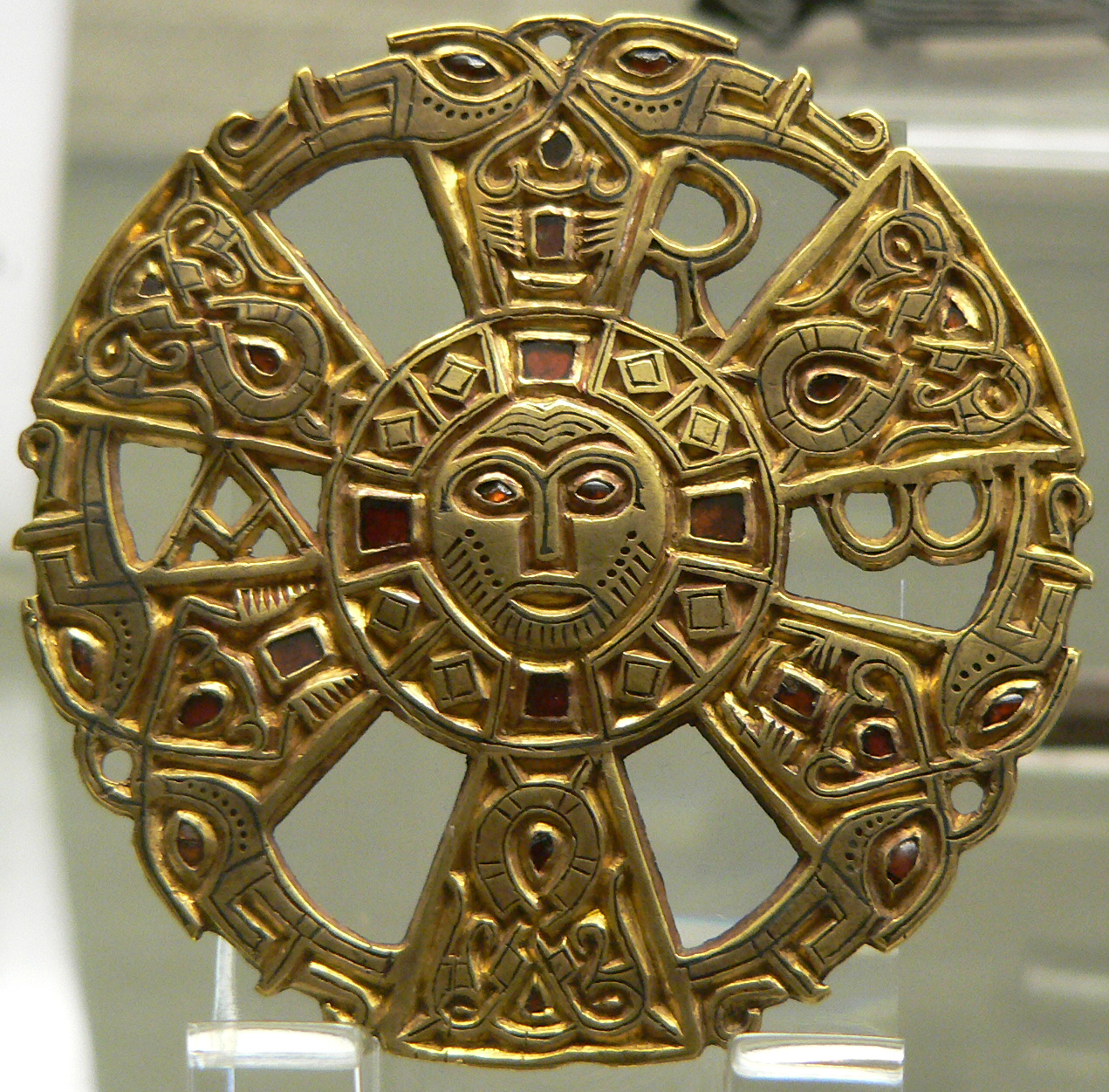
Disque en or orné d'un chrisme, d'un masque humain et de motifs zoomorphes. Art mérovingien, fin -début VIIe siècle, trouvé à Limons (Puy-de-Dôme), Département des Monnaies, médailles et antiques de la Bibliothèque nationale de France.

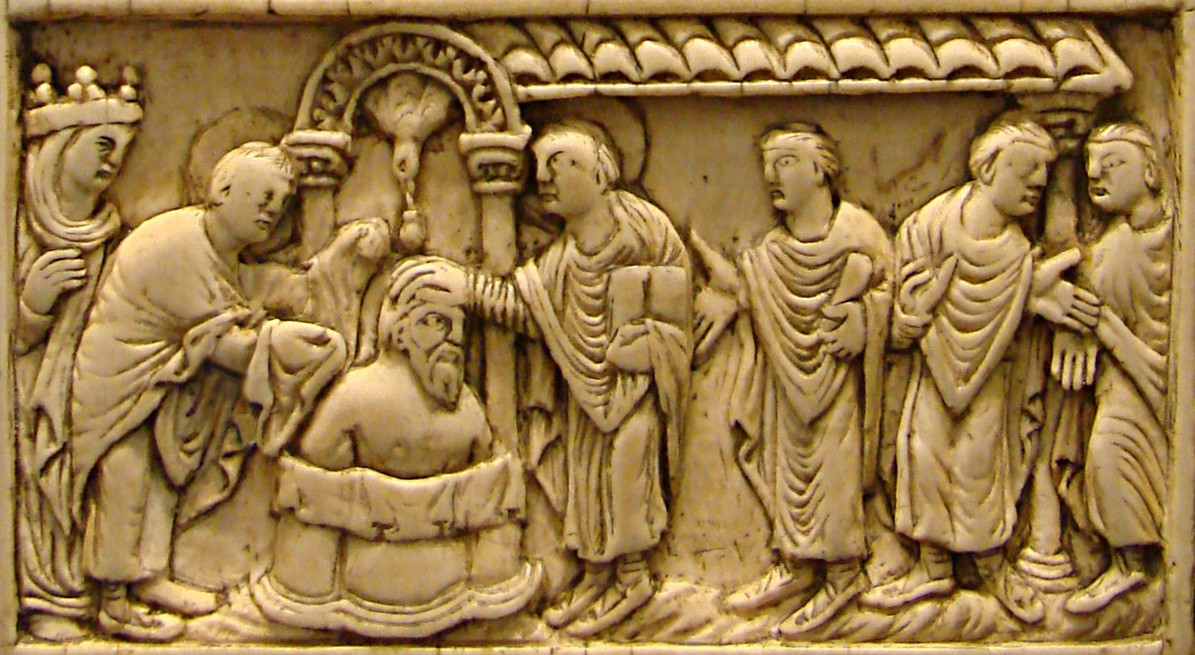
Le baptême de Clovis, plaque de reliure en ivoire, dernier quart du IXe siècle.

Au milieu de ces enchevêtrements de peuples, les Francs saliens installés dans le Nord de la Gaule et les Francs ripuaires sur les rives du Rhin et de la Moselle, font la conquête d'une grande partie de la Gaule sous l'autorité de leur roi Clovis Ier (466-511). La grande intelligence de Clovis est d'avoir compris que son pouvoir ne pourrait pas durer sans l'assentiment des peuples romanisés. Son baptême catholique par l'évêque Remi de Reims entre 496 et 508 (le débat est toujours d'actualité) permet la collaboration des Francs avec les élites gallo-romaines. Clovis est le fondateur de la première dynastie durable sur le territoire de la France actuelle, la dynastie mérovingienne.
La conversion de Clovis, quant à elle, a été valorisée plus tard par les Capétiens en 987 pour affirmer le principe de la monarchie de droit divin, c'est-à-dire de l'origine divine du pouvoir royal. Ils popularisent la légende de la Sainte Ampoule, apportée par le Saint-Esprit représenté par la colombe, pour oindre le roi baptisé à Reims, ampoule qui sera utilisée pour les sacres des Capétiens jusqu'à la Révolution.
Les Francs ont une vision patrimoniale de leur royaume. Clovis partage son royaume entre ses quatre fils, ce qui favorise les guerres entre les héritiers. La carte du pays évolue au gré des guerres, des crises et des héritages : le royaume de Clovis est vite divisé entre Neustrie, Austrasie et Aquitaine, qui deviennent avec la Bourgogne conquise par les fils de Clovis dans les années 530, les divisions politiques majeures de la « Gaule » au VIe siècle et au VIIe siècle. Les Francs s'étendent à l'est.
Sous les Mérovingiens, la période de régression amorcée dès le Bas-Empire continue. La population diminue aux VIe et VIIe siècles sous le coup des épidémies, notamment celles de la peste. La désorganisation liée aux invasions barbares contribue à la disparition des artisans spécialisés qui avaient fait la renommée de la Gaule romaine. Les routes romaines ne sont plus entretenues. Le rare transport des marchandises se fait par voie fluviale. Le grand commerce s'arrête presque totalement et une économie autarcique autour des grands domaines, les vici, se développe. Beaucoup de paysans perdent leur liberté car ils se « donnent » aux puissants en échange de leur protection. Le terme « franc » finit par désigner les hommes libres, qu'ils soient d'origine germanique ou gallo-romaine, mais ils sont de moins en moins nombreux.
À partir du début du VIIe siècle marqué par la faide royale, le pouvoir royal s'affaiblit au profit de l'aristocratie franque (les leudes), et surtout aux « maires du palais » (major domus), sorte de premiers ministres. En effet les rois mérovingiens n'ont plus de terres à distribuer à leurs guerriers et sont donc abandonnés par ceux-ci. La famille des Pippinides originaire d'Austrasie, s'empare des mairies du palais d'Austrasie puis de Neustrie. Elle remet la Provence, la Bourgogne et l'Aquitaine, devenues quasi indépendantes, dans l'orbite mérovingienne et entame la conquête de la Frise au nord du royaume. L'un des plus fameux maires du palais, Charles Martel, repousse en 732 une armée musulmane non loin de Poitiers. Pour récompenser ses fidèles, il confisque les immenses biens fonciers de l'Église qu'il leur redistribue. Ceci lui permet de s'assurer de leur fidélité sans se défausser de ses propres biens. Son fils Pépin le Bref fait enfermer dans un couvent le dernier roi mérovingien, Childéric III, puis se fait élire roi par les guerriers francs en 751. Il prend aussi la précaution de se faire sacrer en compagnie de ses deux fils en 754 par le pape. Cela lui donne une légitimité nouvelle, celle de l'élu de Dieu, comme le roi David, élection supérieure à celle des guerriers francs. La dynastie mérovingienne a vécu. Commence le règne de la dynastie carolingienne.

#### Les Carolingiens

Statuette équestre représentant un empereur carolingien, Charlemagne ou son petit-fils Charles le Chauve, Paris, musée du Louvre, IX.

Le royaume franc sous Charlemagne.

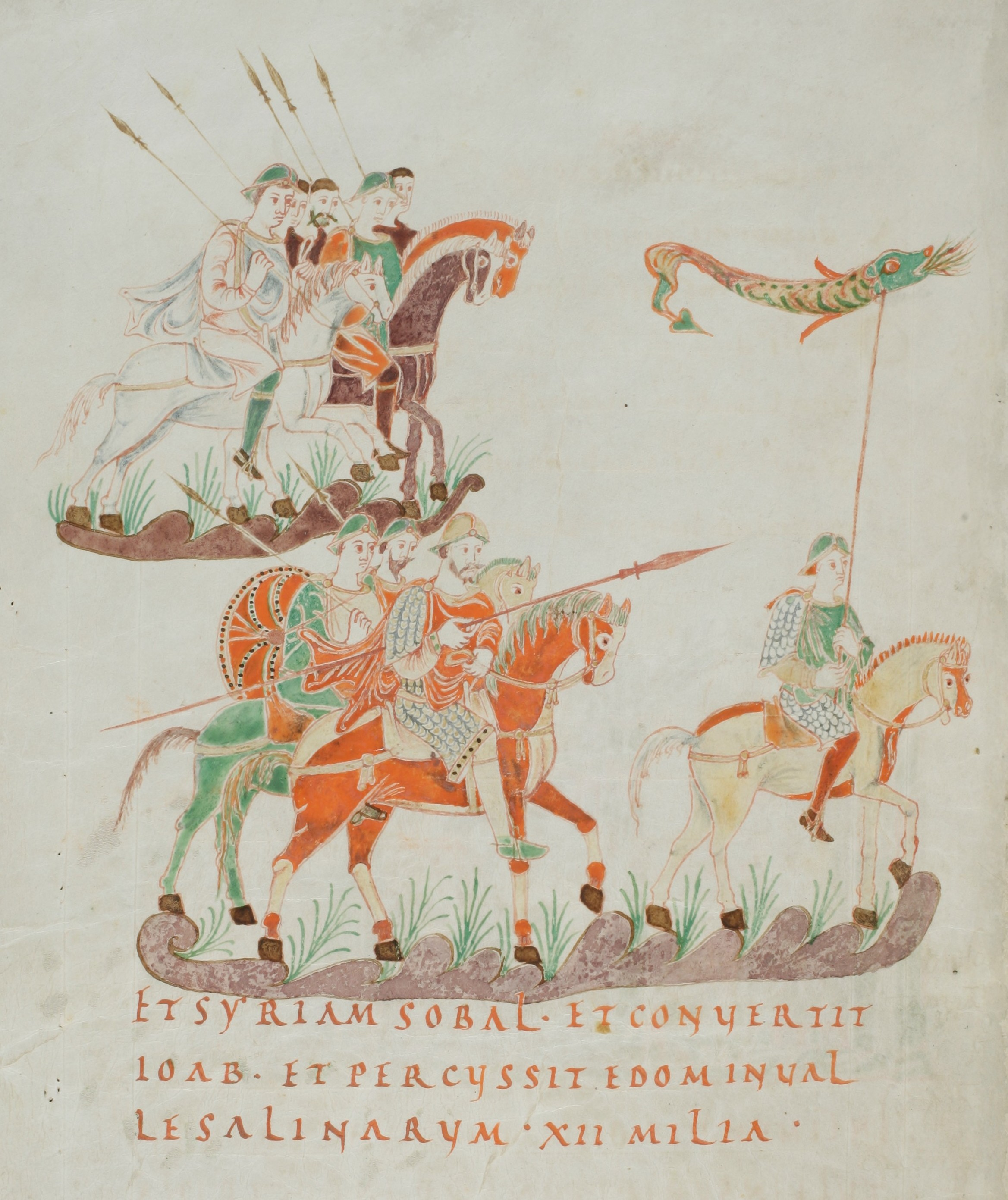
Personnages bibliques représentés comme des cavaliers francs de l'ère carolingienne.
Psalterium Aureum, bibliothèque cantonale de Saint-Gall, IXe siècle.

Le partage de l'Empire carolingien lors du traité de Verdun en 843.

Pépin le Bref fait la conquête de l'Aquitaine, devenue indépendante et de la Septimanie, devenue l'une des cinq provinces musulmanes d'al-Andalus de 719 à 759. Il intervient même hors de ses frontières en créant notamment les États pontificaux après une campagne contre les Lombards. À sa mort, il partage selon la tradition franque, son royaume entre ses deux fils, Carloman et Charles mais la mort précoce de Carloman permet à Charles de régner sur un royaume des Francs unifié. Le royaume des Francs (regnum francorum) connaît sa plus grande expansion sous Charlemagne. Celui-ci étend le royaume jusqu'en Saxe à l'est, au prix de 20 années de guerre, en Bretagne, en Vasconie, en Lombardie, en Bavière et chez les Avars. Cependant, ces conquêtes ne sont pas définitives et de nombreuses révoltes secoueront la Bretagne ou la Vasconie. C'est alors que se mettent en place des « marches », zones militarisées qui servent à contrôler les attaques des Bretons ou des Vascons. Cette politique de conquête a pour conséquence le couronnement impérial de Charlemagne le 25 décembre 800 par le pape Léon III. Les contemporains ont voulu y voir une renaissance de l'Empire romain d'Occident. Mais l'Empire carolingien est centré sur la Gaule et la Germanie. Charlemagne se considère d'abord comme un roi franc. Les règnes de Charlemagne et de son fils Louis le Pieux restent cependant, entre deux vagues d'invasions, une période de renforcement du pouvoir royal, de renaissance des arts et de la culture qui a durablement marqué les esprits ; « Charlemagne fonde la paix germanique et chrétienne, inaugure la législation sociale et rend l'enseignement primaire obligatoire ».
Louis le Pieux renonce à confisquer les terres de l'Église pour les donner en récompense à ses fidèles. Ce faisant, il est obligé de puiser dans ses propres biens et affaiblit ainsi la puissance foncière des Carolingiens. Ses fils se disputent pour le partage de l'héritage carolingien. Finalement ils arrivent à un accord lors du partage de Verdun de 843. C'est à cette occasion que la Gaule est appelée pour la première fois Francie occidentale (Francia occidentalis en latin). La Francie occidentale, concédée à Charles le Chauve, le plus jeune fils de Louis le Pieux donnera naissance au royaume de France à la fin du IXe siècle, après de multiples évolutions territoriales. La Francie occidentale s'étend de la mer du Nord à la mer Méditerranée, elle est grossièrement délimitée à l'Est par la Meuse, la Saône et le Rhône. Elle a pour avantage l'extrême diversité de ses paysages et de ses ressources naturelles.
Cependant aux IXe et Xe siècles, la Francie occidentale est menacée d'éclatement. Sous Nominoë, la Bretagne réaffirme son indépendance. Le rattachement de l'Aquitaine au royaume n'est que purement théorique. La seconde vague d'invasion de Vikings, des Sarrasins et des Hongrois accentue la désagrégation de l'autorité royale. Les souverains impuissants à défendre leurs sujets doivent se résigner à voir passer le pouvoir de commandement de leurs mains à celles de puissants seigneurs qui se sont constitué des principautés, vastes territoires quasi indépendants. Pour stopper la menace viking, le roi Charles le Simple est obligé de céder la Normandie au chef Rollon par le traité de Saint-Clair-sur-Epte en 911.
Le titre de roi redevient électif et les Carolingiens doivent céder leur couronne à Eudes, comte de Paris entre 888 et 898, à Robert Ier de 922 à 923, et à Raoul en 923 à 936.
En 987, Hugues Capet, duc des Francs, descendant d'Eudes, est préféré au prétendant carolingien, Charles de Basse-Lotharingie, oncle du défunt roi Louis V , grâce au soutien actif de l'archevêque Adalbéron de Reims.
Son élection marque la fin de la dynastie carolingienne et le début d'une nouvelle dynastie, la dynastie capétienne qui construira le royaume de France pendant le second millénaire.
Il est à noter que la Bretagne ne participe pas à l'élection et qu'en juillet 990, Conan le Tort se déclare Britannorum Princeps (souverain des Bretons) et, selon le moine contemporain Raoul Glaber, est couronné à la manière des rois à l'abbaye du Mont-Saint-Michel en présence des évêques de Bretagne.

### Les Capétiens et la consolidation de l'État

Le royaume des Francs sous Hugues Capet.

### Les Capétiens et la consolidation de l'État (XIe–XIIIesiècle)

#### L'évolution du pouvoir royal

Les trois ordres : orantes (ceux qui prient), pugnantes (ceux qui combattent) et laborantes (ceux qui travaillent). Enluminure du XIIIe siècle, Londres, British Library.

Le règne des premiers Capétiens est marqué par la faiblesse du pouvoir royal face aux grands seigneurs à la tête de principautés. Hugues Capet n'intervient jamais au sud du royaume. Son autorité est limitée au domaine royal, les biens matériels et les vassaux directs sur lesquels il exerce un pouvoir direct. Les premiers Capétiens ne possèdent qu'un domaine peu étendu, réduit pour l'essentiel à une zone entre Beauvais et Orléans, vestige du duché de France de Robert le Fort. Par une politique habile de la plupart d'entre eux, ils assureront la croissance du domaine royal.
Face aux grands du royaume quasi indépendants, ils possèdent cependant trois atouts. En premier lieu, ils parviennent à rendre héréditaire leur lignage en faisant élire et sacrer leurs fils de leur vivant, et en les associant au trône (usage suivi jusqu'à Philippe Auguste). En outre, les rois de France sont au sommet de la hiérarchie féodale et ne rendent hommage à personne pour leurs possessions. Mais, féodalité oblige, tous les grands féodaux du royaume doivent l'hommage au roi. Les plus prestigieux vassaux du roi de France étaient les souverains d'Anjou et d'Angleterre. Par la moindre étendue de ses domaines placée sous son administration directe, le roi de France était plus faible que bien des vassaux, mais en termes de vassalité, c'était bien le roi de France qui se trouvait au sommet de la pyramide du pouvoir du système féodal. Un adage dit que « Rex francorum imperator est in suo regno » : « le roi des Francs est empereur en son royaume ». Enfin, le sacre permet aux Capétiens d'acquérir un caractère divin à travers l'onction, faite grâce à l'huile de la sainte Ampoule, don du Saint-Esprit. Ainsi le roi, chrétien depuis le baptême de Clovis, devient de plus, un roi de droit divin, qui ne tient son pouvoir que de Dieu. Depuis Robert le Pieux, fils d'Hugues Capet, on attribue aux Capétiens des pouvoirs thaumaturgiques, par simple toucher, ils étaient censés guérir des écrouelles ou scrofules.

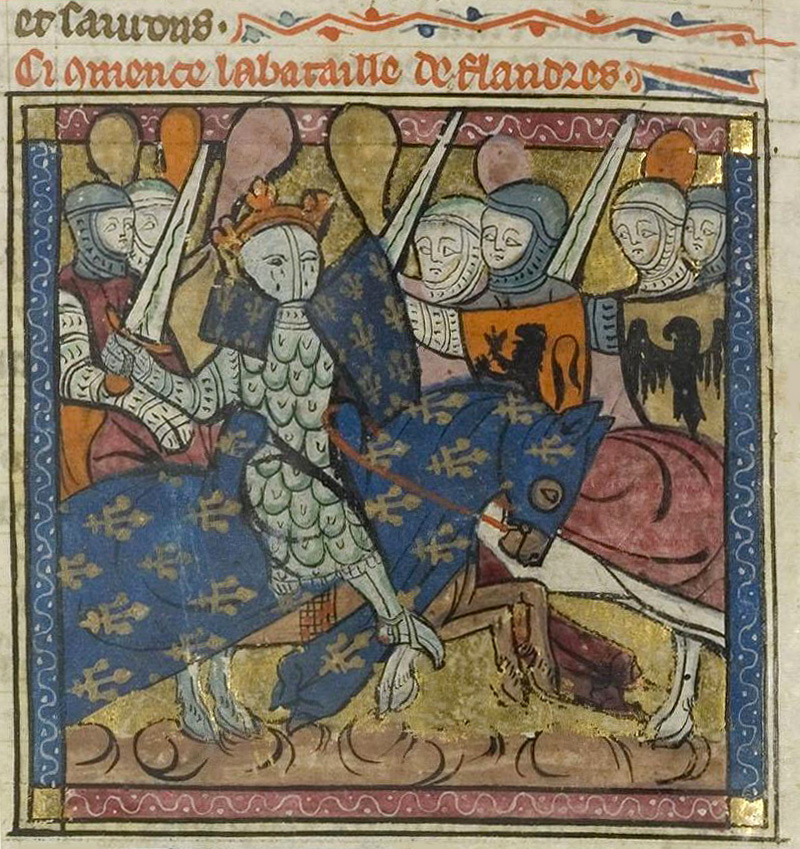
Le roi Philippe Auguste à la bataille de Bouvines en 1214.
Enluminure des Grandes Chroniques de France, XIVe siècle, Bibliothèque municipale de Chartres.

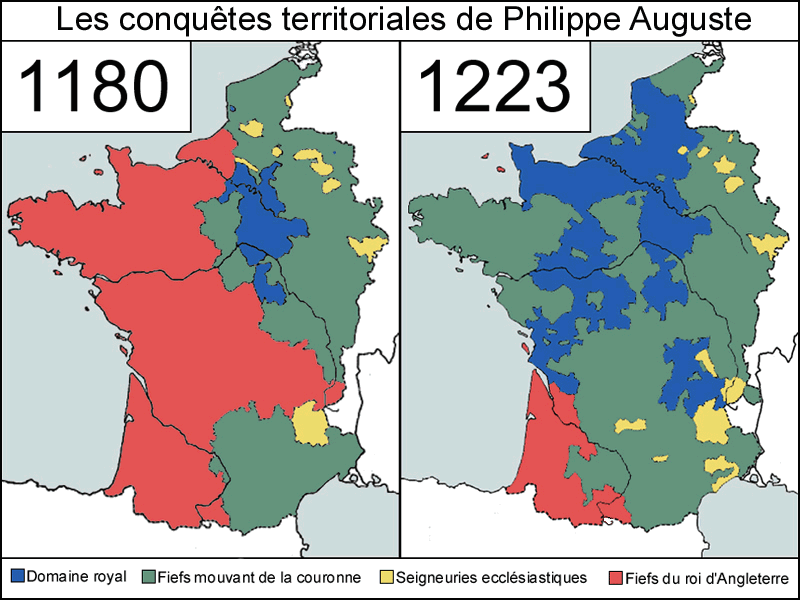
Philippe-Auguste mène une lutte victorieuse pour abaisser la puissance des Plantagenêts et agrandir le domaine.

Le mariage d'Aliénor d'Aquitaine avec le comte d'Anjou, devenu roi d'Angleterre sous le nom d'Henri II Plantagenêt, fait de ce dernier un vassal du roi de France bien plus puissant que son suzerain, comme le montre la première carte. Philippe II, dit Philippe-Auguste a comme objectif principal l'abaissement des Plantagenêts. Entre 1202 et 1205, il fait la conquête sur Jean sans Terre de la Normandie, du Maine, de l'Anjou, de la Touraine, du nord du Poitou et de la Saintonge. Jean sans Terre tente de réagir en organisant une coalition réunissant également l'empereur germanique Otton IV et le comte de Flandre. Le dimanche 27 juillet 1214, Philippe II triomphe de la coalition lors de la bataille de Bouvines. Sur le plan intérieur, Philippe-Auguste augmente les ressources royales par une bonne administration, ce qui lui permet de rétribuer des mercenaires, de construire des nouveaux remparts autour de Paris, de paver la ville et d'édifier la forteresse du Louvre. À sa mort, le domaine royal est considérablement agrandi. Ses successeurs vont continuer son œuvre.
Son petit-fils, Louis IX, signe enfin la paix avec les Plantagenêt. Il affirme le droit du roi de légiférer dans tout le royaume, y compris dans les grands fiefs quand l'intérêt commun l'exige. Il met en circulation une monnaie royale stable et fiable, le gros tournois d'argent valable dans tout le royaume. Il place définitivement la monarchie au-dessus du bien commun. Ses légistes affirment que rien ne peut justifier la rébellion d'un vassal et qu'aucun évêque ne peut excommunier le roi. Louis IX se croise par deux fois pour combattre les musulmans en Terre sainte, de 1248 à 1254 (septième croisade) puis en 1270 en Égypte et à Tunis où il meurt de la dysenterie le 25 août.
Philippe IV le Bel (1285-1314) est le dernier des grands Capétiens directs. Il est connu pour le rôle qu'il a joué dans la centralisation administrative du royaume. Il organise définitivement les parlements. Pendant tout son règne, il cherche à améliorer les finances royales. Comme il échoue à instaurer un impôt régulier, le budget de l'État fonctionne au moyen d'expédients : confiscation des biens des juifs, des marchands italiens, diminution du poids en métal précieux par rapport à leur valeur nominale des pièces frappées par le roi. Pour trouver de nouveaux subsides, il organise la première réunion de représentants des trois ordres ou états du clergé, de la noblesse et du tiers état. Ce type de réunion sera appelé plus tard États généraux. Il s'entoure de légistes originaires de toute la France. Mais Philippe le Bel est surtout connu pour son affrontement avec les papes, lesquels, pour échapper aux troubles continuels de Rome, s'installent à Avignon mettant pour trois quarts de siècle la papauté sous influence directe de la France. Quand il meurt en 1314, la monarchie capétienne semble consolidée et forte.

#### Les transformations économiques et sociales

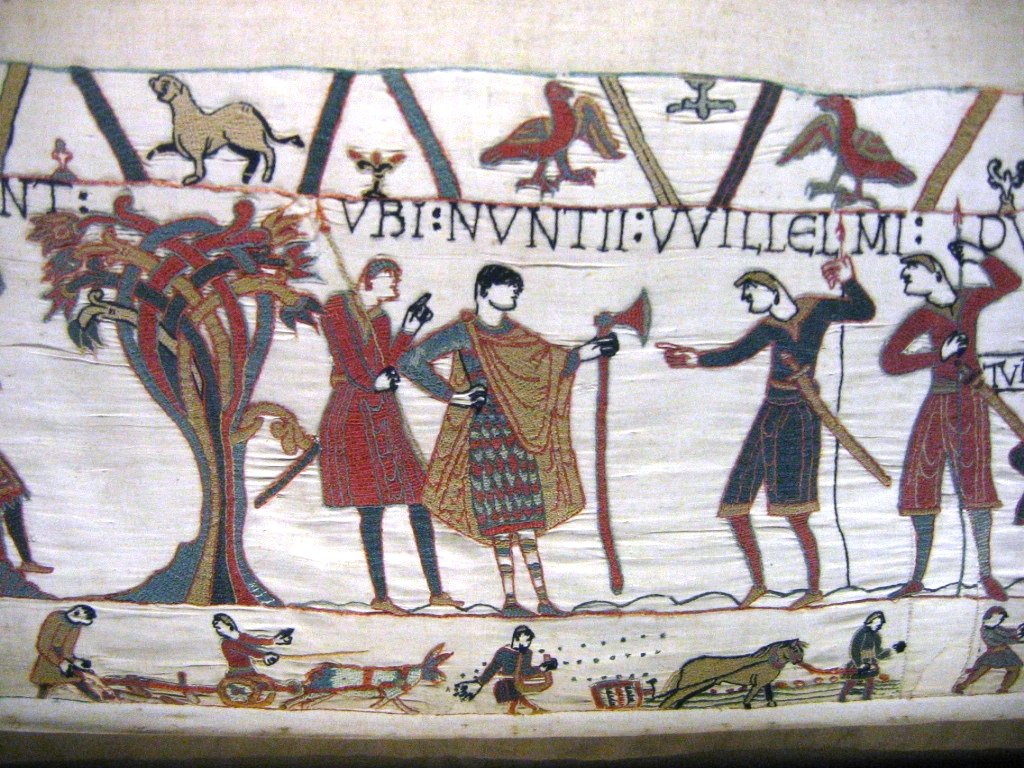
Le bas de cet extrait de la tapisserie de Bayeux, XIe siècle, montre des travaux agricoles avec herse et charrue.

Même si les sources écrites manquent, plusieurs indices montrent que la vitalité démographique de la France est très importante à partir du XIe siècle. Des hommes venus du royaume de France tiennent le premier rang dans la conquête en 1066 de l'Angleterre par Guillaume le Conquérant, duc de Normandie. Les chevaliers francs jouent un rôle prépondérant dans la Reconquista de l'Espagne musulmane dès le milieu du XIe siècle. Ils sont si nombreux à participer à la première croisade à la fin du XIe siècle, que les États créés après la prise de Jérusalem en 1099 sont appelés États francs d'Orient. L'augmentation de la population accompagne les grands défrichements. Des nouvelles techniques agricoles se diffusent permettant de cultiver les terres riches et lourdes du bassin parisien : charrues à roue et à versoir qui aèrent le sol, herses qui brisent les mottes. Villages, églises et châteaux-forts façonnent le paysage des campagnes. Le retour à une paix relative favorise la circulation des marchandises et des hommes, la circulation monétaire et la renaissance des villes. Les artisans et les marchands se révoltent bien vite contre l'autorité tatillonne des seigneurs laïcs ou ecclésiastiques et parviennent à obtenir des chartes de libertés leur permettant de s'administrer eux-mêmes. Dans les villes, les artisans exerçant une même activité se regroupent en organisations professionnelles très rigides et protectionnistes.

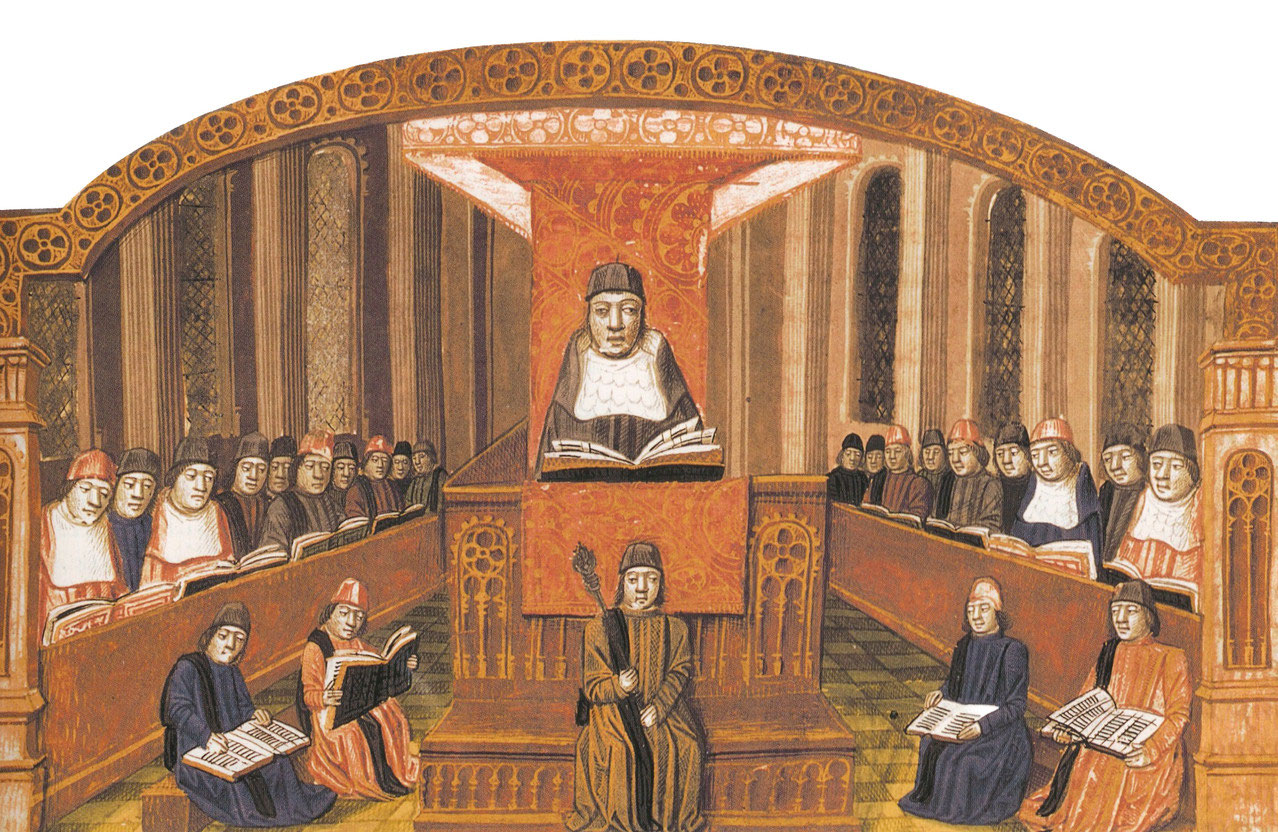
Cours de théologie à l'Université de Paris.

Le XIIIe siècle consacre le rayonnement français. Les historiens pensent qu'au cours de ce siècle la population passe de 12 millions à 20 millions d'habitants, grâce aux améliorations des pratiques agricoles qui permettent l'augmentation des rendements des terres cultivées. Ceci n'empêche pas les campagnes d'être secouées par des révoltes, le plus souvent locales contre les droits féodaux ou la dîme. Pourtant le XIIIe siècle est celui des chartes d'affranchissement qui permettent aux paysans d'améliorer grandement leur condition juridique et fiscale. Paris devient la ville la plus importante de l'Occident chrétien avec près de 200 000 habitants, soit le double de Venise. Son rayonnement est assuré par son université, ses édifices religieux célèbres dans toute la chrétienté, telle la Sainte-Chapelle où sont conservées les reliques de la couronne d'épines et du bâton de Moïse, la cathédrale Notre-Dame de Paris, ses ateliers de miniatures et d'ivoire. Pourtant dès le milieu du XIIIe siècle, des signes d'essoufflement économique apparaissent. Les petits seigneurs s'appauvrissent. La croissance de la population a abouti à un fractionnement des tenures. L'écart s'élargit dans les villes entre les riches et les pauvres entraînant des révoltes du « menu » peuple contre le peuple « gras » entraînant des grèves et des conflits comme à Douai, Paris, Ypres…

#### La fin des Capétiens directs
La lignée des Capétiens directs se termine par les règnes successifs des trois fils de Philippe IV qui meurent sans héritier mâle. Lorsque Charles IV le Bel, le dernier fils de Philippe le Bel, meurt en 1328, c'est la première fois depuis l'élection d'Hugues Capet que le défunt roi n'a pas d'héritier mâle. Deux prétendants sont en lice, Édouard III, roi d'Angleterre, petit-fils de Philippe le Bel et Philippe de Valois, neveu de Philippe le Bel. L'assemblée des grands du royaume préfère Philippe car il est de France et plus mûr que son jeune rival anglais. Cet événement marque le début de la dynastie des Capétiens-Valois, branche collatérale des Capétiens directs.

### Crises et mutations du bas Moyen Âge (duXIVeauXVesiècle)
Tout l'Occident est affecté par les famines, la peste noire et de nombreux conflits. Mais la France, l'état le plus peuplé d'Europe, est davantage touchée par les malheurs, d'autant plus qu'elle est le cadre d'une guerre interminable entre 1337 et 1453, la guerre de Cent Ans.

#### Le temps des crises
À la fin du XIIIe siècle, on assiste en France à un retournement de conjoncture : il n'y a plus de terre à défricher. La production agricole stagne alors que la population continue à augmenter. L'épuisement des mines d'or et d'argent freine le développement de la monnaie et par là même les échanges commerciaux. Du début du XIVe siècle à la fin du XVe l'Europe entière connaît un petit âge glaciaire : les hivers sont plus longs et plus froids, les étés plus frais et plus humides, ce qui fait pourrir les récoltes sur pied. Les crises économiques qui en résultent entraînent des troubles politiques et sociaux accentués par la faiblesse de certains rois pendant la guerre de Cent Ans.
Dans les années 1315-1317, le mauvais temps entraîne des récoltes insuffisantes. Le prix des céréales augmente, ce qui génère la famine avec une surmortalité des plus pauvres. Les famines persistent jusqu'à la fin du XVe siècle. La situation des paysans est catastrophique : soit ils mangent la part de grains réservée aux semailles et la famine s'accentue l'année suivante, soit ils préservent les grains à semer et, dès la fin de l'hiver, la mortalité augmente, faute de nourriture suffisante. Les textes de l'époque font aussi état de loups entrant dans les villes pour se nourrir, car eux-mêmes privés de proies.
À partir de 1348, la peste qui avait déjà ravagé la France dans l'Antiquité et le haut Moyen Âge, fait un retour en force provoquant la mort de presque un tiers de la population française. En 1361-1363, et en 1418-1419, une forme de peste fait des ravages parmi les enfants. Les révoltes se multiplient, notamment à Paris : révolte d'Étienne Marcel, révolte des Cabochiens. Dans les campagnes les jacqueries sont nombreuses.
Les différentes crises ont eu aussi des aspects positifs. Les paysans et les artisans qui survivent aux famines et à la peste voient leur condition de vie s'améliorer du fait de la hausse des salaires causée par la raréfaction de la main-d'œuvre. La noblesse décimée lors des grandes batailles de la guerre de Cent Ans se renouvelle. Les bourgeois achètent des seigneuries.

#### La guerre de Cent Ans

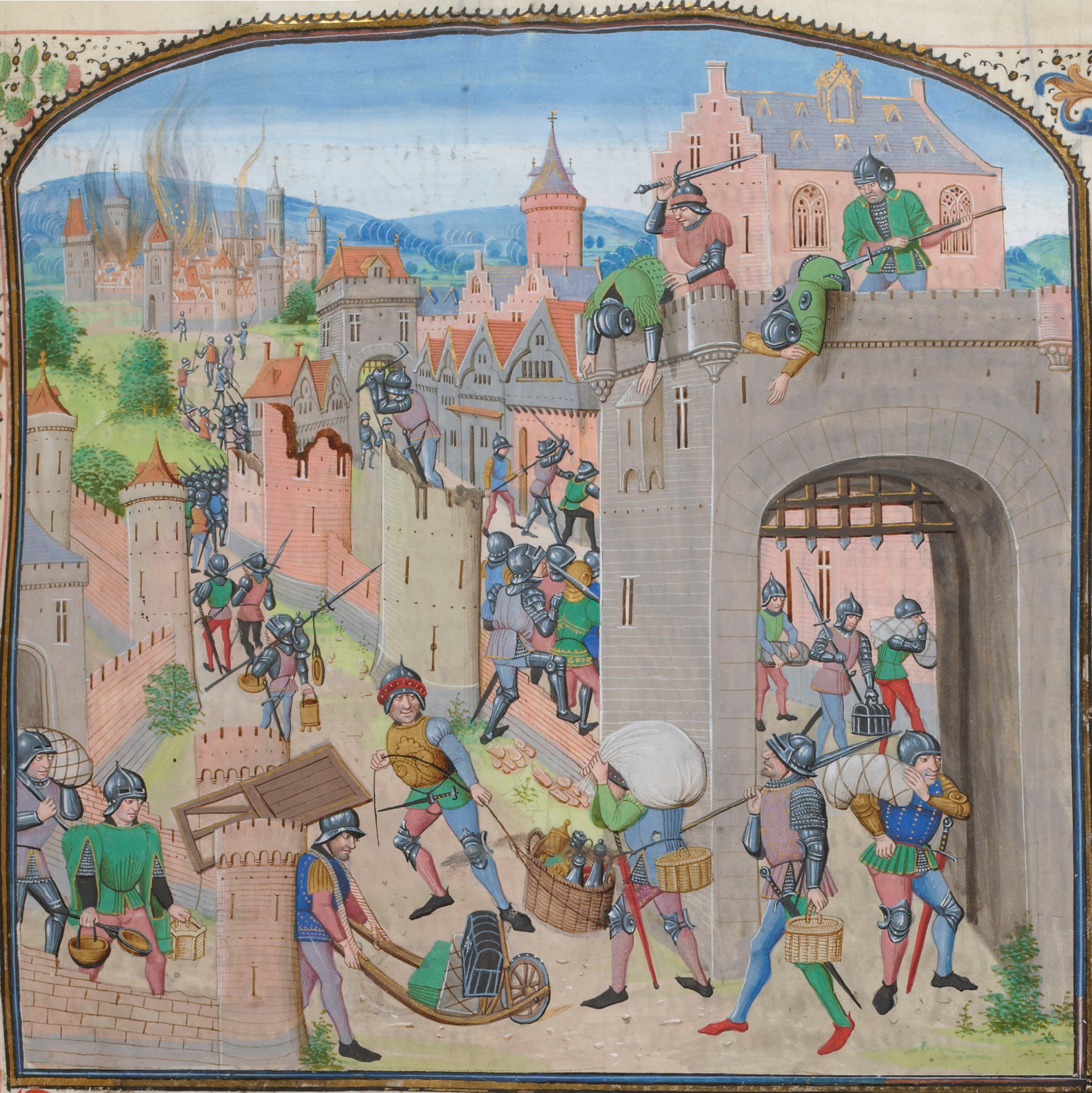
Enluminure représentant la prise et la mise à sac d'une ville par des hommes de guerre. Chroniques de Jean Froissart (manuscrits Gruuthuse), Paris, BnF, ms. Français 2644,, 3e quart du XVe siècle.

La guerre de Cent Ans oppose la France et l'Angleterre pour la succession au trône de France, de 1337 à 1453. Malgré ce que son nom peut laisser croire, elle n'est pas continue mais compte 55 années de trêve pour 61 années de combats. Elle ne touche pas tout le royaume mais elle apporte la désolation et la mort là où elle a lieu : pillages, épidémies et désertification accompagnent les bandes de mercenaires qui, en l'absence d'intendance et de solde régulière, se paient en mettant à sac les régions où ils stationnent, même celles du prince qui les emploie. Pendant cet interminable conflit, le territoire français est le champ de combats épisodiques mais acharnés entre rois de France et rois d'Angleterre. Les Anglais bénéficient de la supériorité tactique de leur armée (et particulièrement de leurs archers). Ils infligent à la chevalerie française pourtant très supérieure en nombre, deux cuisantes défaites à Crécy en 1346 et Poitiers, bataille durant laquelle le roi de France, Jean II le Bon est fait prisonnier. Le dauphin Charles est contraint de signer le traité de Brétigny en 1360 qui concède aux Anglais un bon tiers du royaume de France, prévoit le paiement d'une énorme rançon de 3 millions d'écus d'or pour la libération de Jean II le Bon, soit l'équivalent des recettes du roi pendant deux ans. Celui-ci meurt à Londres en 1364 sans que la rançon ait été complètement versée.
Son fils, Charles V est un bon stratège : la paix obtenue permet de lui redonner les capacités de reconquérir les territoires cédés en évitant les grandes batailles rangées et confie à de grands capitaines tel Du Guesclin la reconquête du territoire en reprenant une à une les places fortes de l'ennemi par une stratégie de sièges successifs. En 1377 les Anglais ne contrôlent plus que la Bayonne, Bordeaux, Brest, Calais et Cherbourg.

Batailles et opérations majeures en France entre 1415 et 1453.

Le redressement est provisoire. La folie de Charles VI plonge le pays dans la guerre civile entre Philippe Le Hardi duc de Bourgogne, oncle du roi, et Louis d'Orléans, frère du roi. Ce dernier prend le contrôle de l'État et s'allie avec des seigneurs du Sud-Ouest hostiles au roi d'Angleterre. L'accent de ces méridionaux va donner le nom des partisans du duc d'Orléans : les Armagnacs. Le duc de Bourgogne a lui intérêt à ménager les Anglais qui commercent avec son comté de Flandre. Ces derniers profitent de la confusion pour lancer une chevauchée dévastatrice à travers la France. Après avoir évité Paris ils traversent la Picardie en direction de Calais. Ils sont rejoints à Azincourt en 1415 par la fine fleur de la chevalerie française. Les Français subissent de nouveau une défaite meurtrière face à une armée anglaise épuisée et moins nombreuse : le parti des Armagnacs est décapité. Le duc de Bourgogne, Jean sans Peur, en profite pour s'emparer de la Champagne puis de Paris. Son fils, Philippe le Bon, pousse Charles VI à signer le 21 mai 1420 le traité de Troyes qui stipule :
- Charles VI doit déshériter son fils le dauphin Charles. Il le déclare inapte à régner[46] dans la mesure où il a fait tuer le duc de Bourgogne Jean sans peur, le 10 septembre 1419.
- Le roi Henri V d'Angleterre devient immédiatement régent du royaume de France et doit épouser Catherine de France, fille du roi fou.
- À la mort de Charles VI, le royaume de France doit revenir au fils d'Henri V et de Catherine.

Lorsque Charles VI meurt en 1422, la France est divisée en trois : le nord et l'ouest sont sous le contrôle du frère d'Henri V, Jean de Lancastre duc de Bedford, en tant que régent du jeune roi anglais, futur Henri VI ; le Nord-Est où le duc de Bourgogne est quasi indépendant ; le sud de la Loire où le dauphin, prend le titre de Charles VII mais est surnommé le « roi de Bourges » par la propagande anglaise qui met en doute sa légitimité (dans la mesure où le château de Bourges est la demeure favorite de Charles).

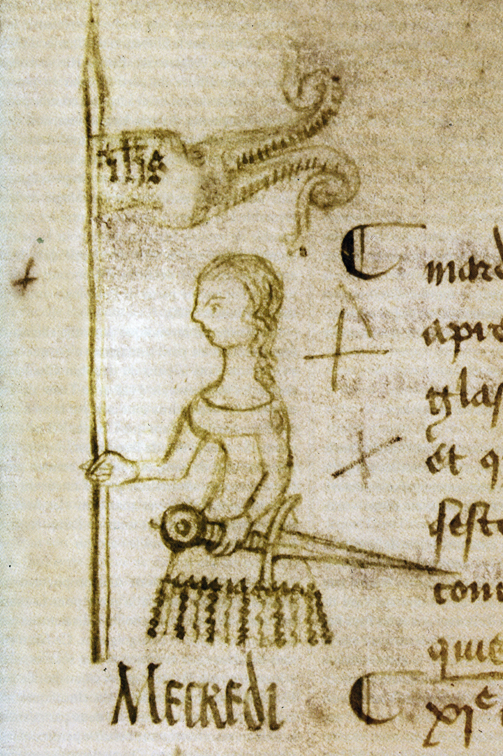
Jeanne d'Arc, esquisse en marge d'un registre par Clément de Fauquembergue, greffier du parlement de Paris, le 10 mai 1429.
Archives nationales, Registre du Parlement de Paris, 1429.

Les Anglais par leur stratégie de pillage (les fameuses chevauchées) se sont fait haïr par le peuple et ne sont soutenus que par les artisans et les universitaires des grandes villes. Le rôle de Jeanne d'Arc est politique et psychologique - elle catalyse cette volonté « de bouter les Anglais hors de France » - mais aussi militaire en participant activement à la libération d'Orléans puis à une campagne militaire victorieuse dans la Loire. Elle insiste pour que Charles VII soit sacré à Reims le 17 juillet 1429 - ce qui est extrêmement symbolique et interprété à l'époque comme un nouveau signe de volonté divine car la ville est en plein territoire bourguignon -. Elle assoit de ce fait la légitimité du roi, faisant oublier les rumeurs prétendant qu'il était le fils illégitime du duc d'Orléans. La voie est alors libre pour la reconquête du territoire français. Le rôle militaire de Jeanne d'Arc s'affaiblit ensuite progressivement : durant l'hiver 1429, elle s'empare du village de Saint-Pierre-le-Moûtier, mais échoue devant la bourgade de La Charité-sur-Loire avant d'être fait prisonnière devant Compiègne (24 mai 1430). Charles VII fait la paix avec les Bourguignons en 1435 (traité d'Arras) et privés de leur puissant allié, les Anglais sont finalement chassés de France en 1453 après la bataille de Castillon.
- En ligne rouge : les frontières du Royaume français en 1477

La France à la fin du XVe siècle
En ligne rouge : les frontières du Royaume français en 1477.

Les rois de France regagnent ensuite prestige et autorité. Ils ont encore affaire à forte partie avec les ducs de Bourgogne, Philippe le Bon et Charles le Téméraire, qui ont joint les Pays-Bas à leurs possessions bourguignonnes et se posent parmi les plus puissants souverains d'Europe. Charles VII et son fils Louis XI les considèrent comme leurs principaux rivaux.
À la mort du Téméraire, ses possessions qui provenaient de la famille capétienne sont reprises par Louis XI mais les Pays-Bas reviennent à sa fille unique, Marie de Bourgogne qui les apporte à son époux Maximilien d'Autriche : le partage devient une source de conflit entre les maisons de France et d'Autriche.
Le Moyen Âge s'achève sur la fin de l'indépendance de fait des grandes principautés qu'étaient le duché de Bourgogne (1482) et le duché de Bretagne (vaincu en 1488, rattaché en 1491, et formellement uni au royaume en 1532).

## L'Époque moderne

### Évolutions et bouleversements duXVIesiècle

#### L'affirmation de la puissance royale
De la fin du XVe siècle à la fin de la première moitié du XVIe siècle, la politique extérieure française est largement dominée par les guerres d'Italie. Les Valois veulent faire valoir les droits hérités de leurs ancêtres sur le royaume de Naples, et le duché de Milan. En 60 ans, ils conquièrent et perdent quatre fois Naples, six fois le duché de Milan. Finalement, ils abandonnent toute ambition en Italie. On peut se poser la question de l'utilité de telles expéditions, sans cesse recommencées et se terminant à chaque fois par des échecs. Il existe plusieurs facteurs explicatifs : l'attrait des richesses et de la culture des prestigieuses villes italiennes, la volonté d'avoir le contrôle de passages qui permettent de menacer les intérêts de Habsbourg par le Sud. Au XVIe siècle, les stratégies militaires se nouent, entre autres, autour de l'idée de frontière offensive. Il s'agit d'occuper des points d'appui pour en priver l'adversaire, plus que d'agrandir le territoire du royaume.

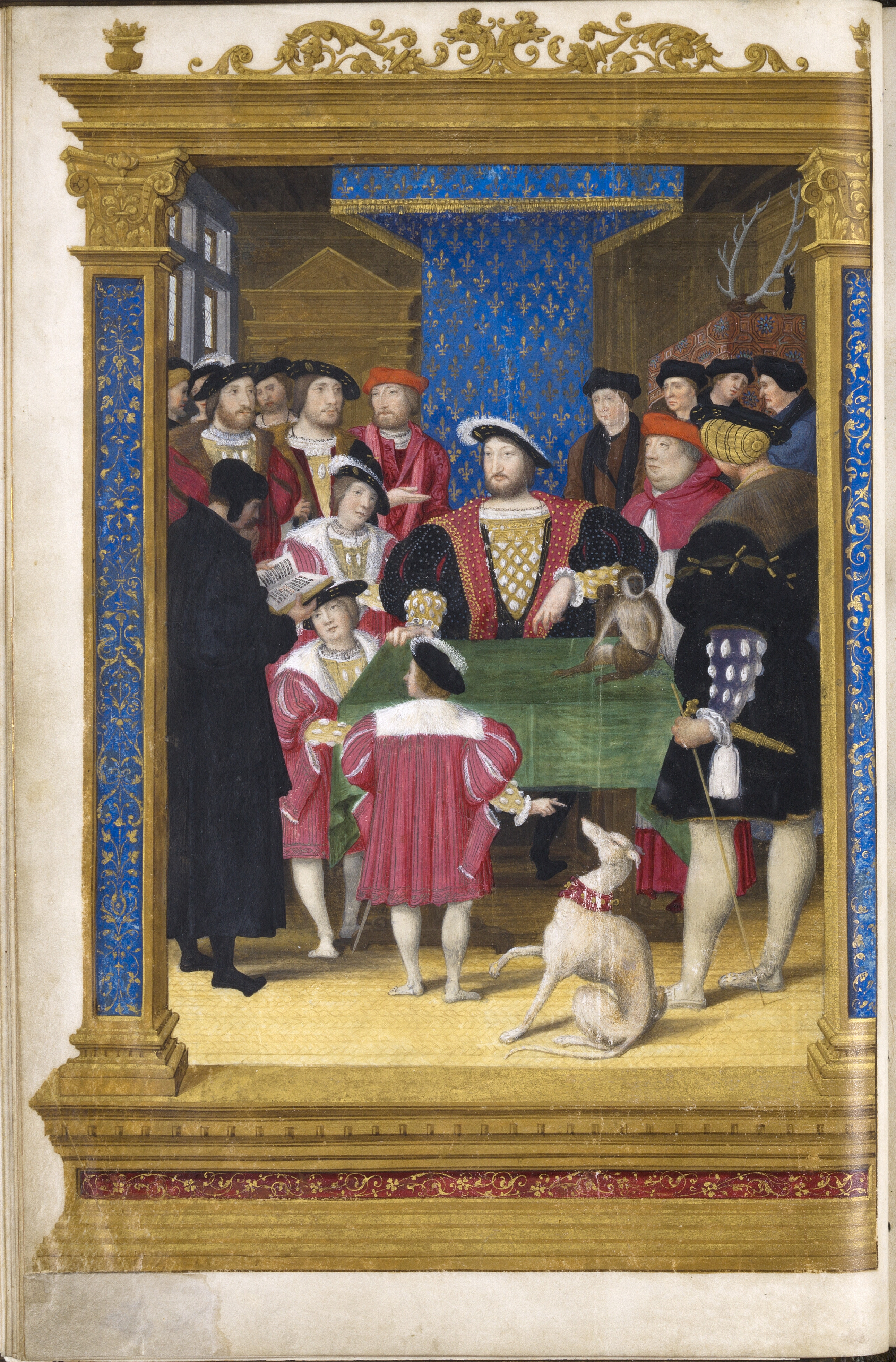
François Ier et sa cour.

En 1519, Charles Quint, roi d'Espagne depuis 1516, hérite des possessions des Habsbourg (empire d'Autriche, Pays-Bas, Franche-Comté). La France est l'obstacle à abattre pour unifier territorialement ses possessions. Il dispose aussi des inépuisables réserves d'or et d'argent des colonies espagnoles d'Amérique. François Ier se présente en vain à l'élection du Saint-Empire romain germanique pour limiter l'influence du Habsbourg. Il échoue aussi à s'assurer l'alliance d'Henri VIII. À partir de 1521, la France entame une guerre longue et difficile. Celle-ci commence par le désastre de Pavie en février 1525. François Ier, imprégné des valeurs chevaleresques refuse de reculer et est fait prisonnier. Il est contraint de signer le traité de Madrid en 1526, qui ampute la France d'un tiers de son territoire mais reprend la guerre aussitôt libéré. En 1529, il doit abandonner la suzeraineté de la Flandre et de l'Artois, deux possessions de Charles Quint. Ce dernier renonce à revendiquer la Bourgogne. Bien que combattant la Réforme dans le royaume, François Ier s'allie aux princes protestants allemands et même au sultan de l'Empire ottoman, Soliman le Magnifique pour desserrer l'étau habsbourgeois. Henri II continue la lutte. Il reprend le Boulonnais et le Calaisis aux Anglais. En échange de son soutien aux princes réformés allemands en guerre contre l'empereur Charles Quint, il obtient le droit d'occuper Calais, Metz, Toul et Verdun. En 1559, le traité du Cateau-Cambrésis signe enfin la paix entre la France et l'Espagne.
Au XVIe siècle, la guerre s'est considérablement transformée. L'artillerie dont le rôle est déterminant dans les batailles navales et dans les sièges commence à être utilisée pour les combats en rase campagne. La France, pour maintenir sa puissance dans le jeu européen, doit non seulement entretenir une armée permanente (les compagnies d'ordonnance créées par Charles VII), mais aussi posséder une solide artillerie et construire des forteresses capables de résister aux nouvelles techniques de guerre.
La Renaissance italienne gagne la France depuis, notamment par le biais des guerres d'Italie. François Ier amène Léonard de Vinci à sa cour. C'est l'époque de la construction des châteaux de la Loire : Blois, Chambord, Chenonceau, qui sont autant de lieux où triomphe la vie de cour. La sculpture, la peinture et l'architecture françaises se transforment sous l'influence du modèle italien donnant naissance à la Renaissance française dont la forme la plus aboutie est l'école de Fontainebleau. François Ier est le premier roi de France à avoir compris que le rayonnement artistique d'un pays est un élément de gloire et de puissance. Comprenant l'importance des possessions coloniales, François Ier finance des expéditions lointaines. En 1534, le Breton Jacques Cartier découvre la Nouvelle-France, et qui deviendra plus tard le Canada.
Tout ceci coûte fort cher. La taille est multipliée par quatre au cours du siècle ; elle passe de 5 à 20 millions de livres. Mais les ressources fiscales sont insuffisantes pour financer les dépenses. Les rois de France ont recours à l'emprunt – la dette double entre 1522 et 1550 – à la banqueroute en 1558 et 1567 qui permet d'annuler certaines dettes mais surtout d'en rééchelonner le paiement et à la vénalité des offices. Un office est une fonction publique dont le titulaire est inamovible depuis 1467 et qu'il achète. Si la vénalité existait déjà au XVe siècle, Louis XII et François Ier l'ont systématiquement développée. Avec elle s'instaure peu à peu l'hérédité officialisée avec la création de la paulette en 1604, une taxe annuelle 1/60e de la valeur d'achat de l'office. Si les avantages sont évidents, procurer aux rois des rentrées d'argent rapides, les inconvénients le sont aussi.
C'est sous le règne de François Ier que l'Auvergne rejoint définitivement le domaine royal. Henri IV fait l'acquisition de la Bresse, du Bugey, du pays de Gex, ce qui le met en situation de gêner les communications entre les possessions des Habsbourg. Dans un premier temps, il refuse d'unir à la couronne ses fiefs personnels sous prétexte de préserver les intérêts de sa sœur. Le parlement de Paris refuse, en 1590, d'enregistrer les lettres séparant les biens patrimoniaux de la famille de Navarre et le domaine royal. Après la mort de sa sœur, Henri IV accepte l'intégration de ses fiefs au domaine royal. C'est aussi au XVIe siècle, que se forge la théorie de l'inaliénabilité de domaine royal. Le roi ne peut plus donner en apanage des fiefs à ses fils cadets.

#### Les guerres de religion

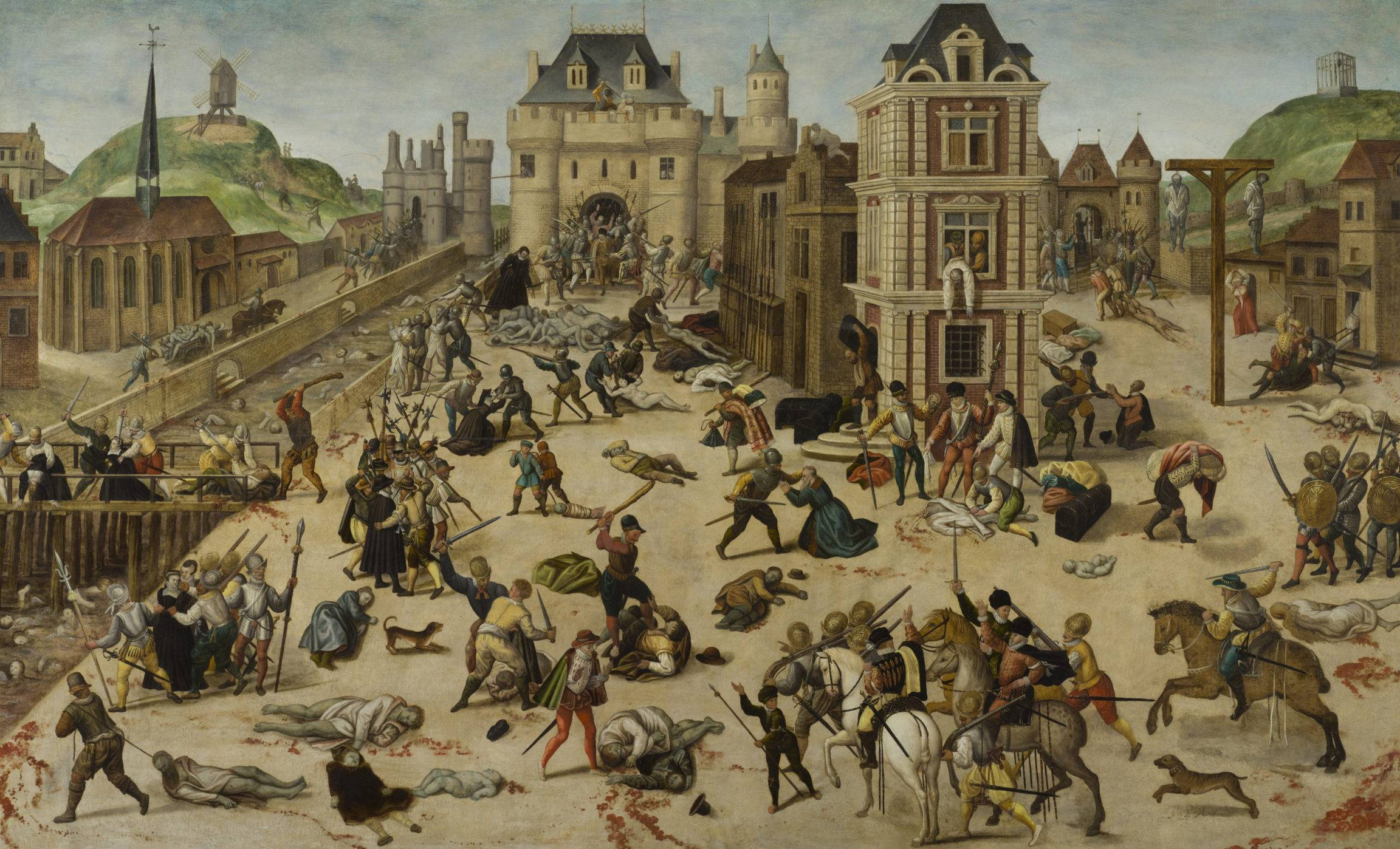
Le massacre de la Saint-Barthélemy, toile de François Dubois.

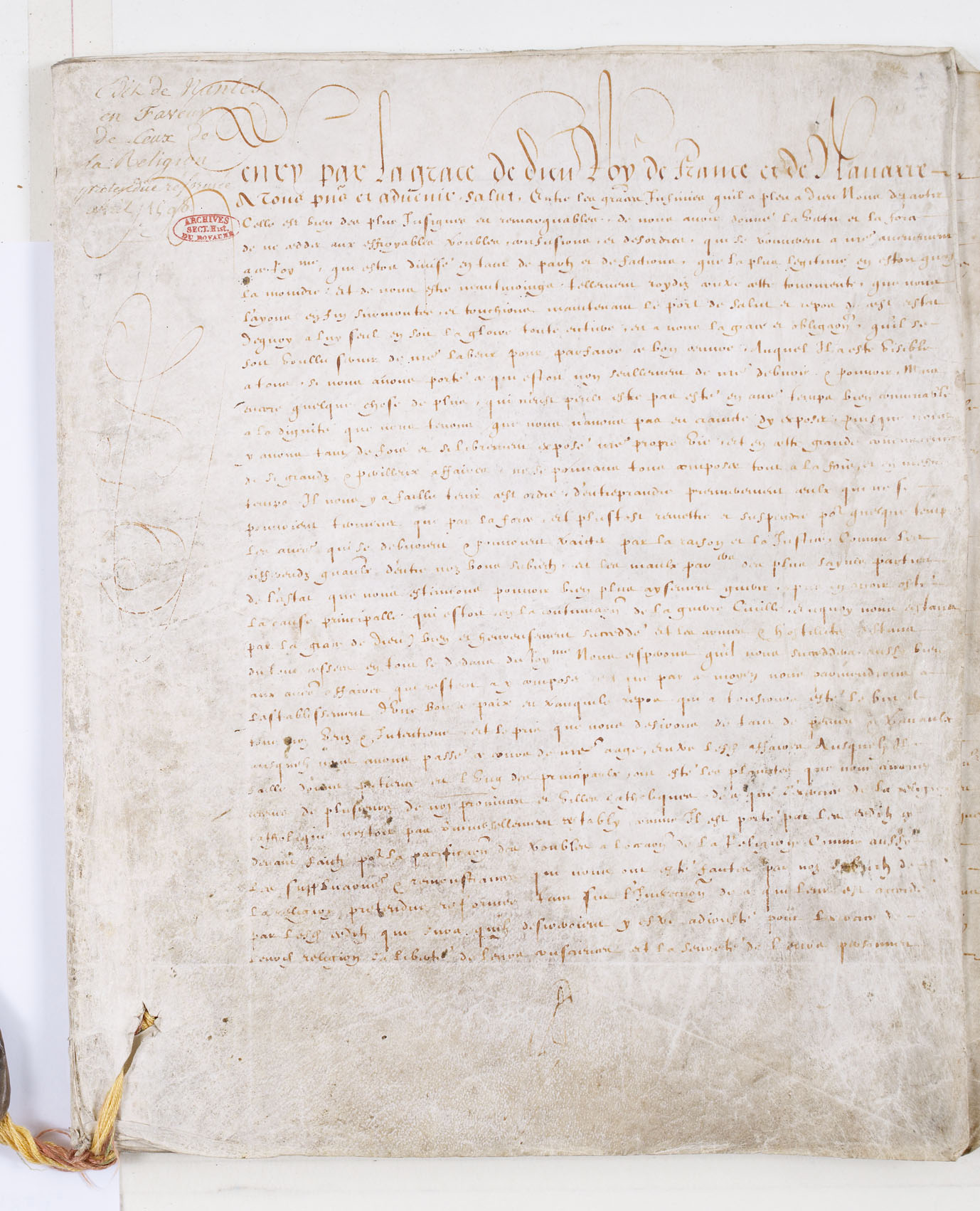
L'édit de Nantes conservé aux Archives nationales.

Les règnes des trois fils d'Henri II, François II (1559-1560), Charles IX (1560-1574) et Henri III (1574-1589) sont marqués par les guerres de religion entre protestants et catholiques. La Réforme s'est progressivement répandue en France à partir de 1520, au point qu'en 1562, date du début des huit guerres de religion, un dixième de la population était devenue protestante. Cette guerre civile est marquée par le massacre de la Saint-Barthélemy, le 24 août 1572 et les jours suivants, où les protestants sont attaqués dans leurs propres maisons, faisant plusieurs milliers de victimes à Paris et en province. La guerre civile est aussi une grande menace pour l'unité territoriale. Les protestants et les ligueurs font des promesses aux souverains étrangers pour obtenir leur aide. Par exemple, les réformés promettent à Élisabeth Ire d'Angleterre de lui restituer le Calaisis en échange de son intervention. De plus les troubles permettent à chacun des partis en présence de s'arroger des parcelles du pouvoir régalien. Les princes catholiques sont tout puissants dans les régions dont ils ont obtenu le gouvernement comme les Guise en Bourgogne, les Montmorency en Languedoc. L'édit de Beaulieu de 1576 permet aux protestants de célébrer leur culte publiquement partout sauf à Paris. Ils peuvent occuper huit places fortes et bénéficient de chambres mi-partie dans les parlements. Ils constituent alors un véritable État huguenot dans l'État. L'édit de Nantes de 1598 ne revient qu'en partie sur ces privilèges.
Après l'assassinat commandé par Henri III du duc de Guise, chef de la Ligue catholique en France, l'université de théologie de la Sorbonne décrète, lors d'une assemblée tenue le 7 janvier 1589, la déchéance du roi tyran. Cette même assemblée fait savoir que « le peuple français était délié du serment de fidélité prêté à Henri III et qu'il pouvait s'armer pour la défense de la religion ». Cela suffira au moine Jacques Clément à assassiner le roi six mois plus tard. Le trône, ne possédant plus d'héritier dans la branche des Valois, passe alors à une branche cadette, les Bourbons, en la personne d'Henri IV, auparavant roi de Navarre. Mais celui-ci étant protestant, il n'est pas reconnu par les ultra-catholiques de la Ligue. Il lui faut reconquérir son royaume et se convertir au catholicisme, ce qu'il fait en 1593. Une fois son pouvoir consolidé, Henri IV met un terme aux guerres de religion en promulguant l'édit de Nantes de 1598. Aidé de son ministre Sully, Henri IV tâche de remettre sur pied le royaume durement éprouvé par les guerres de religion. Lorsque Henri IV est assassiné par Ravaillac, un catholique fanatique en 1610, il lègue à son fils Louis XIII un royaume considérablement renforcé.

### L'âge classique: duXVIIeauXVIIIesiècle

#### Le grand siècle
Aux XVIe siècle et XVIIe siècle, la théorie de la monarchie absolue prend de l'ampleur. Elle a comme principal relais dans les provinces les officiers de justice qui cherchent à réduire les droits de justice seigneuriale. La justice est en effet un puissant moyen d'unification du pays. Tous les cas peuvent aller en appel auprès du conseil du roi par le moyen des évocations. La coutume de Paris a tendance à s'imposer comme droit commun coutumier.

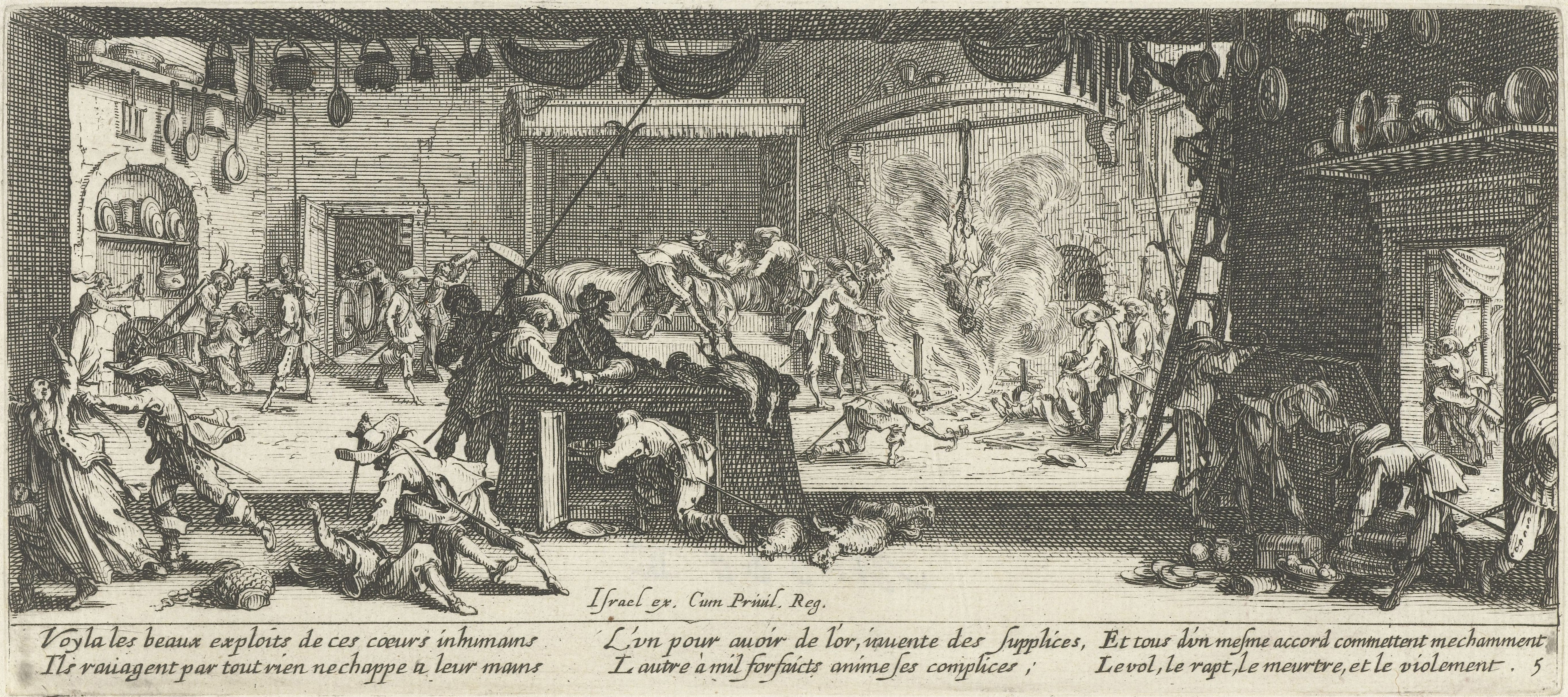
Pillage commis par la soldatesque.
Eau-forte de la série des Grandes Misères de la guerre par Jacques Callot, 1633.

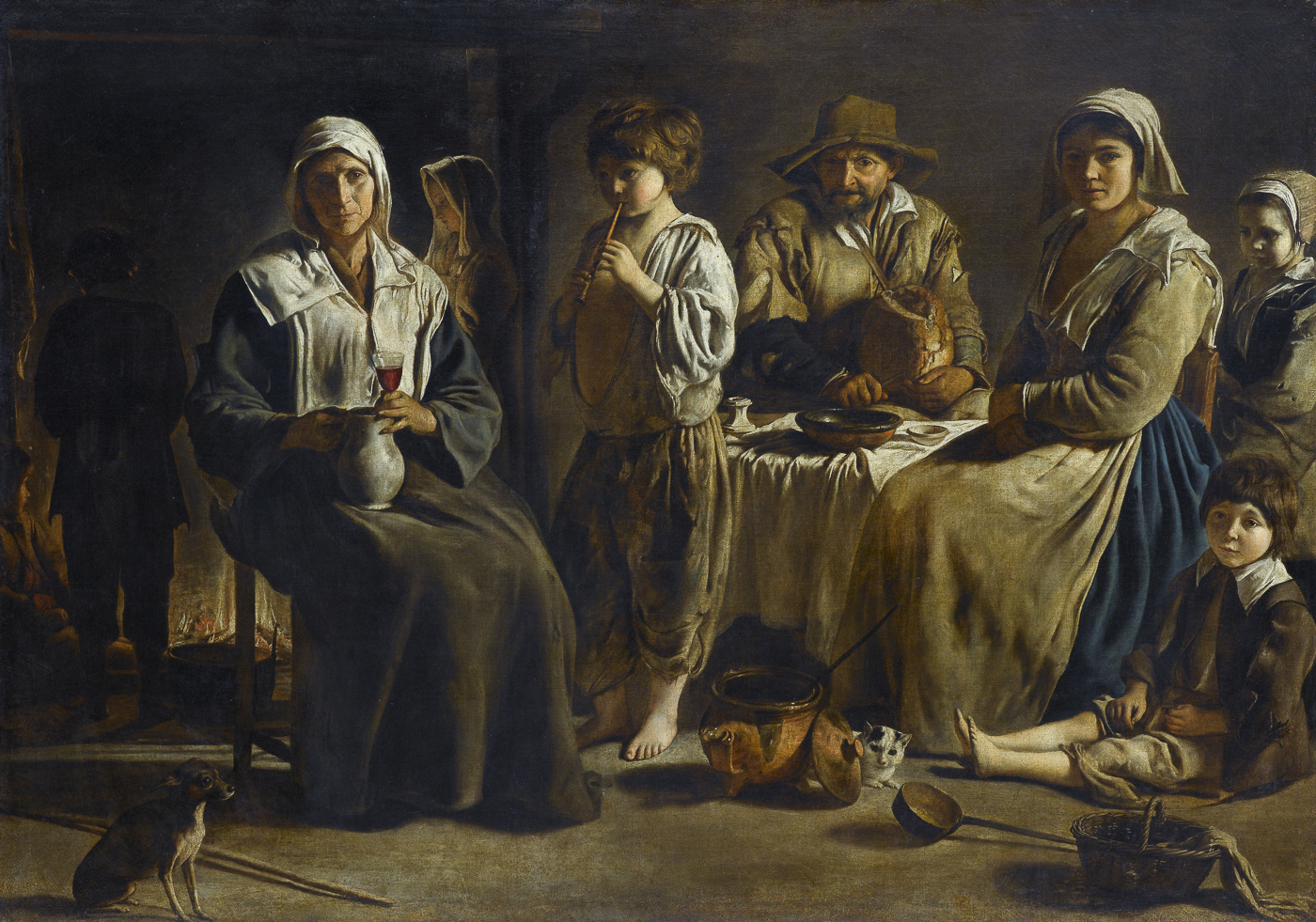
Famille de paysans dans un intérieur, toile peinte par Louis Le Nain, vers 1642.

Louis XIII (1601-1643) a neuf ans quand son père Henri IV est assassiné en 1610. Sa mère Marie de Médicis assure la régence avec ses favoris et néglige l'éducation du jeune roi. Louis XIII l'écarte du pouvoir en 1617 en faisant assassiner son favori Concini. À partir de 1624, il règne en étroite collaboration avec son principal ministre, le cardinal de Richelieu qu'il soutient contre les intrigues des nobles, furieux d'être écartés du pouvoir. Il mène une politique de domestication des grands seigneurs du royaume (affaire du comte de Chalais en 1626), de durcissement envers les protestants à qui il parvient à retirer les places-fortes que l'édit de Nantes leur octroyait. Il installe des intendants de justice, police et finance dans les provinces. Contrairement aux officiers ceux-ci sont des commissaires révocables. Ils sont indispensables dans les régions frontières ou occupées par les Français. Ils y assurent l'ordre en luttant contre les pillages des soldats français et en s'assurant de la fidélité des sujets, particulièrement des nobles et des villes. Le roi accentue la centralisation en favorisant l'atelier de frappe monétaire de Paris aux dépens de ceux de provinces. Dès 1635, Louis XIII et le cardinal de Richelieu s'engagent dans la guerre de Trente Ans auprès des princes allemands protestants pour réduire la puissance de la dynastie des Habsbourg, d'Espagne, la première puissance européenne à cette époque et de ceux d'Autriche qui sont à la tête du Saint-Empire romain germanique. Pour affaiblir la Monarchie de Habsbourg, les Français occupent des places fortes et s'assurent des passages qui les relient à leurs alliés, en Alsace, en Lorraine et dans le Piémont. L'augmentation considérable de la pression fiscale, nécessitée par la guerre, provoque de nombreux soulèvements populaires : en 1636-1637 celui des croquants de Saintonge-Périgord, en 1639 celui des va-nu-pieds de Normandie, sévèrement réprimés.
Louis XIV a quatre ans et demi quand son père meurt en 1643. Sa mère Anne d'Autriche assure la régence avec le cardinal Mazarin. Jusqu'en 1661, date de sa mort, c'est ce dernier qui gouverne effectivement, même après la majorité de Louis XIV. Il poursuit l'effort de guerre entamé par Richelieu. Les troupes françaises remportent des victoires décisives qui permettent de mettre fin à la guerre de Trente Ans (1618-1648). Le traité de Münster d'octobre 1648 accorde à la France presque toute l'Alsace, confirme la possession des trois évêchés et donne trois forteresses à la France sur la rive droite du Rhin, Landau, Philippsbourg et Brisach. Mazarin poursuit ainsi la politique d'expansion vers le Saint-Empire romain germanique entreprise par le cardinal de Richelieu. Le conflit se poursuit cependant avec l'Espagne jusqu'en 1659. Avec la paix de Pyrénées, le domaine royal s'agrandit du Roussillon, de l'Artois et de certaines places du Hainaut comme Thionville et Montmédy. Louis XIV épouse l'infante d'Espagne, Marie-Thérèse d'Autriche. Pour la première fois, dans un traité signé par la France, la frontière entre la France et l'Espagne est définie par la nature : « les crêtes des montagnes qui forment les versants des eaux ».

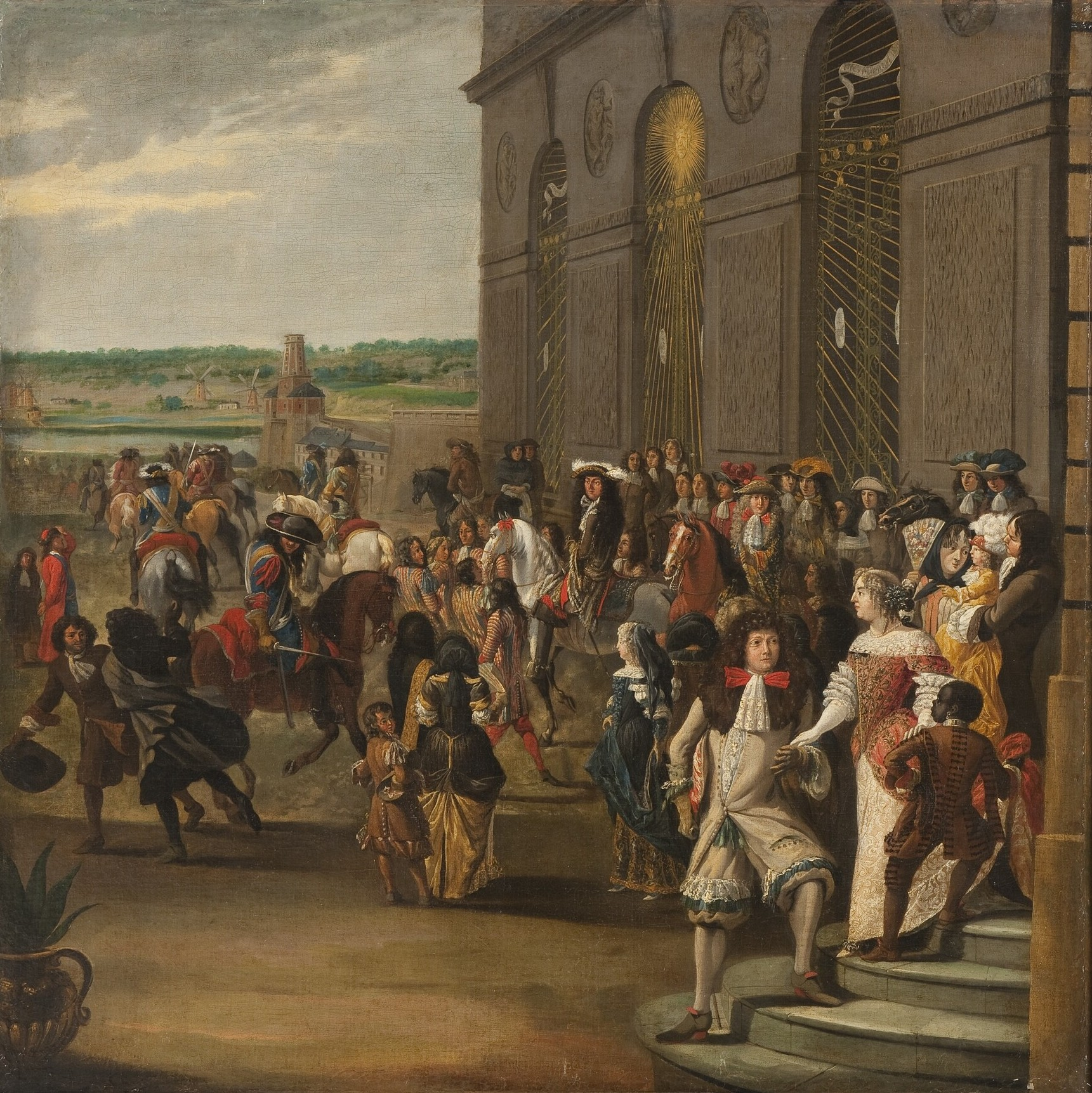
Louis XIV et sa cour dans les jardins du château de Versailles.

À la mort de Mazarin, en 1661, Louis XIV déclare qu'il gouvernera désormais seul, c'est-à-dire sans premier ministre. Il réclame de ses secrétaires d'État une stricte obéissance et leur interdit de décider sans lui. Pour être sûr d'être obéi de ses ministres, il les choisit parmi la bourgeoisie comme Colbert ou Le Tellier. Le règne de Louis XIV marque une centralisation extrême du pouvoir royal. Les grandes décisions sont prises par le conseil d'en haut qui se réunit deux ou trois fois par semaine et où ne siègent que 3 à 5 ministres. Les intendants sont plus que jamais la voix du roi dans les provinces. Dès le début de son règne personnel (1661-1715), Louis XIV amorce le redressement de l'autorité royale. Les gouverneurs des provinces, issus de la haute noblesse n'ont plus d'armée à leur disposition et doivent résider à la cour, ce qui rend plus difficile le clientélisme. En 1665, Louis XIV interdit aux parlements de délibérer sur les édits et leur ordonne de les enregistrer sans vote. Les états provinciaux de Normandie, Périgord, Auvergne, Rouergue, Guyenne et Dauphiné disparaissent. Avec Colbert, il entreprend de réformer la justice et fait rédiger toute une série d'ordonnances ou codes applicables dans tout le royaume. N'étant pas sûr de la fidélité des officiers propriétaires de charges héréditaires, il confie leurs fonctions à des commissaires révocables. Ce procédé finit par contraindre les officiers à l'obéissance. La noblesse perd tout pouvoir politique. Elle est domestiquée à Versailles où son plus grand souci est de se faire remarquer du roi. Pour cela, elle doit faire des dépenses excessives et en est réduite à quémander des pensions au roi pour assurer son train de vie fastueux.
Louis XIV pense que la guerre est la vocation naturelle d'un roi. Mais au début de son règne, l'armée est encore une entreprise privée monopolisée par la noblesse. Sous l'égide de Le Tellier puis de son fils Louvois, les officiers sont contrôlés par des administrateurs civils qui appliquent des réglementations strictes, les dépouillant d'une grande partie de leur pouvoir. Les efforts faits pour moderniser et discipliner l'armée permettent à Louis XIV de remporter d'éclatantes victoires dans la première partie de son règne personnel. La guerre de Dévolution (1667-1668) lui permet de conquérir de nouvelles places fortes dans le nord de la France parmi lesquelles Dunkerque, Lille et Douai. Les traités de Nimègue de 1678 mettent fin à la guerre de Hollande. Louis XIV n'a pu réduire les Pays-Bas mais acquiert la Franche-Comté au détriment de l'Espagne. Des échanges de places fortes permettent de régulariser la frontière au nord. En 1680-1681, Louis XIV, fort de sa domination sans partage sur l'Europe procède à la politique des « réunions ». Le but est de relier le chapelet de places fortes élaborées par Vauban. En pleine paix il annexe entre autres Nancy et Strasbourg. Cette violation du droit international indigne les États d'Europe. Louis XIV s'aliène les États protestants en révoquant l'édit de Nantes en 1685.

Territoire sous règne français et conquêtes de 1552 à 1798.

Ses rapports avec l'Angleterre se tendent. En effet, la France commence à peupler la Nouvelle-France entre 1635 et 1654 la Guadeloupe est conquise par Liénard de l'Olive et Duplessis d'Ossonville, en 1682 Cavelier de la Salle découvre ce qu'il appelle la Louisiane, les Français fondent des comptoirs commerciaux en Inde, ce qui concurrence les projets britanniques. Le 25 septembre 1688, Louis XIV lance un ultimatum exigeant que la trêve qui lui accordait l'occupation des « réunions » pour 20 ans soit transformée en traité définitif. Il fait occuper et dévaster le Palatinat dont il revendique la succession. Ceci entraîne la guerre de la Ligue d'Augsbourg dirigée par Guillaume d'Orange, Stathouder de Hollande, devenu roi d'Angleterre avec sa femme Marie II. La guerre est indécise et coûte très cher alors que la France connaît une période de disette en 1693. Louis XIV accepte de négocier, il rend les « réunions » mais conserve Strasbourg par le traité de paix de Ryswick de 1697.
La guerre de Succession d'Espagne, menée par une coalition européenne pour empêcher le comte d'Anjou second fils du dauphin de devenir roi d'Espagne commence en 1701. La France après quelques victoires connaît de nombreux revers. La paix est signée à Utrecht en 1714 et confirme l'accession d'une branche des Bourbon sur le trône d'Espagne. Le vieux roi qui meurt en 1715, voit son fils et son petit-fils mourir avant lui. Son héritier est donc son arrière-petit-fils né en 1710.

#### Le siècle des Lumières
Louis XV règne de 1715 à 1774. N'ayant que cinq ans à la mort de son arrière-grand-père, Louis XIV, le pouvoir est confié à un conseil de régence dirigé par le duc d'Orléans. Celui-ci a pris soin de faire casser le testament du roi défunt, qui limitait son pouvoir, par le parlement de Paris en échange d'un retour au droit de remontrance. Un des pouvoirs autonomes muselés par Louis XIV retrouve ainsi un pouvoir de contestation de la monarchie dont il se servira tout au long du XVIIIe siècle. L'époque est au relâchement des mœurs, au boom économique, à la spéculation. Le goût pour les produits exotiques favorise le développement des ports de l'Atlantique. Les marchands de produits coloniaux, la monarchie et les trafiquants d'esclaves font d'éclatantes fortunes et les colons importent des produits manufacturés de France. Le port de Nantes se développe et les négriers se font construire à Nantes, à Bordeaux et à La Rochelle d'imposants bâtiments. La Nouvelle-Orléans est fondée en 1718.

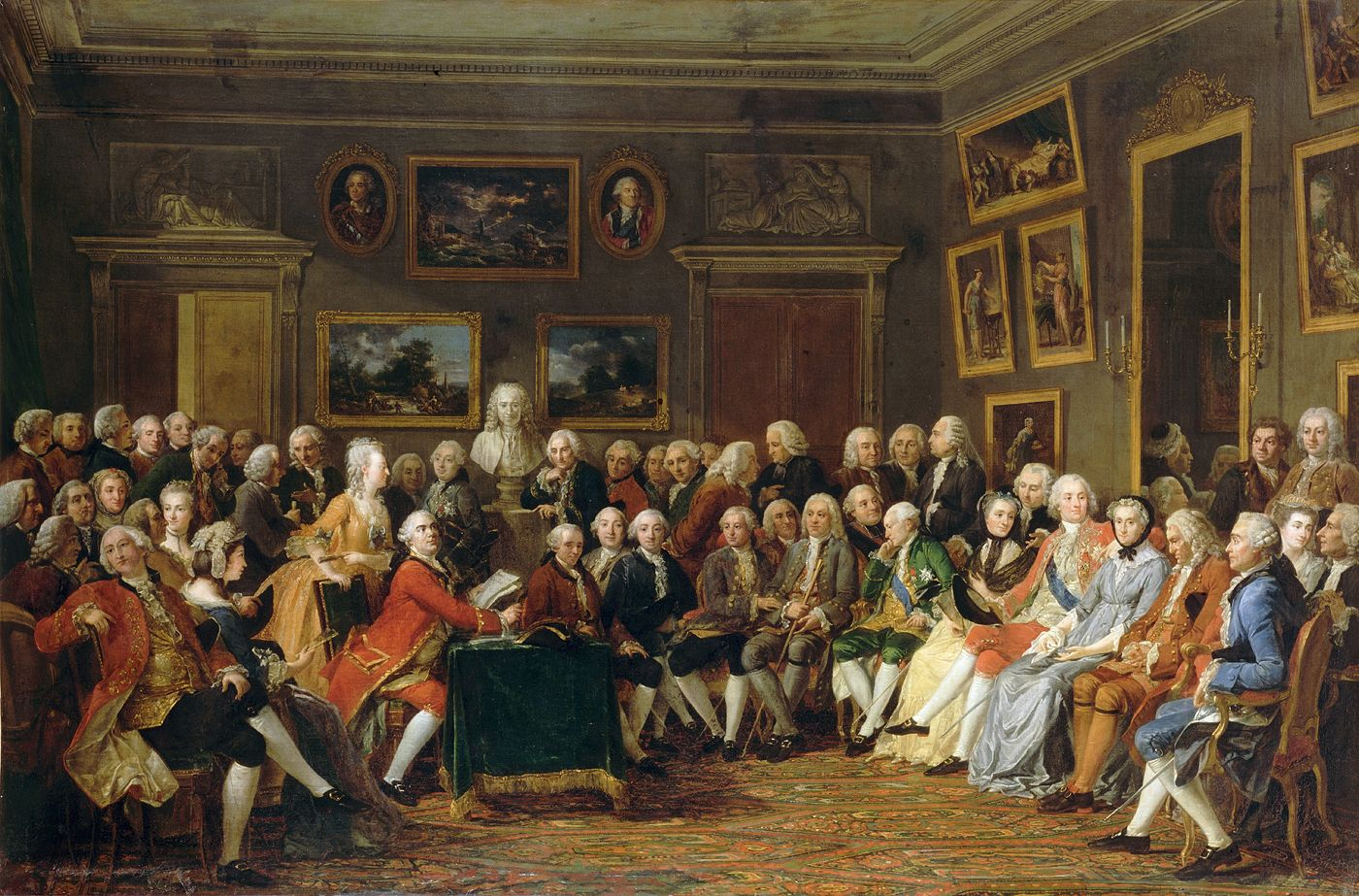
Lecture de la tragédie L'Orphelin de la Chine de Voltaire dans le salon de madame Geoffrin.
Toile de Lemonnier, château de Malmaison.

Quand le régent meurt en 1723, Louis XV s'appuie sur un de ses ministres, Fleury, son ancien précepteur en qui il a toute confiance, jusqu'à la mort de celui-ci en 1743; date à laquelle le roi prendra alors les rênes effectifs du pouvoir. Sous son règne, la France s'agrandit. En 1735, la Lorraine, principauté souveraine, plusieurs fois occupée par la France, est donnée à Stanislas Leszczynski, roi malheureux, chassé du trône de Pologne par les Russes et les Autrichiens, et beau-père de Louis XV. À sa mort en 1766, elle entre dans le domaine royal. La Corse, indépendante de facto depuis 1755, est symboliquement cédée par la république de Gênes en 1768 puis soumise militairement après la bataille de Ponte-Novo en mai 1769. Auparavant en 1762, la région des Dombes avait, elle aussi, rejoint le domaine. Sous les règnes de Louis XV et de Louis XVI, est entreprise une politique de simplification et de régularisation des frontières. Il s'agit de procéder à des échanges de places avancées avec les États voisins pour éviter les enclaves aussi bien françaises en dehors des frontières qu'étrangères à l'intérieur du territoire. En 1789, il n'existe plus que trois enclaves étrangères en territoire français, Avignon et le Comtat qui appartiennent au pape, la principauté de Montbéliard et la république de Mulhouse.
C'est d'ailleurs au XVIIIe siècle que se forge la théorie des frontières naturelles de la France. Un mémoire adressé au roi précise : « La France effectivement doit se tenir bornée par le Rhin et ne songer jamais à faire aucune conquête en Allemagne. Si elle se faisait une loi de ne point passer cette barrière et les autres que la nature lui a prescrites du côte de l'occident et du midi : mer océane, Pyrénées, mer Méditerranée, Alpes, Meuse et Rhin, elle deviendrait alors l'arbitre de l'Europe et serait en état de maintenir la paix au lieu de la troubler ». Pendant son règne, Louis XV refuse plusieurs fois les propositions qui lui sont faites d'annexer les Pays-Bas autrichiens (la Belgique actuelle) en échange de son alliance ou de sa neutralité, sans que les historiens en comprennent bien la raison. Le refus de Louis XIV d'annexer les Pays-Bas autrichiens montre que cette idée n'est pas, à ce moment, la doctrine officielle de l'État.
En perdant la guerre de Sept Ans (1756-1763), la France perd son importance politique d'outre-mer, notamment en Amérique (perte de la Nouvelle-France) et en Inde (où elle ne conserve que Yanaon, Chandernagor, Karikal, Mahé et Pondichéry) en cédant ses territoires à la rivale Grande-Bretagne par le traité de Paris de 1763.
Le règne de Louis XV est très brillant sur le plan culturel, avec l'apparition des philosophes des Lumières tels Voltaire, Rousseau, Montesquieu, Diderot et D'Alembert.
Le plus grand problème de l'État est alors le déficit budgétaire chronique qui conduit à rendre le roi dépendant des financiers et des manieurs d'argent. Autre source de paralysie des systèmes de gouvernement, l'opposition des parlements, se posant en défenseur des lois du royaume et en contre-pouvoir. S'opposant à toute tentative de réformes du royaume, elle contribue à la crise de la monarchie absolue sous le règne de Louis XVI.

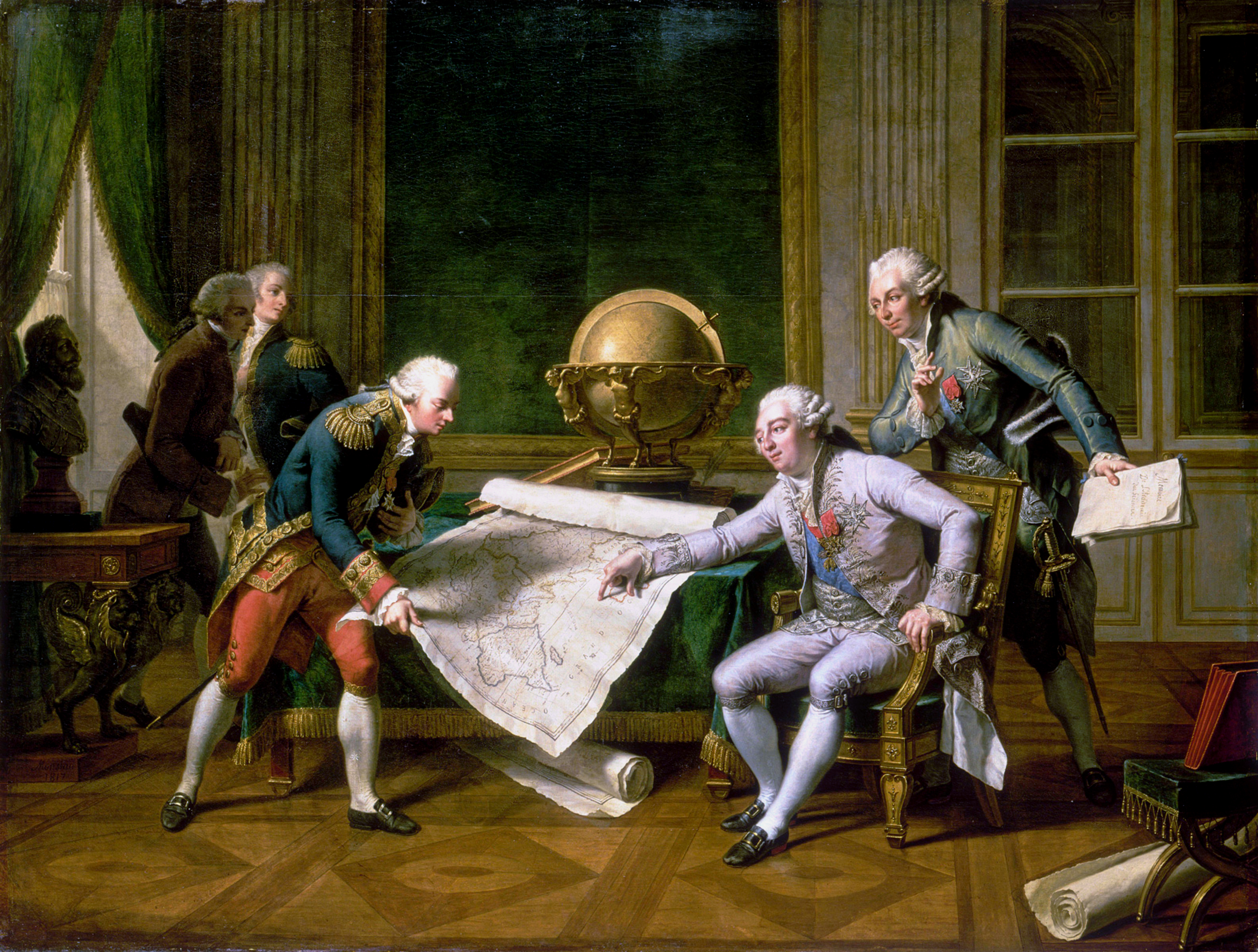
Louis XVI donnant des instructions à La Pérouse, par Nicolas-André Monsiau (1817).

Le petit-fils de Louis XV, Louis XVI, arrive au pouvoir en 1774. Il est gauche et timide. Il vit dans une cour traversée par les intrigues et les coteries. Son règne est marqué par une politique velléitaire. Face aux pressions de la cour, des parlements et de la noblesse, il est incapable de prendre les mesures nécessaires pour combler une dette publique et un déficit budgétaire démesurés. L'aide apportée aux insurgés américains aggrave encore le déficit. Plusieurs autres facteurs expliquent les difficultés de la monarchie absolue.

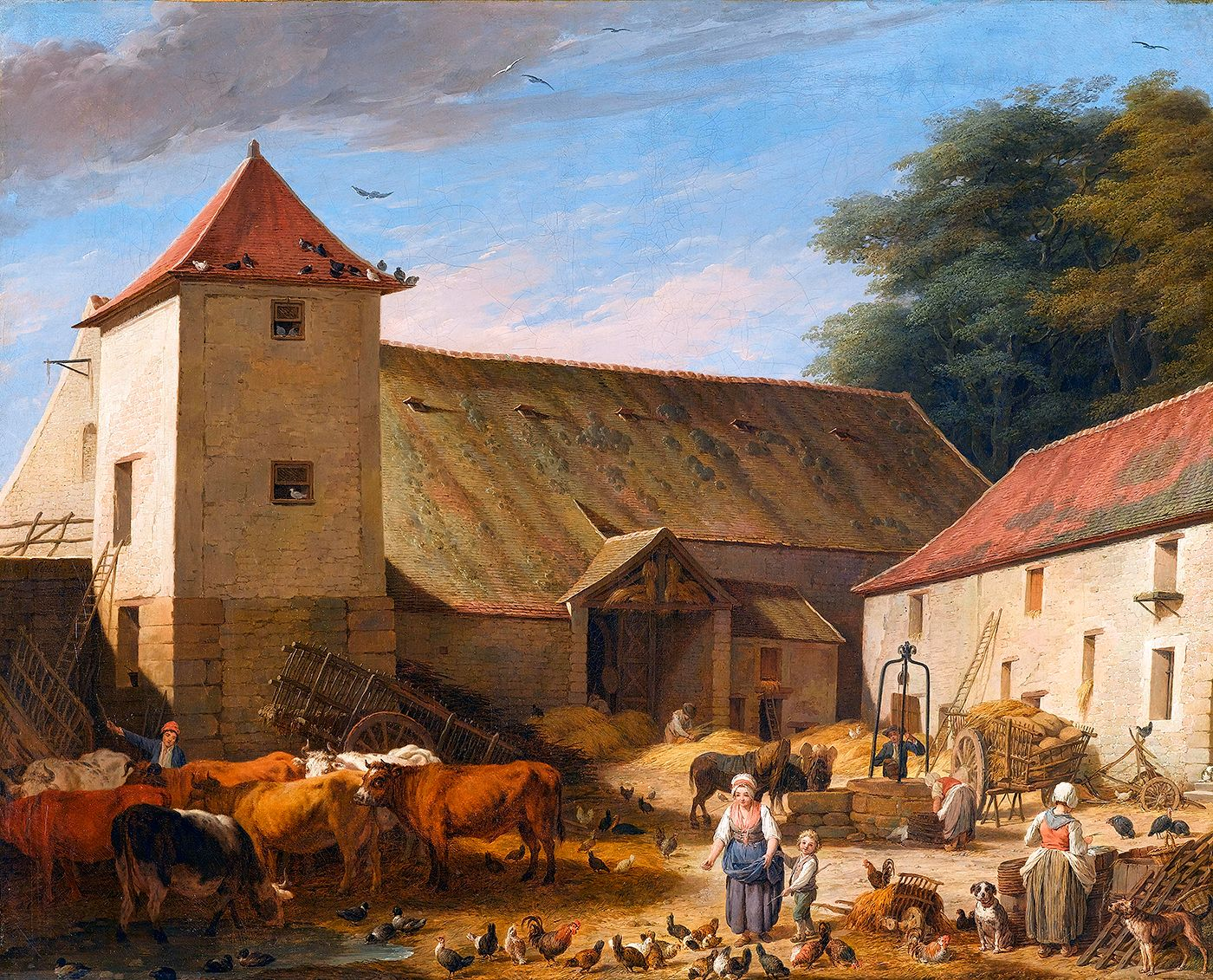
Cour de ferme, toile de Lépicié, XVIIIe siècle.

Malgré les tentatives de centralisation administrative, le pays est loin d'être unifié. Il existe des douanes intérieures entre les provinces, il n'y a pas d'unité des poids et mesures. Tout ceci entrave le développement économique de la France à un moment où l'Angleterre est en plein décollage industriel. Les impôts ne sont pas perçus de la même manière dans tout le pays, même si les intendants en supervisent la répartition et la levée. Malgré les efforts entrepris depuis François Ier avec l'ordonnance de Villers-Cotterêts, les lois ne sont pas les mêmes dans tout le royaume. Le nord est encore soumis au droit coutumier, à peu près 300 coutumes, alors que le Sud est régi par un droit écrit, inspiré du droit romain. 
L'Ancien Régime avait l'habitude de ne rien supprimer mais de superposer. De ce fait dans les années 1780, il existe un enchevêtrement de circonscriptions de tailles et de fonctions différentes : diocèses de l'Antiquité, bailliage et sénéchaussées du Moyen Âge, généralités du XVIe siècle. Par exemple : « Un habitant de Saint-Mesnin résidait dans le bailliage de Semur, payait ses impositions à la recette de Semur, avait affaire au subdélégué de Vitteaux et à l'évêque de Dijon. Si quelque affaire des eaux et forêts le retenait, c'était à la maîtrise d'Avallon qu'il devait se rendre ; s'il avait besoin de la justice consulaire, c'est à Saulieu que son voyage le menait ». Cette confusion s'explique par la manière dont le domaine royal s'est formé. À chaque acquisition, les rois promettaient de respecter les privilèges et les coutumes des provinces et des villes. À l'aube de la Révolution les particularismes régionaux restent très vifs.

### Formation d'un premier empire colonial

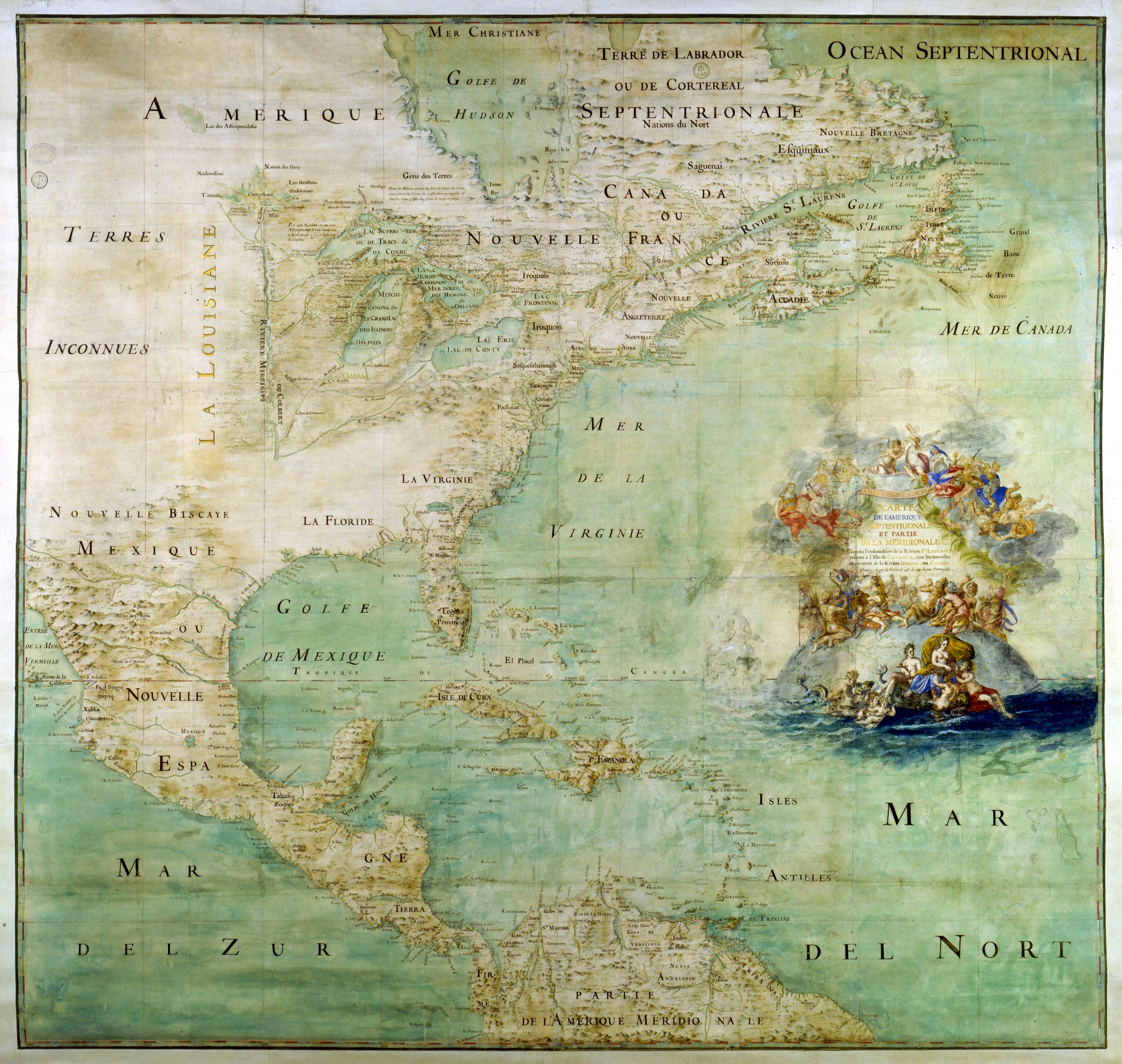
Carte de l'Amérique du Nord au XVIIe siècle.

C'est à l'époque moderne et sous l'égide des Bourbons que la France se dote d'un premier empire outre-mer, en élaborant, pour la première fois de son histoire, une vaste entreprise de colonisation. Celle-ci, qui débute véritablement dans la première moitié du XVIIe siècle, s'appuie principalement sur le commerce maritime sucrier avec les Antilles, la traite des Noirs en provenance d'Afrique et celle des fourrures en Amérique du Nord. Malgré les efforts de Richelieu puis de Colbert, le vaste ensemble que forme la Nouvelle-France, s'étalant du Québec actuel à la vallée du Mississippi, n'arrivera jamais vraiment à se développer, hormis en quelques points localisés, du fait d'une récurrente faiblesse démographique et du désintérêt progressif du pouvoir royal pour ces contrées lointaines. Les possessions antillaises, au contraire, prospèrent à partir de la fin du XVIIe siècle et se hissent au sommet d'un système commercial atlantique lucratif qui concentre davantage l'attention de la monarchie. L'Inde est également l'objet de convoitises françaises qui échouent cependant à s'imposer face aux Britanniques au XVIIIe siècle, tandis que plusieurs comptoirs, notamment au Sénégal actuel, sont implantés sur la côte ouest de l'Afrique afin de servir de bases pour le commerce des esclaves. Ils seront, plus tard, le point de départ de la seconde expansion coloniale de la France sur le continent africain.

#### Nouvelle-France
Au XVIe siècle, des marins français commencent à naviguer le long des côtes nord-est de l'Amérique du Nord. En 1524, Giovanni da Verrazzano explore pour le compte de François Ier le littoral et les environs de l'actuelle New York, puis descend jusqu'aux Antilles. Dix ans plus tard, en 1534, le même François Ier envoie le malouin Jacques Cartier explorer de nouvelles terres aux environs de Terre-Neuve. Cartier parvient jusqu'à l'estuaire du fleuve Saint-Laurent, puis remonte celui-ci, prend officiellement possession des lieux découverts au nom du roi de France, et atteint plusieurs campements amérindiens. Un second voyage s'ensuit, l'année suivante, lors duquel il pousse jusqu'à l'actuelle Montréal et croit avoir découvert une région riche en or, ce qui motive le roi dans la préparation d'une troisième expédition, cette fois-ci de colonisation. Mais celle-ci, qui a lieu en 1541, échoue et il faut désormais attendre un demi-siècle pour assister à l'installation des Français sur les rives du Saint-Laurent. Néanmoins, si cette première entreprise de colonisation n'atteint pas ses objectifs et si les guerres de religion détournent longuement le regard de la monarchie de l'Amérique, les flottes des pêcheurs bretons, basques et normands fréquentent régulièrement les côtes de Terre-Neuve et l'estuaire du Saint-Laurent dans leurs campagnes de pêche à la morue, assurant une présence française indirecte, discrète et périodique.
Profitant de cette présence qui s'intensifie à partir des années 1580, Henri IV, souhaitant relancer l'effort maritime et outremer de la France pacifiée par la fin des guerres de religion, octroie en 1598 puis en 1603 des monopoles commerciaux, destinés à encourager l'installation à Terre-Neuve. C'est l'Acadie qui est colonisée en première, lorsque Pierre Dugua de Mons et Jean de Poutrincourt fondent Port-Royal en 1605. En 1608, Québec est officiellement fondée par Samuel de Champlain, qui s'efforce de développer la colonie naissante. En 1614, il scelle, au nom de la France, une alliance avec les Indiens Hurons, qui engage les Français dans la guerre contre les Iroquois, ennemis des Hurons. Alors que, plus au sud, les Anglais s'installent sur les côtes de Virginie (1607) puis du Massachusetts (1620), et que les Hollandais font de même sur l'île Manhattan, la Nouvelle-France s'étend timidement, sous la pression iroquoise et avec des moyens financiers, militaires et politiques limités, voire parfois presque dérisoire. Le cardinal de Richelieu, qui perçoit l'importance et les avantages du commerce maritime et de l'expansion coloniale, réussit à relever partiellement une colonie québécoise délaissée par la régence de Marie de Médicis, et créé en 1627 la Compagnie des cent-associés, qui détient le monopole de tout commerce avec la Nouvelle-France mais également la gestion de celle-ci. Elle ne parvient toutefois pas à s'imposer, subissant des revers d'abord militaires en 1629, lorsque les Anglais s'emparent de Québec une première fois - rendue en 1631 - et détruisent une flotte de secours, puis commerciaux, la traite des fourrures ne constituant pas un atout économique assez fort pour faire face aux dettes qu'accumule la compagnie. Elle survit au cardinal un peu plus de vingt ans, jusqu'à sa dissolution par Louis XIV en 1663.

Carte de la Nouvelle France vers 1755.

À la même date, la colonie passe sous contrôle royal direct. Colbert, dont l'objectif est de former une industrie nationale puissante et de développer pour ce faire le commerce maritime, se lance dans un projet de modernisation et de peuplement de la Nouvelle France, qui doit devenir un empire économiquement prospère et politiquement imposant. Depuis la mort de Richelieu en 1642, une nouvelle période d'oubli de la part de la métropole s'était ensuivie pour la colonie, sous-peuplée au regard de l'essor démographique des possessions anglaises. L'exploration du territoire repose alors sur les missionnaires, notamment jésuites, qui évangélisent les tribus amérindiennes, et sur des aventuriers et trappeurs individuels, parfois hors-la-loi, nommés coureurs des bois ou voyageurs. Les Grands Lacs sont atteints dans les années 1640, Montréal est fondée en 1642, mais, dans l'ensemble, la présence française est fragile à l'arrivée de Louis XIV. Celui-ci, conseillé par Colbert, entreprend de pacifier la colonie en acculant les Iroquois à la défaite en 1666, de s'assurer le contrôle de l'Acadie rendue par les Anglais en 1667, puis de peupler la colonie, notamment par l'envoi, au cours des années 1660 et 1670, d'orphelines ou de veuves - les fameuses filles du roi.
À partir de 1689, commence une série de guerres coloniales contre les Anglais, les deux adversaires ajoutant à leurs rivalités continentales une concurrence commerciale, maritime et territoriale dont les colonies constituent la principale scène de conflit. La fondation de la Louisiane française en 1699, qui achève d'encercler les possessions anglaises confinées sur le littoral atlantique, ne fait qu'exacerber les tensions. Par le traité d'Utrecht de 1713, la France reconnaît la perte de l'Acadie et de la Baie d'Hudson. Si les années 1730 et 1740 sont celles du développement relatif du commerce atlantique et d'une longue paix avec la Grande-Bretagne, propice à la croissance économique et à la stabilité sociale, la Louisiane reste sous-développée et le Canada sous-peuplé face aux concurrents anglais. L'empire français nord-américain manque de plus d'une véritable continuité, l'intérieur de son territoire officiel ou revendiqué étant le plus souvent à l'écart de la présence française, qui ne s'y manifeste qu'au travers d'un réseau décousu de forts. Les colons britanniques se sentent cependant de plus en plus menacés, surtout lorsque les Français s'implantent dans la vallée de l'Ohio au milieu du XVIIIe siècle. En 1754 éclate la guerre de la Conquête, pendante de celle de Sept Ans en Europe. L'issue en est désastreuse pour l'empire colonial français : Québec est prise en 1759, Montréal se rend en 1760, et le traité de Paris de 1763 entérine la perte par la France du Canada et de la Louisiane. Momentanément récupérée en 1800, celle-ci est définitivement vendue aux États-Unis trois ans plus tard.

#### Antilles et Amérique du Sud
En 1635, la Guadeloupe et la Martinique passent sous contrôle français. La culture du tabac, qui demande une demande en main-d'œuvre fournie au départ par des engagés européens, subit la concurrence du tabac de Virginie, plus compétitif. Les îles se tournent donc, à partir des années 1660 et 1670, vers l'exploitation sucrière, qui fera leur richesse. Au même moment, Louis XIV envoie aux boucaniers de l'île d'Hispaniola, établis à Saint-Domingue (actuelle Haïti, soit la partie ouest de l'île) un gouverneur, afin de faire passer les républiques boucanières et flibustières sous sa coupe. L'opération est un succès : en 1697, l'Espagne, présente sur la partie est d'Hispaniola, reconnaît à la France la possession de Saint-Domingue. S'y développe durant les années qui suivent l'exportation du sucre, qui dépasse bientôt celle de la Jamaïque anglaise, pourtant grosse productrice.

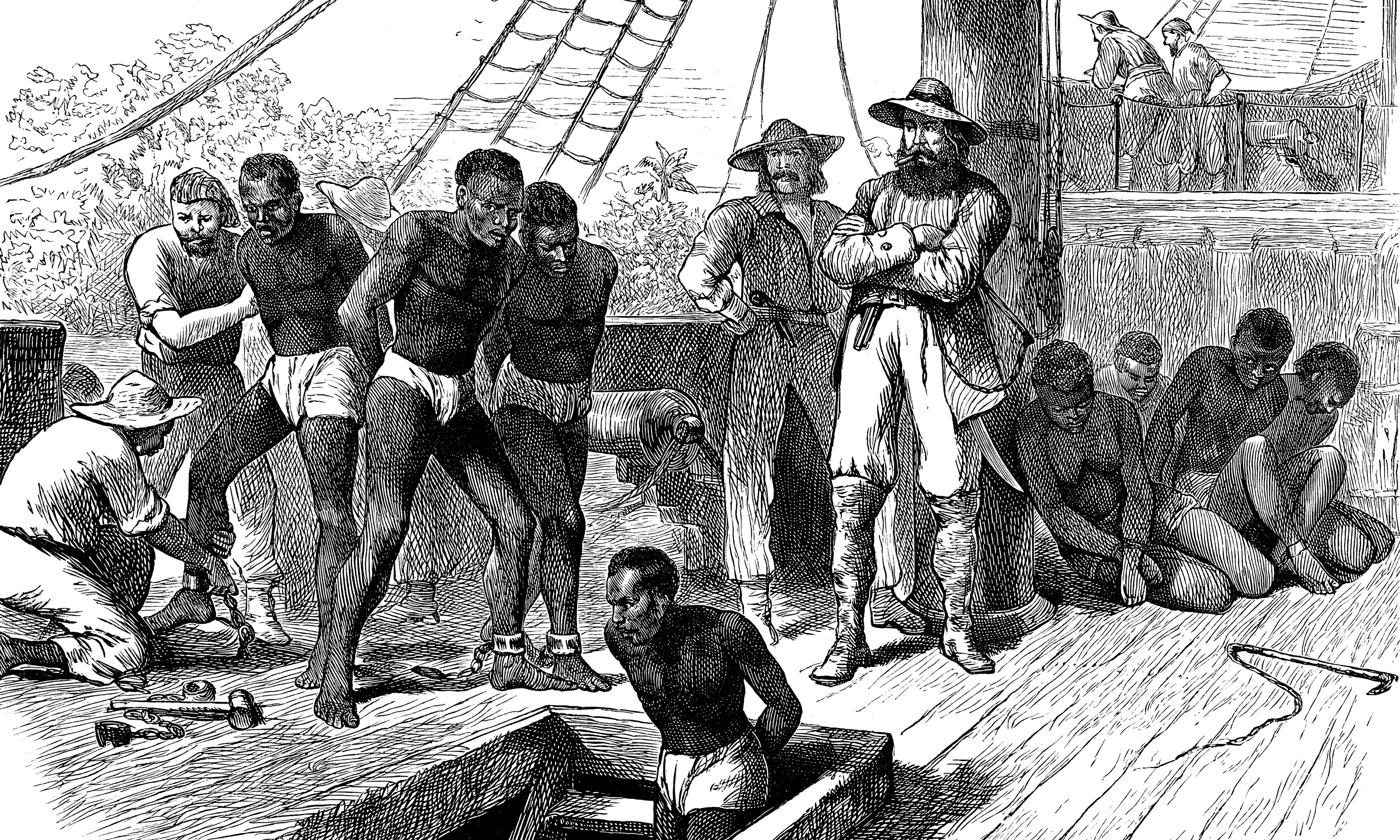
Esclaves africains embarqués à bord d'un navire négrier.

La traite des esclaves africains prend de l'importance avec l'émergence de la culture de la canne à sucre, nécessitant une main-d'œuvre importante à l'heure où les engagés se font de moins en moins nombreux. Le commerce triangulaire se met en place sur l'Atlantique, les Européens échangeant des armes, munitions ou objets de pacotille en Afrique contre des esclaves, avant de revendre ceux-ci dans les colonies en échange des produits exotiques produits par celles-ci. Ces produits (dont le sucre), fortement demandés en Europe, y sont écoulés sur un marché dynamique et lucratif. Ce commerce, véritable système économique et maritime atlantique qui concerne toutes les Antilles, contribue autant à l'essor des colonies antillaises de la France que de grands ports comme Nantes ou Bordeaux, qui s'embellissent.

## La période révolutionnaire

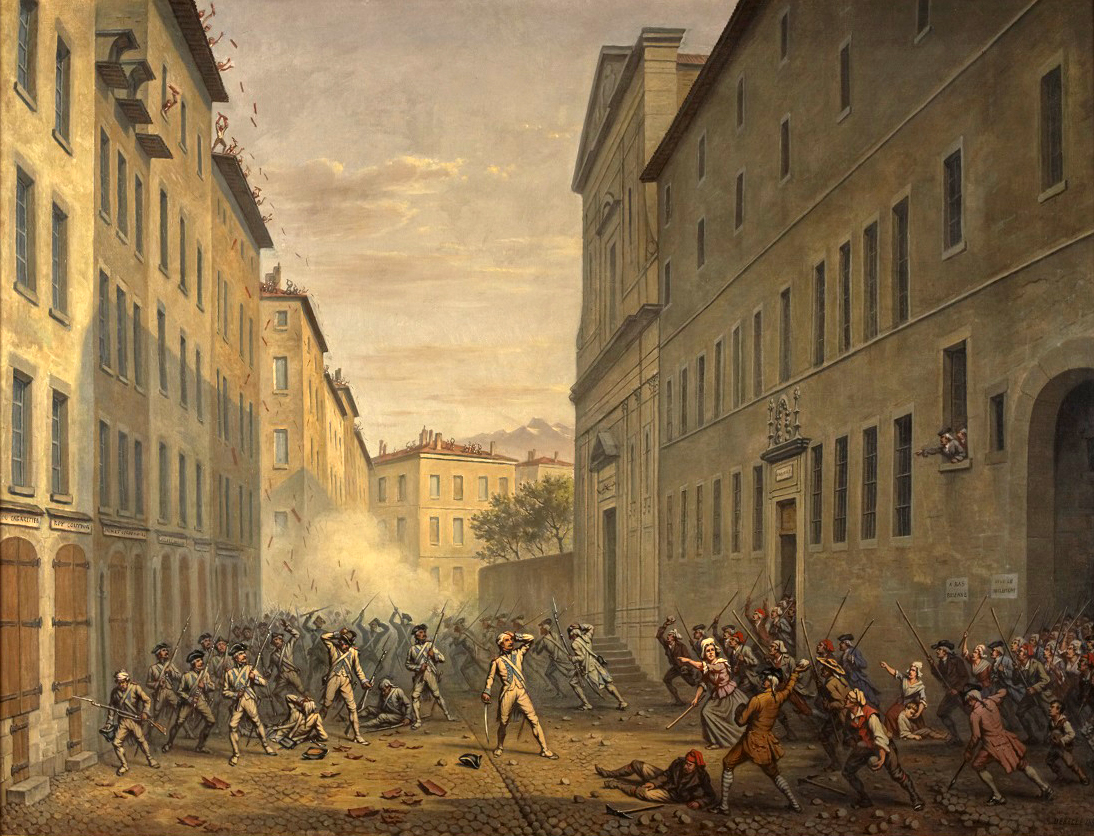
La Journée des Tuiles du 7 juin 1788.
Toile d'Alexandre Debelle, musée de la Révolution française.

La période révolutionnaire commence vers 1787. À cette époque la monarchie absolue est incapable de conduire les réformes, notamment fiscales, indispensables à la modernisation de la France face à la contestation des groupes privilégiés, parlements et noblesse en tête. D'autre part, les idées nouvelles portées par les philosophes des Lumières et les économistes anglais ont pénétré les couches aisées de la population qui réclament une monarchie parlementaire, la rationalisation des institutions et la libéralisation d'un système économique archaïque. La réaction nobiliaire et la crise économique jouent un rôle non négligeable dans l'ébranlement populaire. La période révolutionnaire se termine en 1814-1815, quand l'empereur Napoléon Ier est envoyé en exil d'abord à l'île d'Elbe et ensuite dans l'île de Sainte-Hélène. Traditionnellement les historiens distinguent deux temps majeurs pendant la période révolutionnaire : la Révolution française de 1789 à 1799 et la période napoléonienne (Consulat et Premier Empire) de 1799 à 1815.

### La Révolution française (1789-1799)

#### La naissance d'une France nouvelle

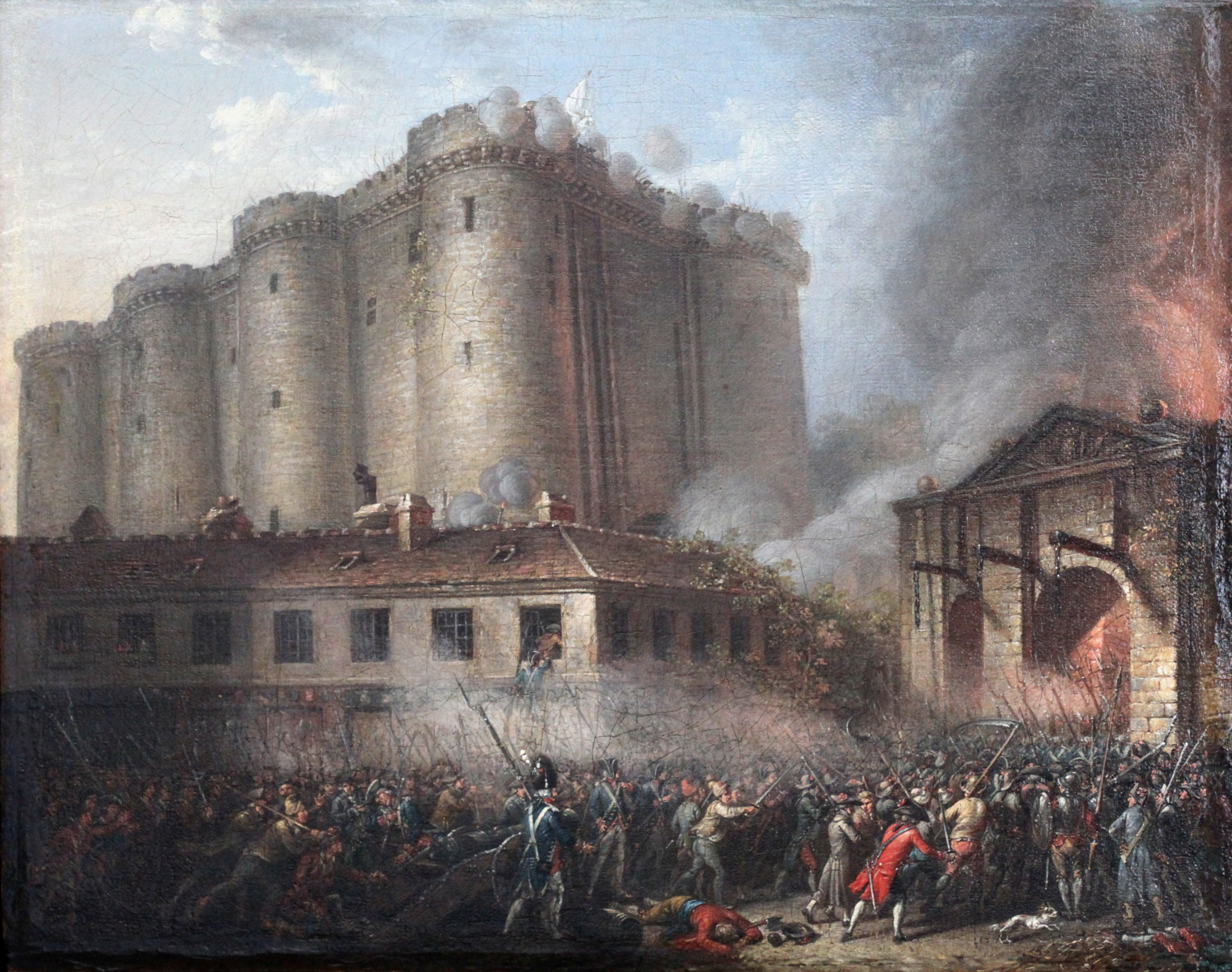
Prise de la Bastille le 14 juillet 1789.
Toile anonyme, musée de la Révolution française.

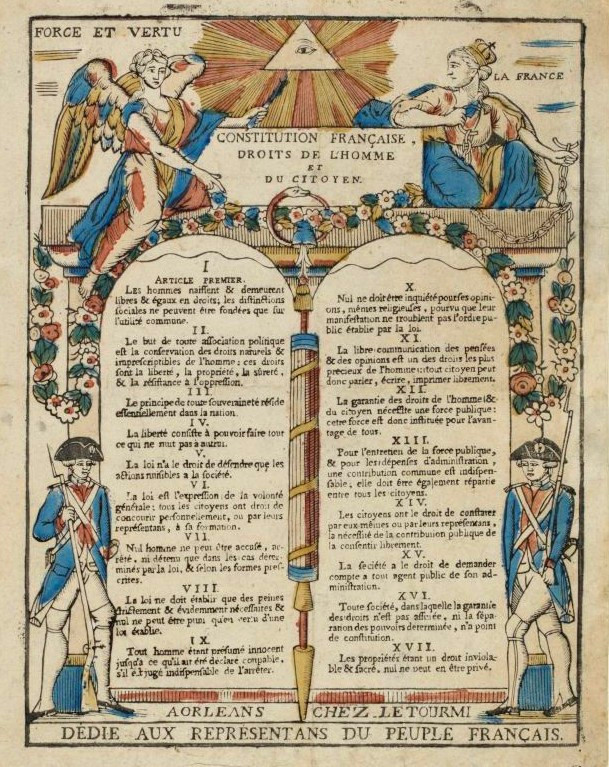
Estampe des 17 articles de la Déclaration des droits de l'homme et du citoyen de 1789 (musée de la Révolution française).

L'année 1789 est riche en événements historiques. Incapable d'établir un impôt universel, Louis XVI a convoqué les États généraux pour le 5 mai 1789 à Versailles. Les députés du tiers état parviennent en deux mois et sans violence à mettre fin à la monarchie absolue avec l'aide d'une partie du clergé et de la noblesse, en se faisant reconnaître comme assemblée nationale à la suite du serment du jeu de paume, prêté le 20 juin 1789. Le 14 juillet 1789, les Parisiens, exaspérés par la crise économique, l'instabilité gouvernementale et redoutant l'arrivée de troupes autour de Paris, prennent d'assaut la Bastille, accélérant ainsi le processus révolutionnaire initié par les députés, en faisant plier un symbole de l'absolutisme royal. En effet, le 17 juillet, le roi, venu à l'hôtel de ville de Paris entériner les nouvelles institutions parisiennes nées de la prise de la Bastille, accepte de porter la cocarde tricolore : le blanc, la couleur royale, entouré des deux couleurs de la garde municipale de Paris, le bleu et le rouge. Cette association de couleurs préfigure le drapeau tricolore qui est utilisé à partir de 1794 pour symboliser la république. À la fin du mois de juillet 1789, les campagnes sont agitées par la Grande Peur, une révolte contre les droits féodaux. Pour mettre fin à l'agitation les députés votent dans la nuit du 4 août 1789, l'abolition des privilèges et des droits féodaux. Même si ces derniers sont déclarés rachetables lors de la rédaction des décrets des 4, 6, 7, 8 et 11 août 1789, cette date marque la fin de l'Ancien Régime et le début d'une nouvelle société. La Déclaration des droits de l'homme et du citoyen votée le 26 août 1789 en est l'acte de baptême. Ce texte reconnaît l'égalité des citoyens devant la loi, consacre la souveraineté nationale et légitime le droit à la résistance à l'oppression. Avec le retour forcé du roi à Paris les 5 et 6 octobre 1789, la Révolution semble avoir atteint ses buts : faire naître une monarchie parlementaire en rabaissant le prestige du roi et en restreignant ses pouvoirs. Le 14 juillet 1790, un an après la prise de la Bastille, la fête de la Fédération célèbre, sur le Champ-de-Mars à Paris, la réconciliation nationale et l'unité de tous les Français. La mémoire de ces deux dates a conduit à adopter, en 1880, la date du 14 juillet comme fête nationale de la République française.
L'abolition des privilèges et de la féodalité pousse les constituants, pétris de rationalisme et des idées de Lumières, à réorganiser la France pour lui donner l'unité qui lui faisait défaut. L'assemblée décide de supprimer l'enchevêtrement des anciennes circonscriptions administratives et décide, le 15 janvier 1790, de créer une circonscription administrative unique pour la justice, l'administration, la religion, la collecte des impôts, gérant la chose publique de manière très décentralisée. Il s'agit des 83 premiers départements, gérés par des conseils de département élus et divisés eux-mêmes en districts, en cantons et en communes. La suppression des douanes intérieures, la décision de créer de nouvelles unités de poids et mesures basées sur le système décimal et valables dans toute la France, la rédaction de codes unifiant le droit à l'échelle nationale, l'égalité en droit pour les protestants et les juifs sont autant d'initiatives propres à consolider l'unité nationale à mettre au crédit des Constituants. La suppression des corporations par le décret d'Allarde et l'interdiction des rassemblements paysans et ouvriers par la loi Le Chapelier en 1791 participent de ce désir d'unité, mais entraînent à long terme une faiblesse des corps intermédiaires, notamment des syndicats. L'affaire des princes possessionnés d'Alsace et de l'annexion d'Avignon et du Comtat Venaissin en 1790 permet aux révolutionnaires de poser un nouveau principe du droit international, le droit des peuples à disposer d'eux-mêmes.
Par contre, la réorganisation du clergé catholique sans l'autorisation de la papauté suscite une profonde division dans le royaume. La constitution civile du clergé votée le 12 juillet 1790 transforme les évêques et les curés en fonctionnaires élus et devant prêter serment de fidélité à la Nation. Cette loi est condamnée par le pape, ainsi que la Déclaration des droits de l'homme et du citoyen. La France est alors divisée en deux : le monde rural soutient plutôt les prêtres réfractaires, ceux qui refusent de prêter serment pour obéir au pape, les citadins plutôt les jureurs, ceux qui acceptent le serment à la Nation. L'hostilité du roi et d'une immense majorité de la noblesse aux changements est un autre élément fondamental de division. De nombreux nobles émigrent, formant à la frontière allemande une armée d'émigrés prête à intervenir. Louis XVI louvoie, espère la guerre et une défaite française pour retrouver son pouvoir absolu. Cette guerre est déclarée le 20 avril 1792 par la toute nouvelle assemblée législative issue de la Constitution de 1791, la première jamais votée en France. Les défaites des premiers combats et l'invasion du territoire national ont pour conséquence la chute de la monarchie le 10 août 1792 et la proclamation de la République le 22 septembre 1792. Deux jours avant, le 20 septembre 1792, une armée composée de jeunes volontaires patriotes avait arrêté l'avance prussienne à Valmy. Si la victoire militaire est minime, son impact symbolique est très fort.

#### Crises et succès de la République

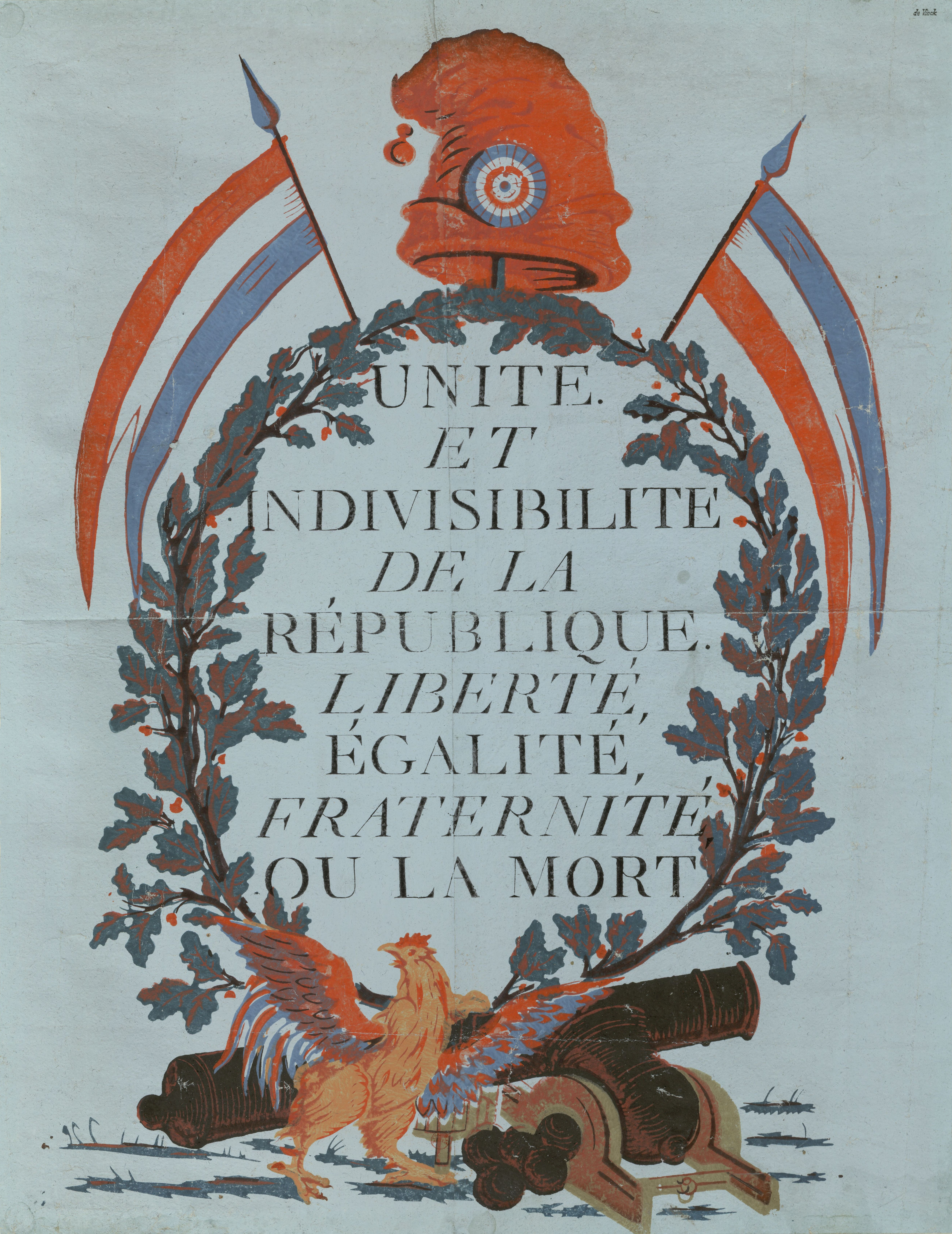
La devise républicaine dans une couronne de chêne et de drapeaux tricolores, appuyée sur un faisceau de licteur et surmontée d'un bonnet phrygien. Au premier plan, un coq gaulois, un canon et un obusier. Estampe anonyme, 1793.

À l'automne les armées de la Révolution occupent les Pays-Bas autrichiens, la rive gauche du Rhin, la Savoie et Mulhouse. Danton fait sienne la théorie des frontières naturelles et encourage les guerres de conquête bien loin de l'idéal révolutionnaire de libération des peuples opprimés. À Paris, la nouvelle assemblée élue au suffrage universel pour voter une nouvelle constitution, la Convention, est occupée par le procès du roi à partir de décembre 1792. Son exécution le 21 janvier 1793 soulève l'indignation de l'Europe monarchiste et entraîne la formation de la première coalition en février.
La jeune république est vite assaillie de toutes parts par les coalisés qui franchissent les frontières aux printemps 1793. À partir de mars 1793, l'Ouest de la France est la proie d'une insurrection catholique et royaliste, appelée guerre de Vendée. Les Girondins, l'aile droite de la Convention, qui dirigent le pays depuis la proclamation de la République, veulent respecter les institutions en place et veulent réduire Paris où l'agitation et la pressions des sans-culottes sont permanentes, à 1/83e de la France. Ils tiennent à maintenir des institutions décentralisées face à l'aile gauche de la Convention qui réclame des mesures d'exception face aux difficultés.
| |  |  |
| Sans-culottes en armes et club patriotique de femmes. Gouaches de Lesueur, 1793-1794, musée Carnavalet. |  |  |

Sous la pression des sans-culottes les Girondins sont chassés de la Convention par les journées révolutionnaires des 31 mai et 2 juin 1793. Les Montagnards qui forment la partie la plus radicale de l'assemblée arrivent au pouvoir. Ils n'hésitent pas à satisfaire certaines revendications du peuple parisien pour garder le pouvoir et surtout, sauver la République menacée de chaos face aux menées contre-révolutionnaires des royalistes en Vendée et ailleurs, à la révolte des Girondins contre la « dictature parisienne » appelée révolte fédéraliste et à l'avancée des coalisés sur le territoire français. Les Montagnards instaurent un gouvernement révolutionnaire, c'est-à-dire un gouvernement extrêmement centralisé dans lequel les décisions sont prises par un organe issu de la Convention, le Comité de salut public, dominé par la forte personnalité de Robespierre. Ces mesures extraordinaires doivent sauver la révolution par la Terreur (envers les ennemis de la République) et la vertu (des patriotes). Le 23 août 1793, la levée en masse est décrétée. C'est le premier exemple dans l'histoire de France d'une conscription obligatoire de tous les jeunes hommes célibataires. C'est aussi la première fois que l'économie nationale est presque entièrement tournée vers l'effort de guerre. Lors des journées des 4 et 5 septembre, les sans-culottes demandent que la Terreur soit mise « à l'ordre du jour ». Cette demande est transmise à la Convention le 5 septembre, mais sans que les députés ne l'instaurent officiellement. Le 10 octobre 1793, le gouvernement est déclaré révolutionnaire jusqu'à la paix avant d'être régi officiellement par le décret du 14 frimaire (4 décembre). Sous la pression du peuple qui souffre de la faim, relayée par les sans-culottes, les députés adoptent des mesures économiques d'urgence : à la loi du 27 juillet 1793 contre l'accaparement qui punit de mort la spéculation, ils ajoutent le 11 septembre le maximum national des grains et des farines et le 29 septembre 1793 une nouvelle loi du maximum général sur les denrées et les salaires. L'ensemble de ces mesures d'exception permet de vaincre les révoltes et de dégager les frontières dès l'automne 1793. Les armées françaises, commandées pour la plupart par des généraux issus du rang, passent de nouveau à l'offensive. Les régions conquises deviennent des départements : celui du Mont-Blanc, des Alpes-Maritimes et du Mont-Terrible (Mulhouse-Bâle). En 1794 la Belgique est reconquise ainsi que la rive gauche du Rhin. Robespierre, qui veut renforcer la Terreur alors que la situation ne le justifie plus, est renversé le 9 thermidor an II (27 juillet 1794) et exécuté le lendemain.
Les Conventionnels mettent fin au régime d'exception qu'a été la Terreur. Ils rédigent une nouvelle constitution, celle du Directoire, qui partage le pouvoir exécutif entre 5 directeurs et le pouvoir législatif entre deux assemblées. Le suffrage censitaire est rétabli. Mais la constitution ne permet pas de résoudre les conflits entre les différents pouvoirs. Le Directoire est une période où les multiples élections et les coups d'État se succèdent. L'insécurité est très grande ainsi que la misère populaire. Par contre, sur le plan extérieur, les conquêtes et les annexions sont nombreuses. La Belgique et une partie de la Hollande sont transformées en 9 départements français le 1er octobre 1796. En 1798, c'est au tour de la rive gauche du Rhin et de Genève d'être organisés en cinq départements. Les frontières naturelles sont largement atteintes. Si on ajoute que les Provinces-Unies, la Suisse et l'Italie sont transformées en républiques sœurs avec des institutions calquées sur celles du Directoire et une politique étrangère inféodée à celle de la France, les frontières naturelles sont même dépassées. Si les républiques sœurs bénéficient des acquis révolutionnaires comme la suppression de la féodalité et l'égalité en droit, elles doivent fournir des réquisitions et des œuvres d'art, ce qui rend vite la présence française impopulaire.
La lassitude des Français induite par les désordres intérieurs permet au général Napoléon Bonaparte d'être favorablement accueilli, quand par le coup d'État du 18 brumaire (9 novembre 1799), il met fin au Directoire. Le général est en effet très populaire depuis ses éclatantes victoires lors de la première campagne d'Italie (1796-1797). Il bénéficie de plus de puissants appuis politiques. Son frère Lucien Bonaparte est président du conseil des cinq-cents, une des deux assemblées du Directoire. Sieyès fait appel à lui pour renverser le régime et pouvoir ainsi en établir un autre plus stable. Mais dès qu'il est au pouvoir Napoléon Bonaparte le confisque à son profit et établit un régime personnel : le Consulat.

### Révoltes dans les colonies et indépendance haïtienne

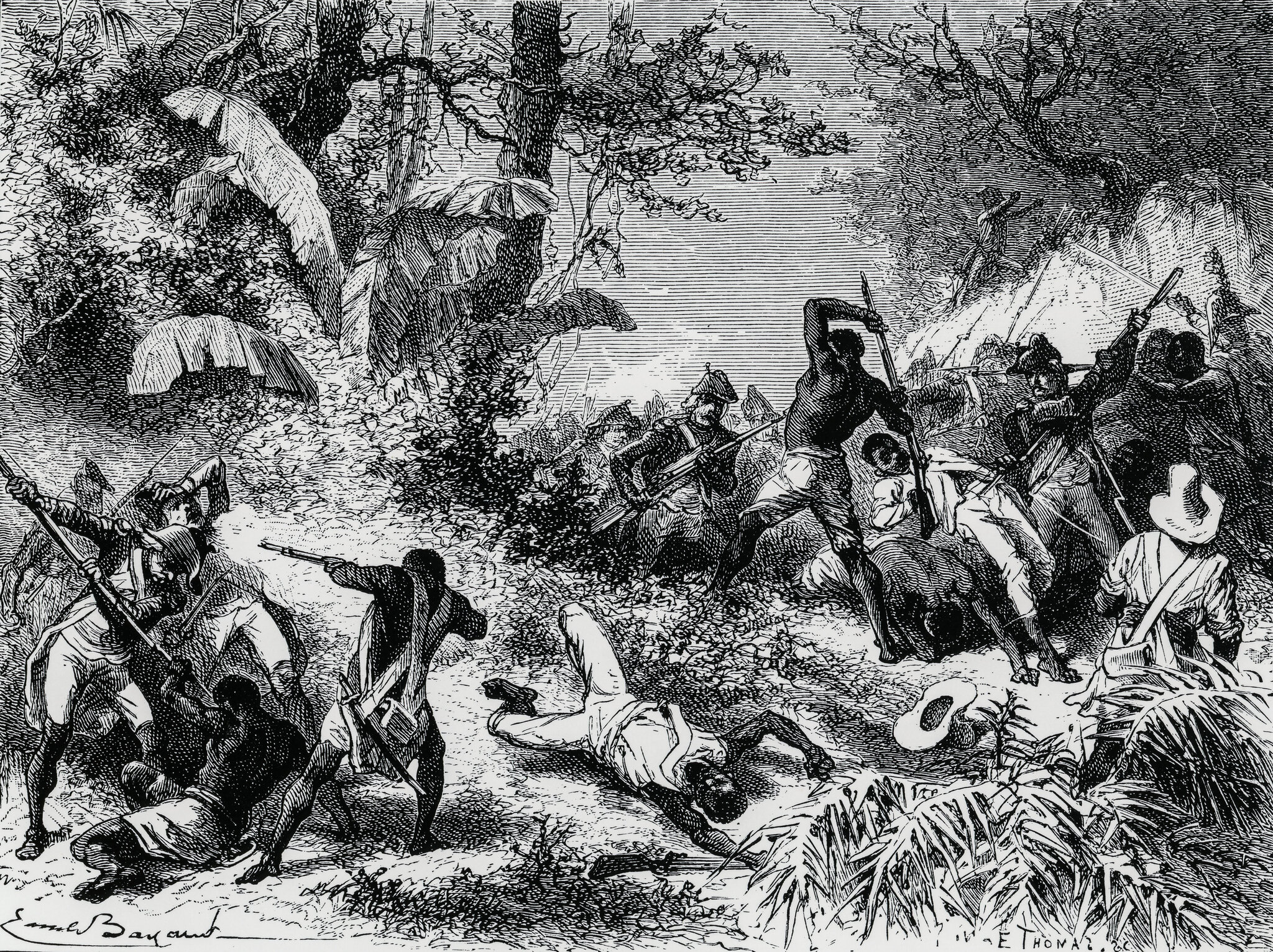
Révolte des noirs à Saint-Domingue, par Émile Thomas, XIXe siècle.

À partir de 1791, une importante révolte d'esclaves débute à Saint-Domingue, la plus riche colonie française, peuplée en 1789 de 25 000 Blancs, 28 000 Libres de couleur et presque 500 000 esclaves. Elle entraîne le vote le 4 avril 1792 d'un décret accordant l'égalité de droit entre les Libres de couleurs et les Blancs, puis aboutit deux ans plus tard à la première abolition de l'esclavage dans les colonies françaises, votée le 4 février par la Convention montagnarde. Toutefois, en raison de l'occupation britannique de certains territoires, parfois à la demande des colons planteurs, l'abolition n'est effective que dans trois colonies : Saint-Domingue, la Guadeloupe et la Guyane. L'esclavage est progressivement rétabli par Bonaparte en 1802, sauf à Saint-Domingue qui accède à l'indépendance en 1804 sous le nom d'Haïti. Cependant, en 1825, un ultimatum porté par une escadre française obligera Haïti à verser une lourde indemnité aux anciens colons qui pénalise durablement l'économie de l'île.

### Le Consulat (1799) et le Premier Empire (1804)

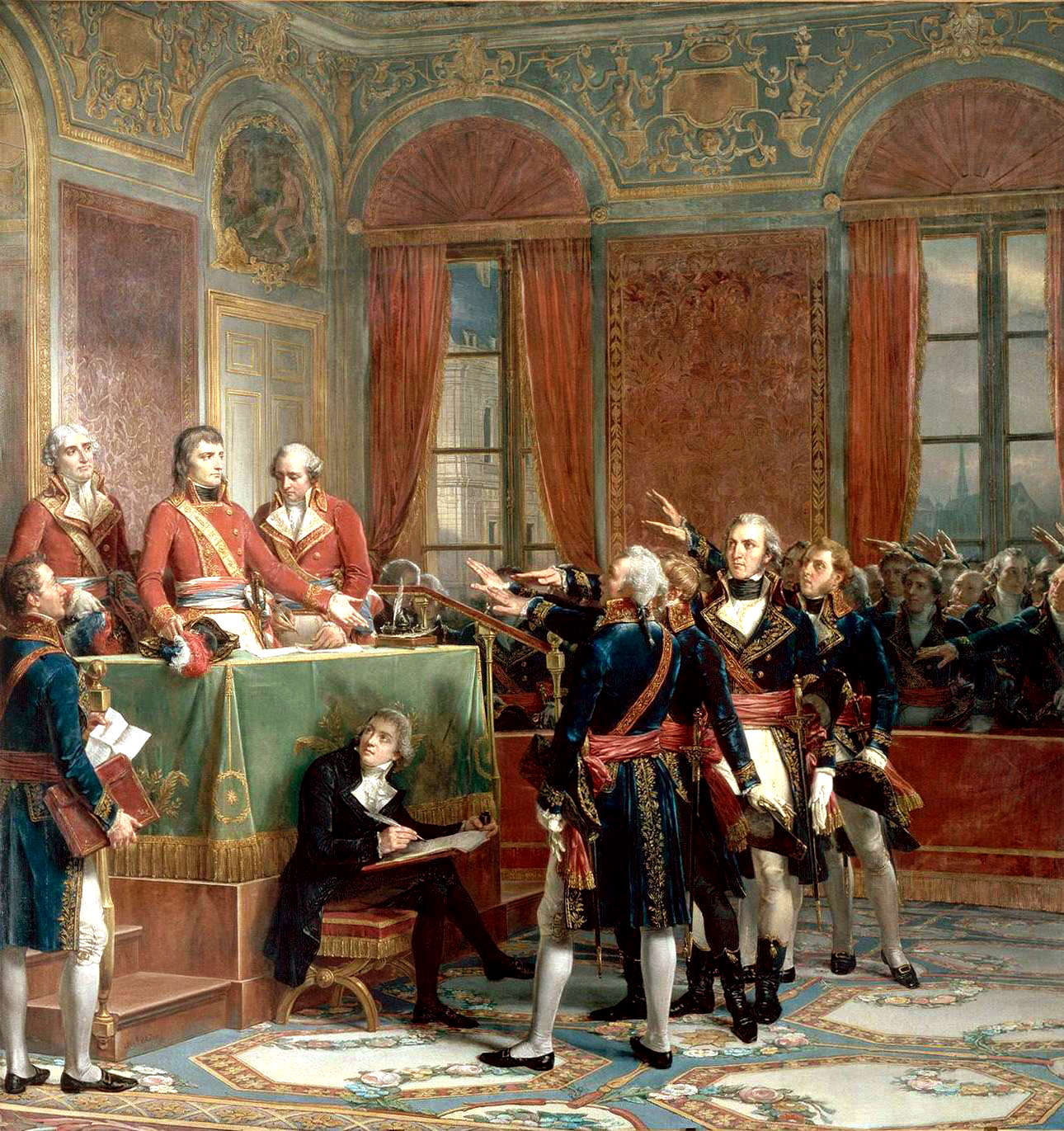
Les trois Consuls instaurant le Conseil d'État en 1799.
Toile d'Auguste Couder, 1856.

Carte du Premier Empire en 1812.

Bonaparte fait rapidement rédiger une constitution, la Constitution de l'an VIII. Il y est désigné comme premier consul donc de fait à la tête de l'exécutif. Il a le pouvoir de nommer aux principales fonctions publiques et il a le pouvoir d'initiative des lois et du budget. Il y a trois consuls en tout mais les deux autres, Cambacérès et Lebrun, n'ont qu'un pouvoir consultatif. Bien que Bonaparte possède une grande partie du pouvoir législatif, il prend soin de créer quatre assemblées mais aucune n'est élue par les citoyens. Leurs membres sont choisis par le premier consul ou par le Sénat, une des quatre chambres. Parmi elles on peut signaler le Conseil d'État qui doit préparer, rédiger les projets de loi et interpréter les lois. Il est à l'origine du Conseil d'État actuel. Le suffrage universel est rétabli mais il n'y a plus d'élections. Les Français sont consultés pour des plébiscites. Le pouvoir personnel de Napoléon Bonaparte est renforcé par la constitution du 16 thermidor an X (4 août 1802). Il est consul à vie et peut nommer son successeur de son vivant. Les pouvoirs des assemblées sont réduits au profit des senatus-consulte acte émanant du Sénat. Les élections sont rétablies mais elles se déroulent à plusieurs degrés et seuls les 600 citoyens les plus imposés peuvent faire partie du collège départemental. De plus, les citoyens ne choisissent pas des représentants, ils proposent des candidats dans ce qui est appelé des « listes de confiance ». De plus les libertés publiques sont supprimées : liberté de presse, de réunion, censure dans l'édition et le théâtre.
Bonaparte renforce la centralisation administrative. À partir de 1800, il nomme à la tête de chaque département, un préfet et un sous-préfet par arrondissement. Il prend soin aussi de nommer ou faire nommer les maires. Les préfets sont chargés de mettre fin aux divisions nées de la Révolution et de briser tout ce qui reste de particularismes locaux. Les institutions financières et judiciaires sont organisées de la même manière, les juges étant nommés par le premier Consul.
Napoléon Bonaparte rétablit progressivement la stabilité financière. Il crée la Banque de France en 1800, la seule institution à pouvoir émettre de la monnaie. En 1803, le décret de Germinal crée le franc, dit franc germinal. La pièce d'un franc est d'un poids invariable de 5 g d'argent. Elle gardera la même valeur jusqu'en 1914. La promulgation du code civil de 1804 permet l'achèvement de l'unité du pays. Ce code, en projet depuis 1789, traite de la famille, de la propriété et des contrats. Il mélange les règles de droit écrit et les coutumes des différentes régions dans un texte applicable à tous les Français. La loi du 16 septembre 1807 crée la Cour des comptes, un corps unique centralisé de contrôle des comptes publics. Le premier consul met aussi fin au brigandage et à l'insécurité dont souffraient beaucoup de départements. En 1804, les Français acceptent par plébiscite que Napoléon Bonaparte devienne empereur héréditaire sous le nom de Napoléon Ier. 

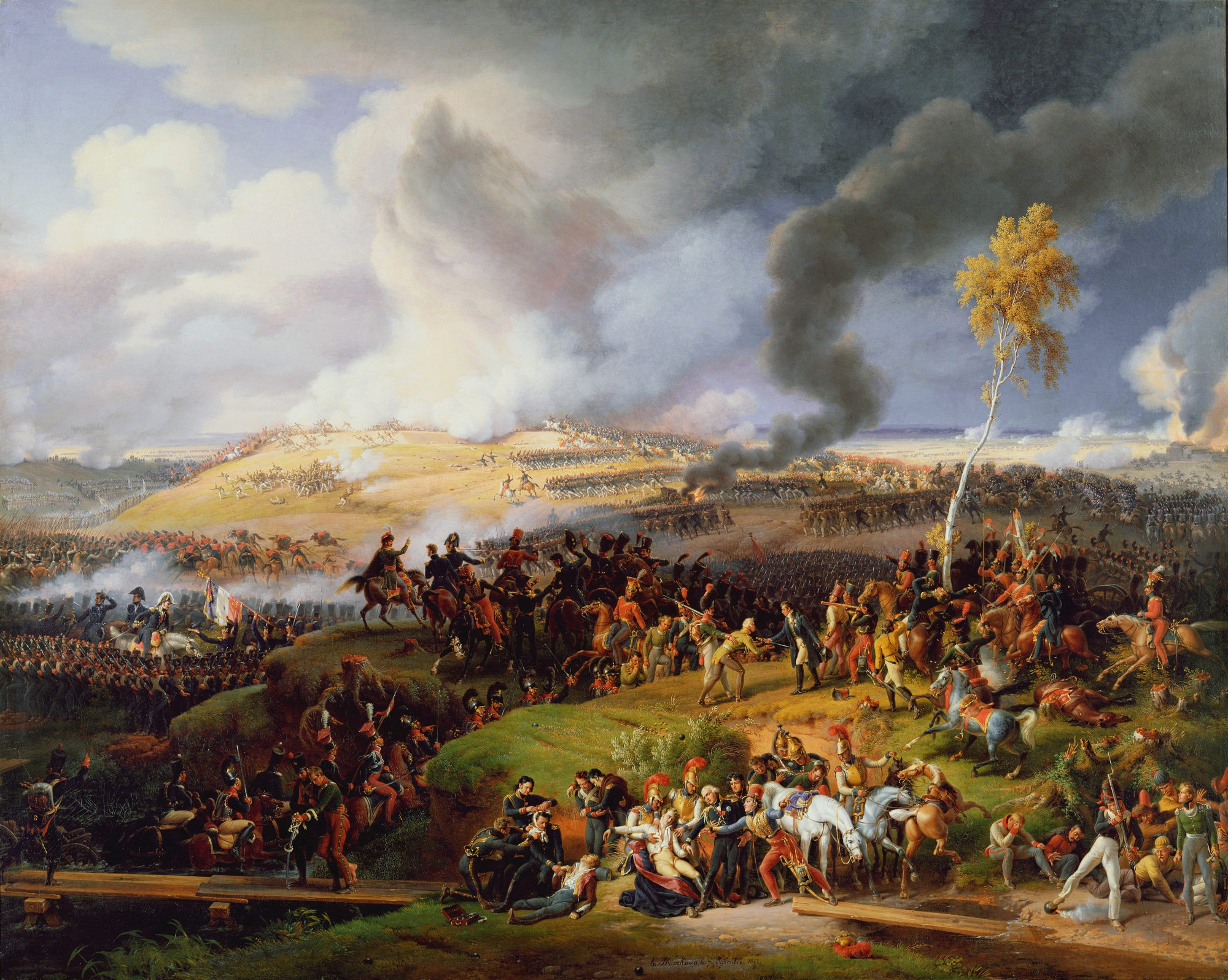
La bataille de Moscou, 7 septembre 1812.
Toile de Louis-François Lejeune (1822), Musée de l'Histoire de France (Versailles).

Sous Napoléon Bonaparte, la France est presque sans arrêt en guerre. En 1810, à l'apogée du Premier Empire, elle compte 130 départements qui englobent les Pays-Bas, une partie de l'Allemagne jusqu'au Danemark et une partie de l'Italie. Les annexions sont en grande partie dues à la nécessité pour Napoléon de faire respecter le blocus continental qui vise à asphyxier le Royaume-Uni économiquement. De plus, un grand nombre d'États sont inféodés à la France : la confédération du Rhin, la Confédération helvétique, les royaumes d'Italie et de Naples, la confédération du Rhin, l'Espagne. En tout, près de la moitié de l'Europe est sous domination française. Mais cette domination est de plus en plus contestée. En effet, la France favorise son économie aux dépens des États vassaux. En 1812, pour contraindre la Russie à respecter le blocus continental qu'elle a rompu, Napoléon Ier l'envahit. Mais il s'avance de manière trop imprudente jusqu'à Moscou et doit effectuer une retraite en subissant les rigueurs de l'hiver et les assauts des troupes et des partisans russes. Il perd 90 % de ses effectifs. Le désastre de la campagne de Russie en 1812-1813 précipite la fin du Premier Empire. Une nouvelle coalition se noue contre la France. En octobre 1813, à la suite de la défaite de Leipzig, les Français doivent évacuer l'Allemagne. Les Pays-Bas et l'Espagne sont perdus. En 1814, la France est envahie. Napoléon abdique en avril et devient roi de l'île d'Elbe. Le frère du roi Louis XVI, le comte de Provence, devient roi sous le nom de Louis XVIII. La France garde ses frontières de 1792, incluant la Savoie et le comté de Nice, et peut conserver toutes les œuvres d'art confisquées à l'étranger. Mais, en 1815, Napoléon Ier revient inopinément de son exil et reprend le pouvoir pour une courte durée (les Cent-Jours) jusqu'à la défaite décisive de Waterloo le 18 juin 1815 : il est envoyé pour un exil plus rigoureux dans l'île de Sainte-Hélène. La France doit rendre une grande partie des œuvres pillées et perd la Savoie, Nice et quelques places sur sa frontière du nord. Elle doit en outre payer l'entretien d'une force d'occupation de 150 000 soldats jusqu'en 1818.

## LeXIXesièclede 1814 à 1870

### La Restauration (1814-1830) et la monarchie de juillet (1830-1848)

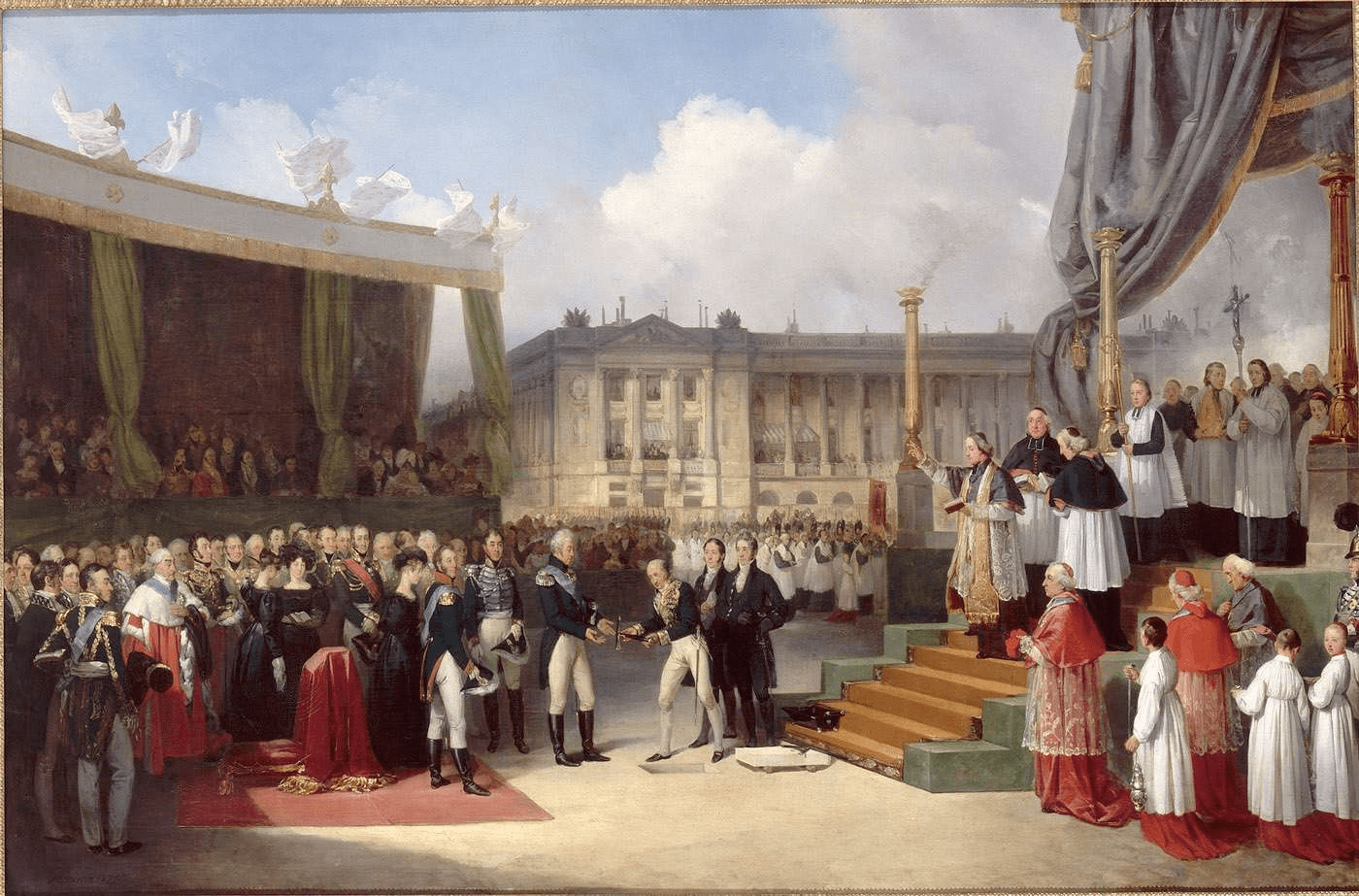
Inauguration du monument à la mémoire de Louis XVI par Charles X, mai 1826.

La restauration est la période allant de la chute du Premier Empire le 6 avril 1814 à la Révolution de 1830.
Les Bourbons reviennent au pouvoir lors d'une période appelée Restauration qui débute le 6 avril 1814. Le 24 avril 1814, Louis XVIII débarque à Calais. Le 4 juin 1814, il accorde une charte par laquelle il consent volontairement à limiter son pouvoir. Il affirme par là même la souveraineté de droit divin du monarque. De ce fait, la charte de 1814 accorde un pouvoir important au roi, personnalité « inviolable et sacrée ». L'initiative des lois lui est réservée, mais celles-ci sont votées par le Parlement composé de deux chambres : la Chambre des pairs dont les membres sont nommés à vie par le roi et dont le nombre est illimité ; la Chambre des députés lesquels sont élus pour cinq ans au suffrage censitaire. Les députés parviennent à obliger les ministres à venir justifier leur politique devant eux, et à répondre à leurs questions.
La Restauration, qui semble bien partie malgré quelques obstacles, est abrégée par le retour de Napoléon en mars 1815, qui oblige Louis XVIII à fuir à Gand. Napoléon reprend le pouvoir pour une période de cent jours qui va durer jusqu'à la défaite de Waterloo du 18 juin 1815, laquelle réinstalle Louis XVIII sur le trône. Durant trois ans, les coalisés vont occuper militairement plus de la moitié du territoire français.
Louis XVIII se voulant un roi conciliant, sa politique n'est pas du goût des « Ultras » qui exigent un châtiment contre ceux qui ont soutenu Napoléon pendant les Cent-Jours. Dans ce climat de vengeance, les élections d'août 1815 leur donnent la majorité, et paradoxalement, ce sont eux qui mettent en pratique la responsabilité politique des ministres devant la chambre, ce que la charte de 1814 ne prévoyait pas.
À la mort sans héritier de Louis XVIII en septembre 1824, son frère Charles X lui succède. Contrairement à son frère, ce dernier n'a pas compris que certains changements étaient irréversibles. Il se fait sacrer à Reims en 1825 dans la pure tradition capétienne, et tente de rétablir l'Ancien Régime en favorisant la noblesse et le catholicisme. Il fait voter une loi sur l'indemnisation des nobles qui avaient émigré pendant la Révolution et dont les propriétés avaient été vendues comme biens nationaux. Une autre loi, dite loi sur le sacrilège, punit de mort le vol des ciboires contenant des hosties consacrées ou la profanation de ces dernières. Il s'appuie sur les ultras, c'est-à-dire les députés partisans d'un retour à l'Ancien Régime. Mais sa politique réactionnaire se heurte à l'opposition déterminée de la bourgeoisie libérale. En 1830, le ministre Polignac publie quatre ordonnances réactionnaires. Elles prévoient le rétablissement de la censure pour la presse, la dissolution de la chambre, la modification du cens électoral pour réserver le droit de vote aux grands propriétaires fonciers, et la fixation de la date des nouvelles élections. La publication de ces ordonnances le 27 juillet 1830 provoque une révolution dite des Trois Glorieuses en juillet 1830.

La Liberté guidant le peuple, toile d'Eugène Delacroix, 1830.

Dans un Paris couvert de barricades, on crie vive la République ou vive l'Empereur. Mais dans les coulisses du pouvoir, des bourgeois modérés comme Adolphe Thiers ou Casimir Perier parviennent à imposer le duc d'Orléans comme nouveau souverain. La branche aînée de la famille royale, celle des Bourbons, est donc remplacée par la branche cadette, celle des Orléans. La bourgeoisie libérale a su utiliser la révolution populaire pour mettre sur le trône un roi conforme à ses intérêts. La révolution de Juillet ne constitue donc pas une rupture avec le régime précédent. Le principal changement est le fait que la souveraineté nationale remplace la souveraineté de droit divin. Ce changement se manifeste dans le titre donné au roi : Louis-Philippe devient roi des Français, c'est-à-dire qu'il détient son pouvoir de la volonté du peuple, alors que ses prédécesseurs portaient le titre de roi de France. La Chambre des pairs perd son influence. Le drapeau tricolore remplace définitivement le drapeau blanc.
La monarchie de Juillet correspond aux débuts de l'industrialisation de la France. La France expérimente, dans le sillage de l'Angleterre, un boom ferroviaire des années 1840, qui stimule la production d'acier. Le Premier ministre Guizot lance le credo d'une nouvelle société : « enrichissez-vous ! ». Les grandes dynasties bourgeoises, liées aux banques ou aux grandes entreprises, se constituent et affirment leur volonté de dominer la vie politique. Le suffrage censitaire étant très restreint, elles sont les seules, avec l'aristocratie traditionnelle, à pouvoir voter et à avoir des élus à la Chambre des députés. Cela se traduit par l'apparition de deux partis politiques, les conservateurs, les représentants de la vieille noblesse, et les libéraux, les représentants du monde des affaires. Mais ces deux groupes s'entendent sur la conservation du régime tel qu'il est, puisqu'il sert leurs intérêts. La loi Guizot de 1833 oblige chaque commune à entretenir une école élémentaire. Cependant la révolution industrielle crée une nouvelle classe sociale, celle des ouvriers en proie à la misère. Les théories socialistes de Louis Blanc et de Proudhon cherchent à remédier aux injustices sociales dont le prolétariat est la victime.
La monarchie de Juillet est aussi marquée par un nouvel essor de la colonisation française. L'incident diplomatique du coup d'éventail donné par le dey d'Alger au consul français en 1827 sert de raison à la conquête française de l'Algérie en juillet 1830. La colonisation s'étend progressivement à toute l'Afrique. En 1842 les généraux Binger, Crozat et Marchand se lancent à la conquête de la Côte d'Ivoire, mais doivent faire face à la résistance de Samory.
Le roi se présente comme un bon père de famille bourgeois, mais en réalité, c'est un homme autoritaire et un habile manœuvrier. La faiblesse du corps électoral, l'autorité du roi, et la révélation d'une grande corruption au sein du gouvernement finissent par discréditer totalement le régime. De plus, à la suite de mauvaises récoltes, le pays connaît une crise économique profonde à partir de 1846. L'opposition républicaine en profite pour s'agiter à nouveau.
Sur le plan philosophique, la période 1814-1848 est très marquée par l'émergence des idées saint-simoniennes et positivistes, à l'instigation respectivement de Claude-Henri de Rouvroy de Saint-Simon et d'Auguste Comte.

### Deuxième République (1848-1852)

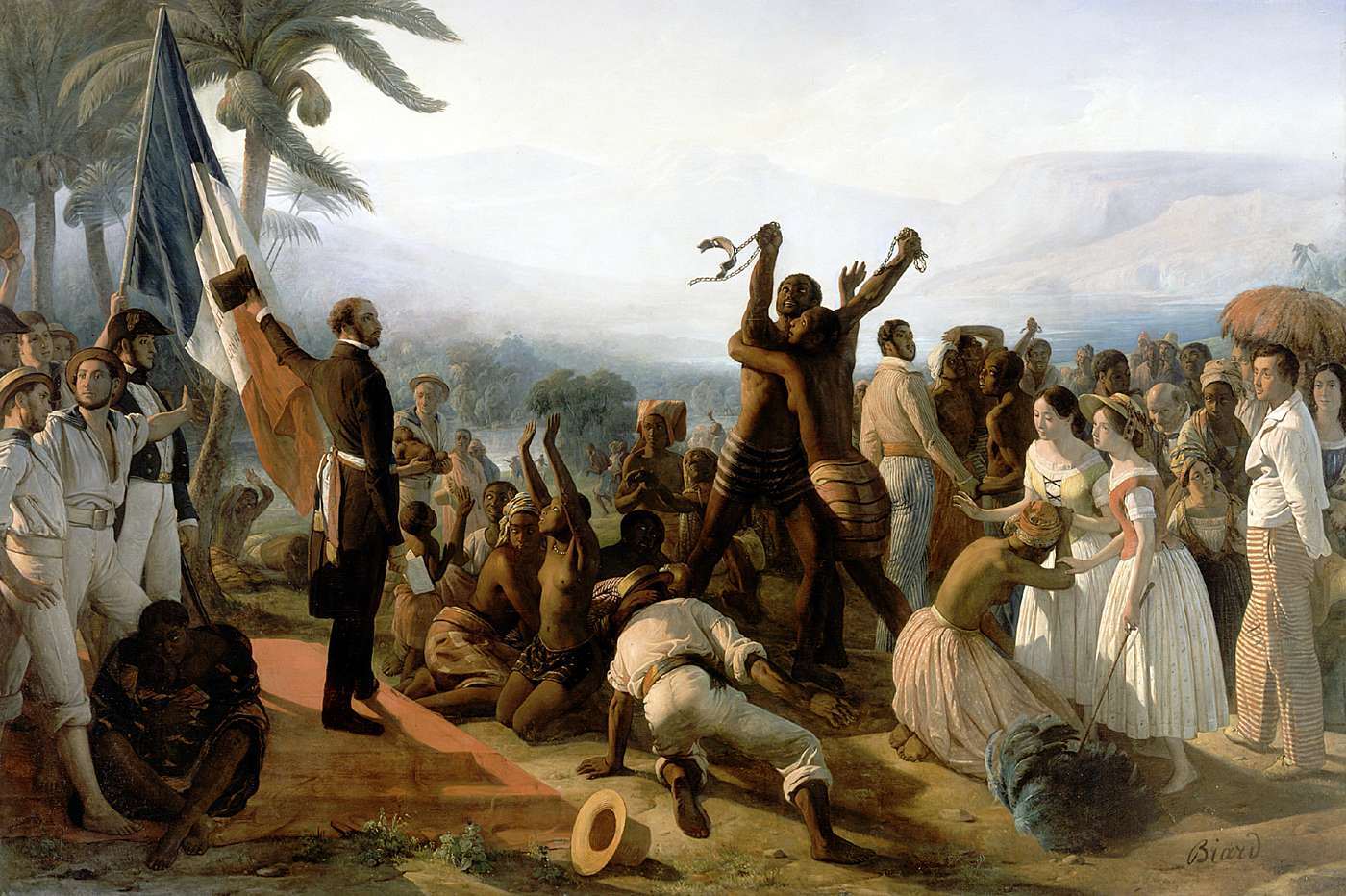
L'Abolition de l'esclavage dans les colonies françaises par la Deuxième République (27 avril 1848), tableau de François-Auguste Biard.

En 1847, l'opposition, alimentée par une vague de mécontentement due à la corruption du régime en place et par la crise économique, organise dans tout le pays des banquets pour demander l'élargissement du corps électoral. La liberté de réunion n'existant pas, la présence à ces banquets républicains permet aux opposants au régime de se réunir sans enfreindre la loi. Le 22 février 1848, le pouvoir interdit la tenue d'un banquet. Ceci entraîne des manifestations qui se poursuivent le lendemain. C'est alors que la troupe tire sur les manifestants. Quand la nouvelle de cette fusillade est connue, tout le Paris populaire s'embrase. Le roi abdique le lendemain car il ne veut pas être responsable d'un massacre de la foule parisienne. Les insurgés ont retenu la leçon de 1830. Ils exigent que des républicains siègent dans le gouvernement provisoire. Celui-ci proclame la République le soir même. La deuxième République commence.

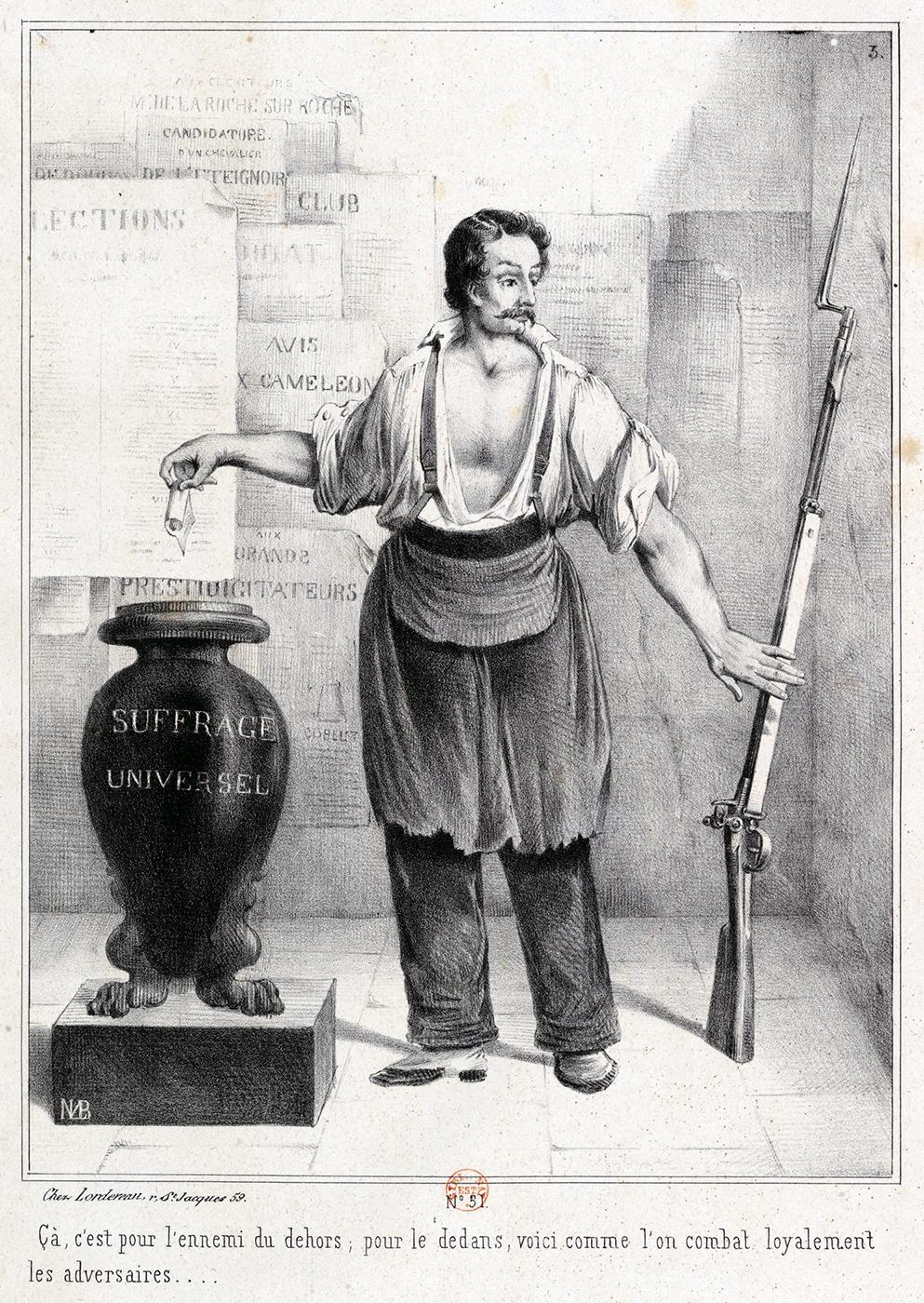
Un ouvrier pose son fusil, privilégiant le suffrage universel à la violence politique. Lithographie de Louis Marie Bosredon, 1848.

La Deuxième République institue définitivement le suffrage universel masculin en France. Elle abolit l'esclavage sur proposition de Victor Schœlcher. Ceci n'empêche pas l'armée française de commencer la conquête du Sénégal la même année. Sous la pression du peuple et des socialistes, des mesures sociales sont prises : proclamation du droit au travail, limitation de la journée de travail à 10 heures à Paris et à 11 heures en province. Des ateliers nationaux sont créés pour donner du travail aux parisiens touchés par la crise économique. Mais aux élections d'avril 1848, les Français élisent majoritairement des modérés hostiles aux mesures novatrices (500 députés) ou des monarchistes (300). Les socialistes qui défendent les mesures sociales ne sont qu'une centaine. Le gouvernement provisoire qui découle de cette assemblée décide de fermer les ateliers nationaux. L'est parisien se révolte à l'annonce de cette décision. Le général Cavaignac est muni des pleins pouvoirs pour mater la rébellion. Il brise celle-ci dans un bain de sang après trois jours de combats, du 23 au 25 juin 1848. Ces « journées de juin » discréditent ou salissent la jeune République aux yeux de certains milieux, notamment ouvriers. Mais tandis que ceux-ci, victimes de la répression, s'en désintéressent, les paysans et les possédants craignent les désordres sociaux et recherchent un régime stable et autoritaire.
Pour décider des nouvelles institutions, les constituants s'inspirent des États-Unis dont le modèle a été popularisé par Alexis de Tocqueville dans son livre De la démocratie en Amérique, publié en 1835. La constitution du 4 novembre 1848 choisit de confier le pouvoir exécutif à un président élu au suffrage universel direct pour une durée de quatre ans. Il peut se représenter après un intervalle de quatre ans. Comme aux États-Unis, l'Assemblée et le président sont totalement indépendants. Mais contrairement aux États-Unis, le président n'a pas le droit de veto.
Louis Napoléon Bonaparte, Lamartine, Cavaignac, Ledru-Rollin et le socialiste Raspail sont candidats à l'élection présidentielle, la première au suffrage universel masculin en France. Le neveu de Napoléon Ier peut notamment profiter de la division des gauches et de la faiblesse du niveau d'instruction, tandis que le nom de Bonaparte est bien plus connu dans les campagnes. Le 10 décembre 1848, et avec près de 75 % des voix, issues notamment du Parti de l'Ordre, il est élu pour quatre ans. La nouvelle assemblée élue en mai 1849 est dominée par les monarchistes. Elle mène une politique extrêmement conservatrice. Elle envoie à Rome des troupes pour maintenir le pape dans ses États pontificaux menacés par les révolutionnaires républicains italiens. Elle vote la loi Falloux qui met l'école sous le contrôle de l'Église catholique. Le 31 mai 1850, l'Assemblée vote une loi électorale qui exclut du corps électoral ceux qui ne peuvent pas justifier de trois ans de résidence continue dans la même commune, ce qui élimine 3 millions de personnes du corps électoral, principalement des artisans et des ouvriers saisonniers. En s'opposant à cette réforme, Louis-Napoléon fait figure de héros pour le peuple.

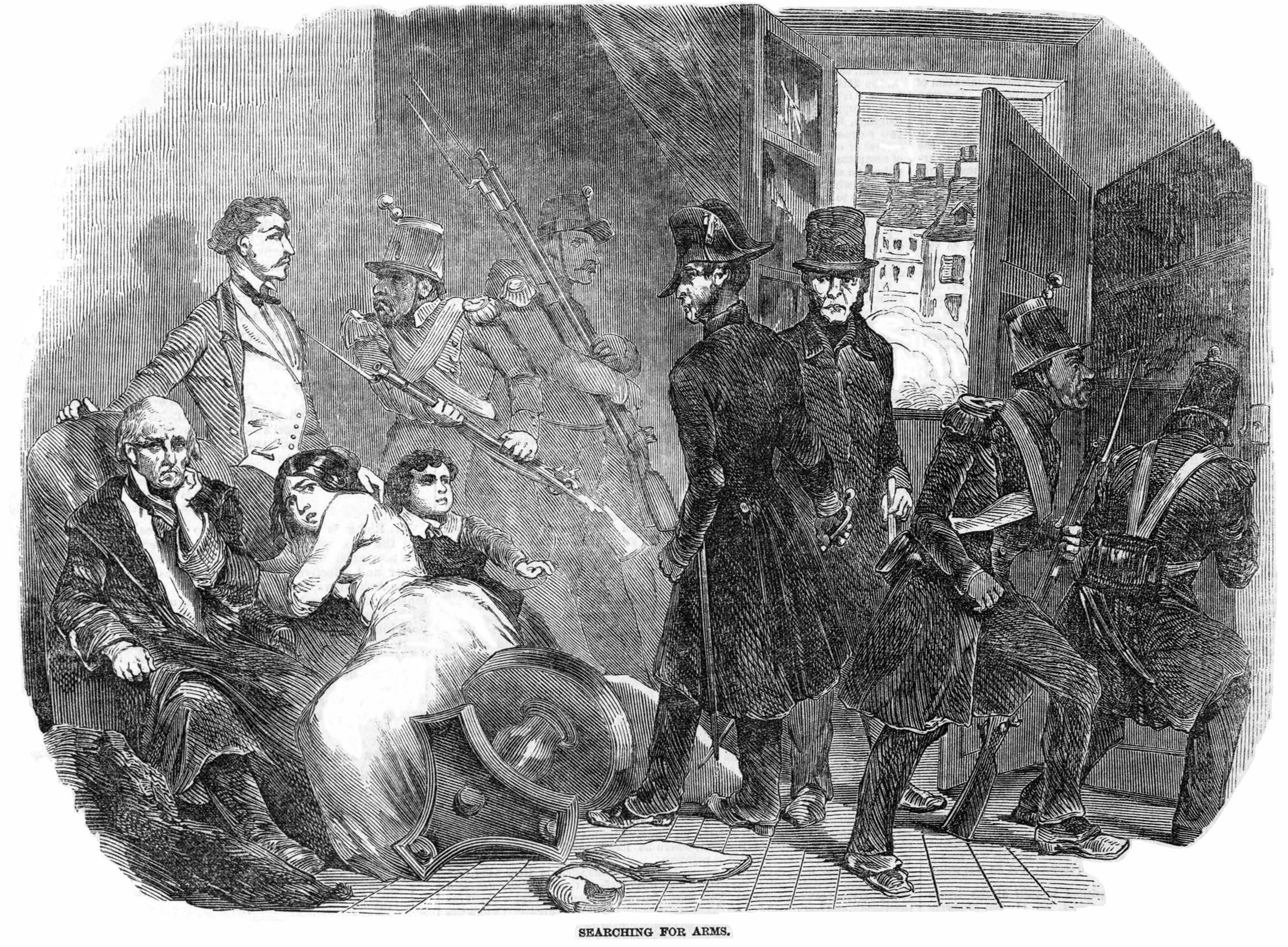
Des policiers et des soldats recherchent des armes chez des particuliers lors du coup d'État du 2 décembre 1851.

Au début de l'année 1851, Louis Napoléon Bonaparte demande une révision de la constitution pour lui permettre de se représenter dès la fin de son mandat. Devant le refus de l'Assemblée Nationale, il exécute un coup d'État minutieusement préparé le 2 décembre 1851, qu'il entérine par un référendum. Le 2 décembre est en effet une date symbolique pour les Bonaparte : Napoléon Ier a été couronné un 2 décembre et a remporté l'année suivante l'éclatante victoire d'Austerlitz, le 2 décembre 1805. La deuxième République finit renversée par son propre président, qui ne tarde pas à instaurer un régime impérial.

### Second Empire (1852-1870)
Le coup d'État du 2 décembre 1851 entraîne peu de réactions. Seules quelques personnalités s'opposent ouvertement au nouveau régime. C'est le cas de Victor Hugo qui part en exil à Guernesey d'où il ne cesse de fustiger Louis-Napoléon Bonaparte qu'il appelle « Napoléon le Petit ». Le plébiscite du 20 décembre 1851 donne au nouvel homme fort les pleins pouvoirs pour rédiger une nouvelle constitution. Après un nouveau plébiscite, il est proclamé empereur sous le nom de Napoléon III. Celui-ci met en place un régime autoritaire où la liberté de la presse est limitée et les opposants sont pourchassés. La pratique des candidatures officielles réduit l'opposition au silence. Seuls quelques républicains parviennent à se faire élire. Mais comme le pays bénéficie d'une bonne conjoncture économique, les protestations sont peu nombreuses.

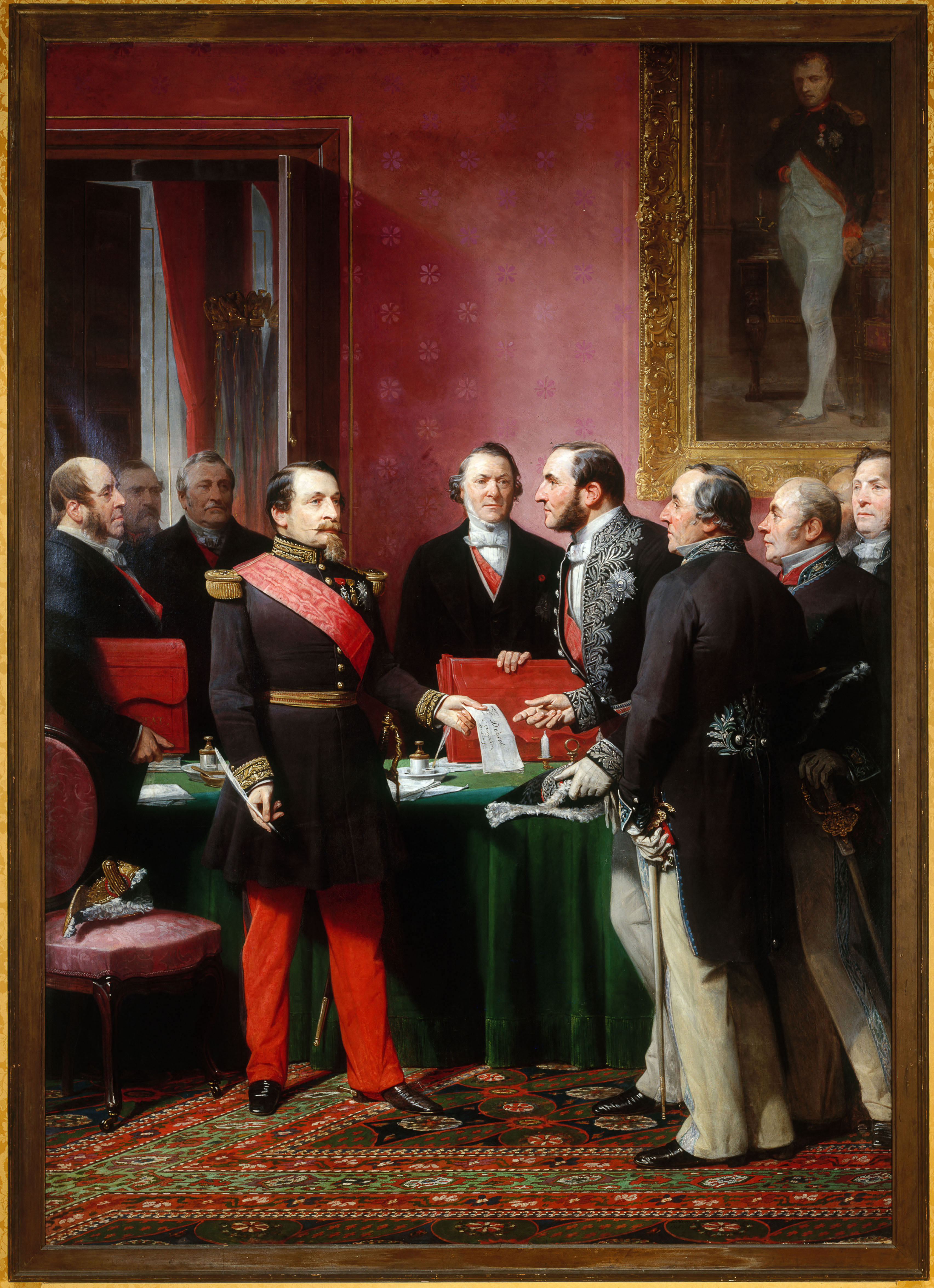
Napoléon III remet au baron Haussmann le décret d'annexion à Paris des communes suburbaines (1860).

À partir de 1860, le Second Empire se libéralise. Napoléon III a perdu une grande partie du soutien des catholiques car il aide le roi de Piémont-Sardaigne, Victor-Emmanuel II à réaliser l'unité italienne, ce qui va à l'encontre des intérêts de la papauté. De plus, la signature d'un traité de libre-échange avec le Royaume-Uni, alors première puissance industrielle mondiale, mécontente les industriels qui craignent la concurrence de produits anglais. L'empereur cherche donc de nouveaux soutiens en allant vers les libéraux et les classes populaires. Le droit de grève est accordé en 1864. Les ouvriers ont le droit de constituer des caisses d'entraide (suppression de la loi Le Chapelier). Le corps législatif obtient peu à peu des droits. Il peut critiquer le gouvernement, voter le budget. Il a même l'initiative des lois à partir de 1869. Le Second Empire a peu à peu évolué vers un régime parlementaire, les ministres étant responsables devant le Parlement. Cette libéralisation du régime est approuvée massivement par un plébiscite en mai 1870 qui donne à l'empereur 7 336 000 « oui » contre 1 560 000 « non ». Le Second Empire semble consolidé sur des bases plus démocratiques. Il est cependant balayé en quelques semaines par la guerre franco-prussienne.
Le décollage industriel de la France se fait sous le Second Empire. Le crédit se libéralise, la création de sociétés anonymes (SA) est facilitée. L'État montre lui-même l'exemple. Des grands travaux de modernisation sont entrepris dans Paris sous la houlette du baron Haussmann. La Sologne et les Landes sont bonifiées (création de la forêt des Landes).
Napoléon III, très influencé par l'épopée napoléonienne, veut donner à la France un rôle prépondérant dans le monde. La France intervient dans la guerre de Crimée aux côtés des Britanniques pour contrer l'expansionnisme russe. À partir de 1854, Faidherbe donne une nouvelle impulsion à la conquête du Sénégal. Il forme les fameux tirailleurs sénégalais. La France commence à s'intéresser à l'Indochine. Les troupes françaises interviennent même au Mexique pour soutenir l'archiduc d'Autriche Maximilien qui tente d'y instaurer un grand empire latin et catholique. L'aventure mexicaine est un échec. Maximilien est fusillé par les révolutionnaires mexicains.
Napoléon III soutient les processus d'unité italienne et allemande. En échange de ses bons offices, la France reçoit du royaume de Sardaigne le duché de Savoie et le comté de Nice annexés à la France en 1861 après la signature du traité de Turin. En échange de sa neutralité bienveillante lors de la guerre austro-prussienne de 1866, l'empereur réclame des compensations territoriales que Bismarck, le chancelier prussien, refuse de lui accorder. Derrière cette neutralité de Louis Napoléon il y a en fait son inquiétude face à la montée en puissance en Europe de la Prusse à la suite de la victoire de Sadowa alors que dans la lignée du bonapartisme l'empereur aspire à des conquêtes territoriales et un prestige au-delà des frontières. Bismarck multiplie alors les provocations envers la France pour la pousser à déclarer la guerre à la Prusse. À la suite de la publication de la dépêche d'Ems, le 19 juillet 1870, la France déclare la guerre à la Prusse. Le Second Empire ne peut opposer que 265 000 hommes aux 500 000 Prussiens et alliés allemands. La guerre tourne rapidement au désastre. Le 6 août, l'Alsace est prise. Napoléon capitule à Sedan le 2 septembre 1870. À cette annonce, les Lyonnais dès le matin puis les Parisiens dans la soirée proclament la république le 4 septembre 1870.

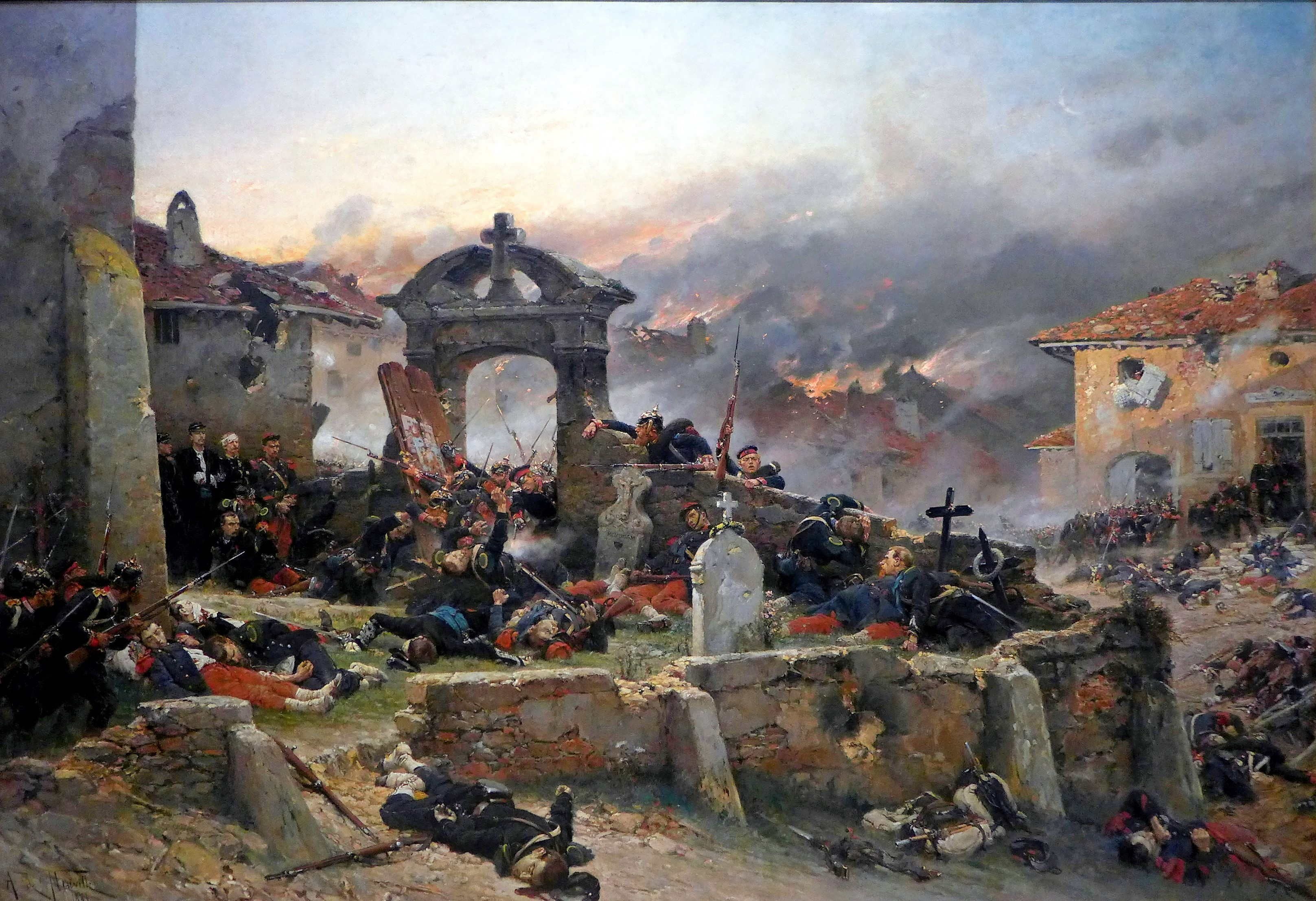
Le cimetière de Saint-Privat, le 18 août 1870, toile d'Alphonse de Neuville, 1881.

Cette période est celle du développement de la première révolution industrielle, qui voit la propagation des idées saint-simoniennes et positivistes dans les milieux dirigeants des grandes entreprises et des banques, notamment chez les polytechniciens.

## La Troisième République de 1870 à 1914

### L'instauration du régime républicain

#### Des débuts difficiles

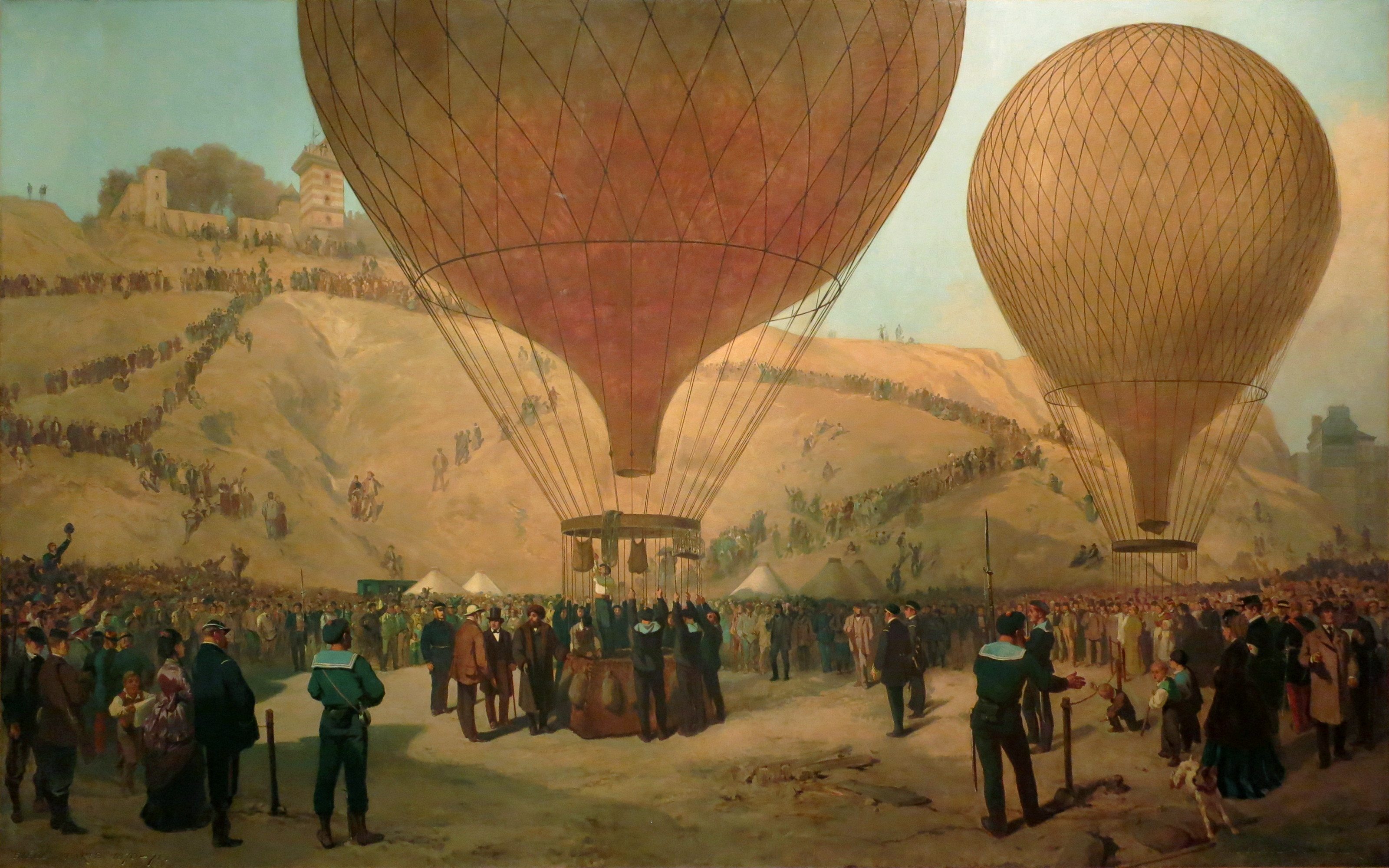
Léon Gambetta quitte Paris le 7 octobre 1870 à bord d'un ballon monté.
Toile de Jules Didier et Jacques Guiaud, musée Carnavalet.

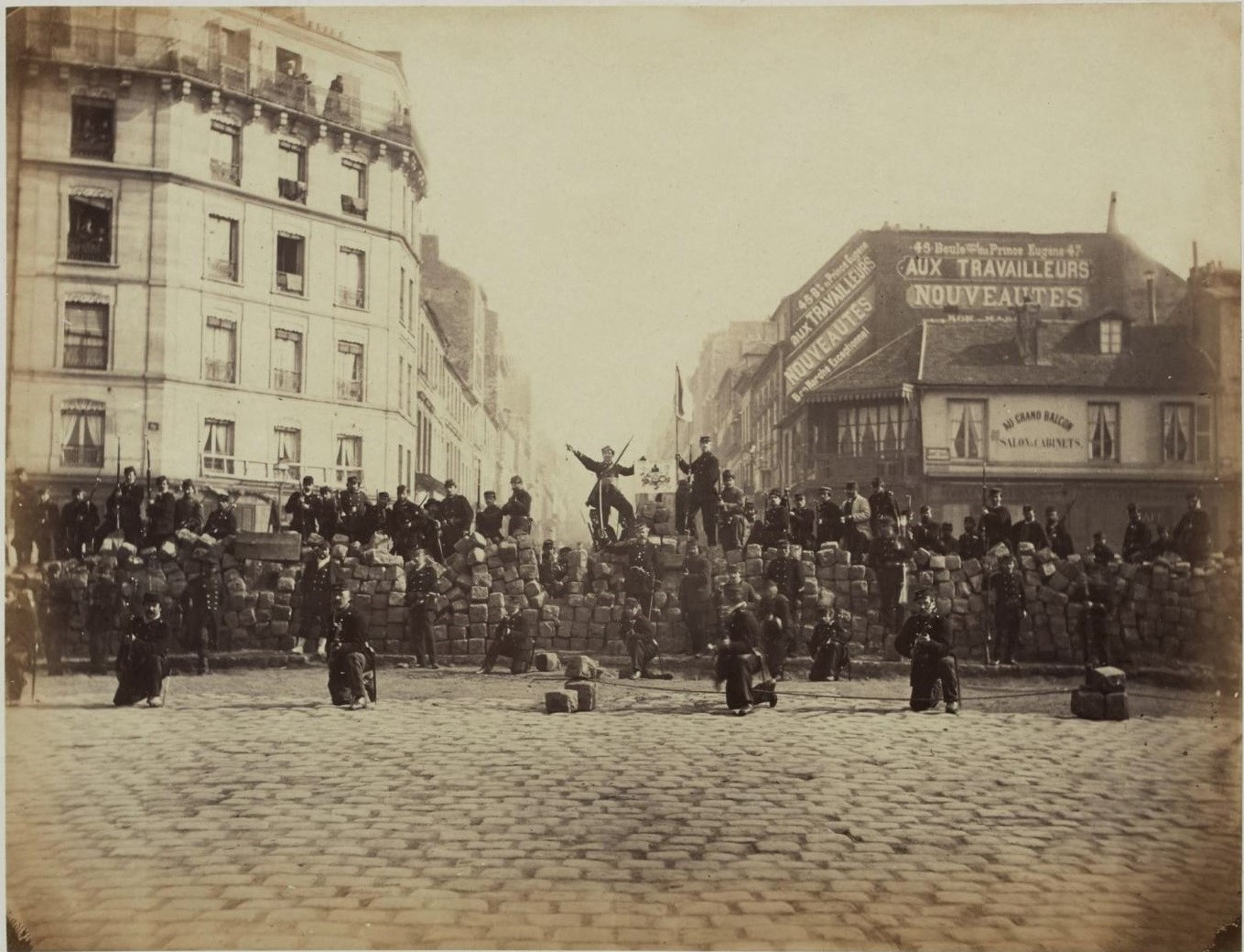
Une barricade pendant la Commune de Paris, le 18 mars 1871.

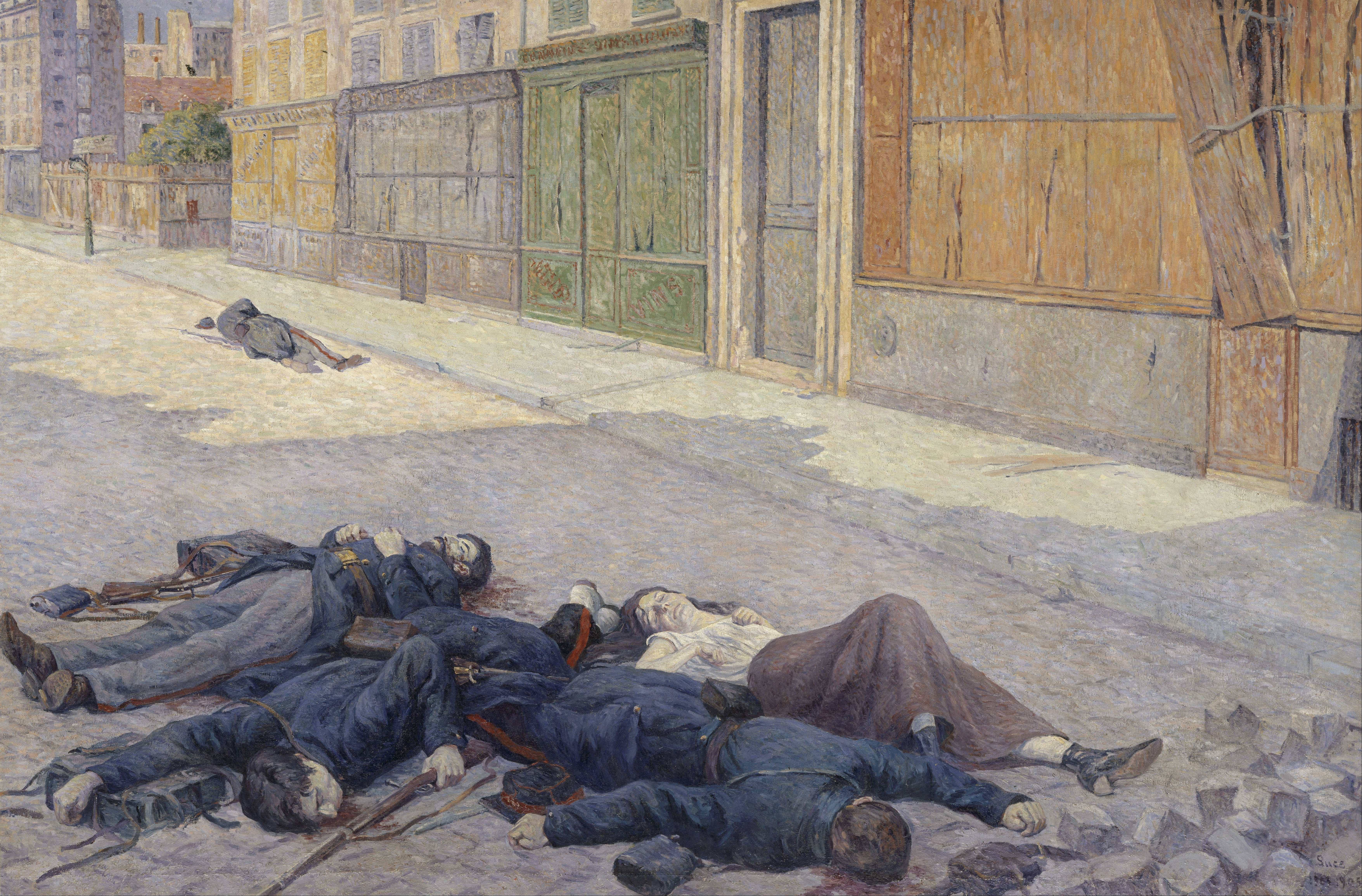
Cadavres de communards jonchant une rue parisienne durant la Semaine sanglante.
Toile de Maximilien Luce, musée d'Orsay.

La république naît dans des conditions difficiles. Le gouvernement provisoire décide de continuer la guerre. Les Allemands atteignent rapidement Paris qu'ils assiègent. Gambetta, ministre de l'Intérieur du gouvernement de défense nationale, quitte Paris en ballon pour appeler la province à la levée en masse. Mais les troupes ainsi constituées ne parviennent pas à rompre l'encerclement prussien. La ville subit des bombardements réguliers et souffre du manque de nourriture. Pour permettre aux Parisiens de ne pas tomber dans la misère, le gouvernement décrète le moratoire des dettes et des loyers. Des armes sont distribuées aux volontaires qui forment une garde nationale.
Le 28 janvier 1871, le gouvernement doit se résoudre à signer l'armistice. Les Allemands laissent se dérouler des élections. Celles-ci donnent la majorité aux monarchistes. La nouvelle assemblée signe une paix qui ampute le pays de l'Alsace et du nord de la Lorraine et oblige les Français à payer au vainqueur une lourde amende de guerre. Thiers, un ancien premier ministre de Louis-Philippe est nommé chef du pouvoir exécutif en attendant que l'assemblée statue sur la nature du régime et son organisation.
Les Parisiens qui ont vaillamment résisté pendant le siège de Paris sont scandalisés par l'armistice et les conditions imposées par la Prusse. Ils se méfient d'une assemblée monarchiste qui par peur des périls révolutionnaires préfère s'installer à Versailles plutôt que dans la capitale. Alors que la situation économique des Parisiens est toujours précaire, le gouvernement provisoire abroge le moratoire des loyers et des dettes. Le 18 mars 1871, Thiers ordonne de désarmer les Parisiens. Cette annonce déclenche une émeute. Thiers se retire de la capitale et décide de la reprendre par la force. À Paris, le comité central des gardes nationaux décide de l'élection d'un conseil municipal. La Commune de Paris se met en place à partir du 26 mars 1871. Les principaux animateurs de la Commune de Paris viennent d'horizons différents. Ils prennent des mesures radicales pour soulager la misère populaire : réquisition des logements, instruction gratuite, laïque et obligatoire. Ils inventent une démocratie participative en permettant aux citoyens d'intervenir dans les affaires de la commune. À côté de revendications issues du mouvement sans-culotte de 1793 comme l'anticléricalisme et le respect de la liberté de conscience, des revendications de type socialiste sont portées par les insurgés avec la condamnation du militarisme et du capitalisme. Cet événement restera central dans les cultures politiques socialistes car il est considéré par Marx dans La guerre civile en France comme la première révolution authentiquement prolétarienne.
La commune ne dure que 70 jours. Le 21 mai 1871, les troupes du gouvernement surnommées les Versaillais par les communards investissent Paris. Les révoltés mènent un combat désespéré. Ils incendient des monuments comme le palais de Tuileries ou l'Hôtel de ville pour ralentir l'avance des Versaillais. Après l'exécution de l'archevêque de Paris par les communards, la répression tourne au bain de sang. Entre 20 000 et 30 000 communards sont exécutés en une semaine. Des milliers de révoltés sont envoyés dans des bagnes en Algérie ou en Nouvelle-Calédonie.
Les conditions imposées par la Prusse, qui avaient scandalisé les Parisiens au moment de l'armistice sont encore durcies par une loi de décembre 1871 exigeant de la France une indemnité de guerre représentant 25 % de son PIB. La dette publique augmente fortement, et avec elle une nouvelle classe de petits rentiers vivant de son intérêt puis participant à la nouvelle expansion boursière, ce qui accélère la création de banques de dépôt.

#### La mise en place des institutions

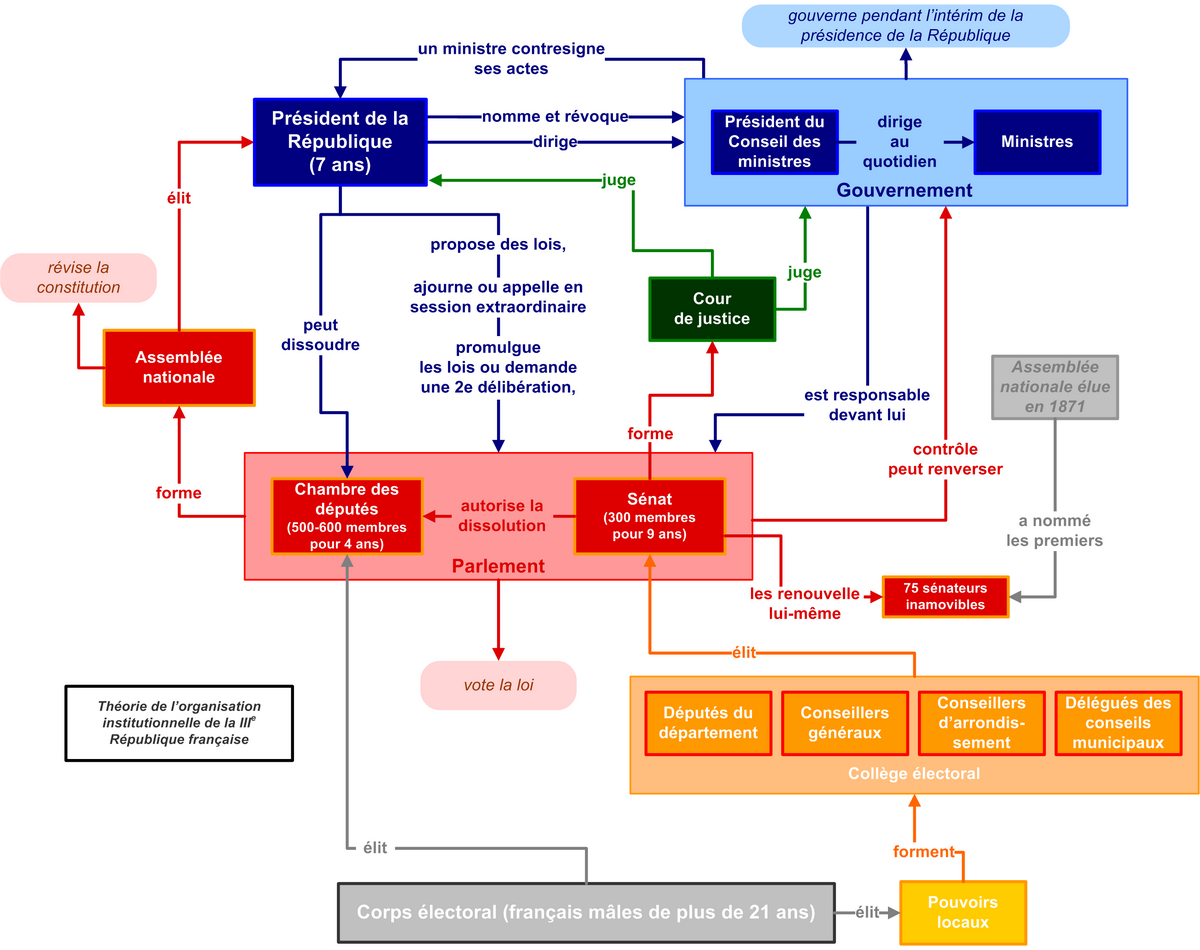
Organigramme de la Troisième République.

Née de la défaite, aux prises à la révolte parisienne, dominée pendant 5 ans par une assemblée monarchiste, la République a peu de chances de survivre. Elle doit son installation à la mésentente des monarchistes. En effet les royalistes sont divisés en deux groupes, les légitimistes, partisans du petit-fils de Charles X, le comte de Chambord, et les orléanistes. Après de nombreuses tractations les orléanistes et les légitimistes s'entendent sur le nom du comte de Chambord. Mais ce dernier exige le rétablissement du drapeau blanc, ce que refusent les orléanistes. En attendant, la loi Rivet donne au chef de l'exécutif, Thiers, le titre de président de la République.

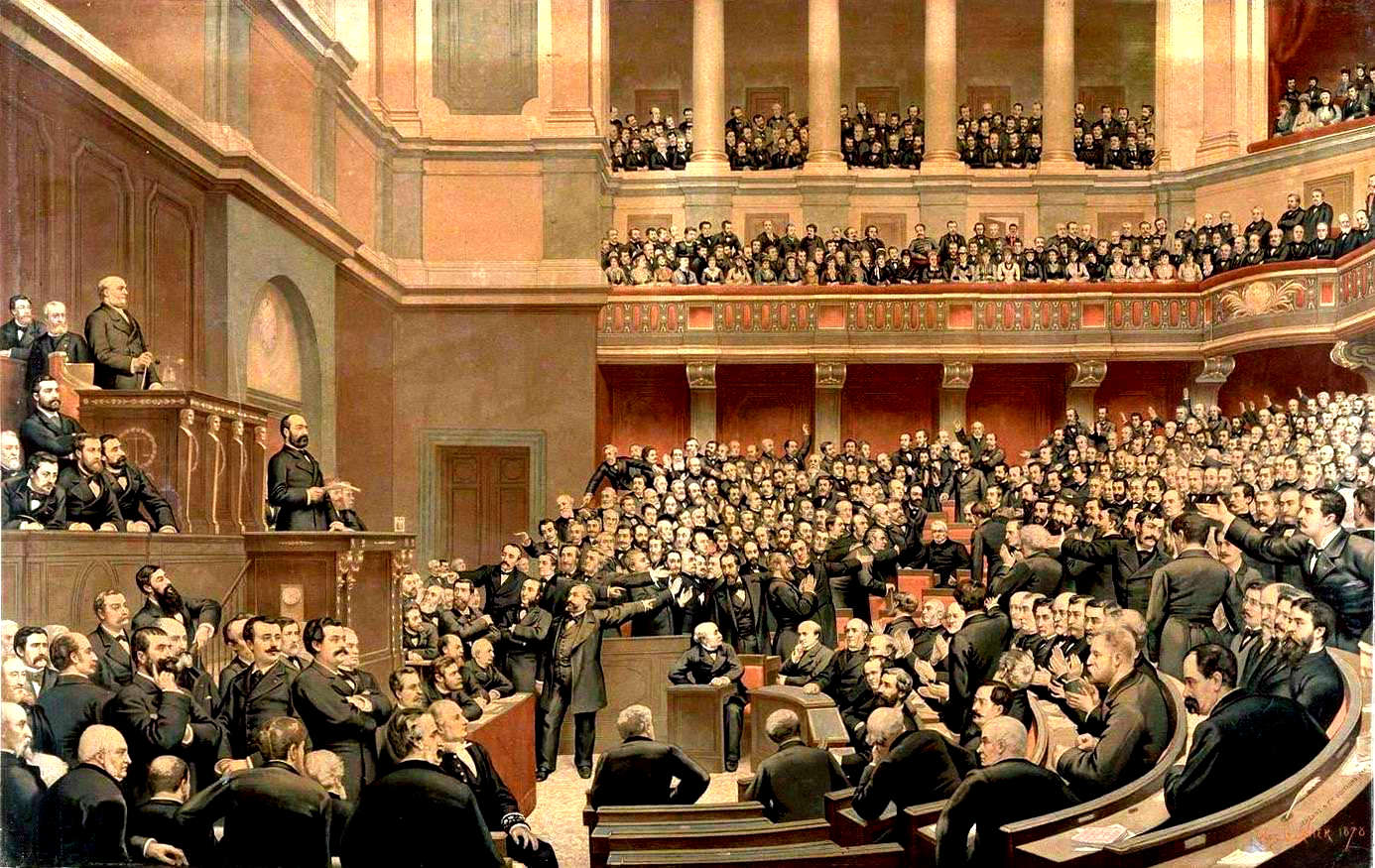
Thiers proclamé « libérateur du territoire », le 16 juin 1877.

Les républicains qui ont prouvé grâce à la répression de la Commune de Paris qu'ils ne sont pas des révolutionnaires et savent maintenir l'ordre, gagnent la plupart des élections partielles. Faute de mieux, les orléanistes rompent avec les légitimistes et se rallient à l'idée d'un régime républicain. En 1875, toute une série de lois constitutionnelles est votée. Elle fera office de constitution pendant toute la durée de la troisième République. Le régime républicain est un régime parlementaire bicaméral. Le président de la République est élu pour sept ans par les deux chambres, le Sénat et l'Assemblée nationale réunis en congrès à Versailles. Il est politiquement irresponsable.

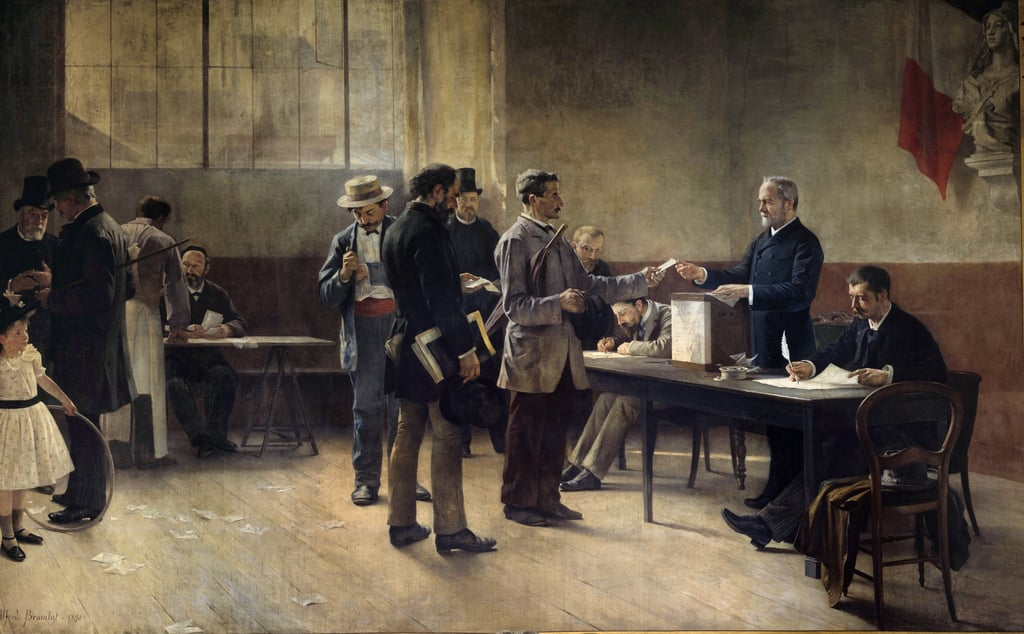
Le suffrage universel, huile sur toile d'Alfred-Henri Bramtot, 1891.

En 1876, les républicains remportent 360 des 500 sièges à pourvoir. Le conflit entre le président monarchiste Mac-Mahon et l'assemblée est inévitable. Le 16 mai 1877, Mac-Mahon renvoie le président du Conseil, Jules Simon, républicain modéré, et le remplace par Albert de Broglie, un royaliste. Il est mis en minorité par 363 voix républicaines, et Mac-Mahon fait dissoudre la chambre. Cet épisode est connu sous le nom de crise de 1877. Une campagne électorale agitée s'ensuit opposant les monarchistes aux républicains. Les républicains font bloc autour de Gambetta. Deux conceptions de la république s'affrontent. Pour Mac-Mahon, le président de la république est l'égal du Parlement. Il peut donc avoir sa propre politique et renvoyer les ministres qui n'ont pas sa confiance. En cas de conflit avec le Parlement, c'est le peuple qui tranche. Pour les Républicains, le président n'est qu'une figure symbolique. Il doit nommer des ministres dont les vues doivent être conformes à celle de la Chambre des députés. C'est la seule à représenter la souveraineté nationale car la seule élue au suffrage universel. L'imprécision des textes permet les deux interprétations. De nouveau, les Républicains remportent les élections. En 1879, le renouvellement partiel du Sénat leur permet d'acquérir la majorité dans cette chambre. La victoire des républicains est totale. Désavoué et sans appui, Mac-Mahon démissionne. Son successeur, le républicain Jules Grévy renonce volontairement à exercer ses prérogatives constitutionnelles (principalement le droit de dissolution) et s'interdit d'intervenir contre les vœux de l'Assemblée. Le président de la République se cantonne donc à une fonction représentative, laissant le pouvoir au président du Conseil et au Parlement. Les présidents de la IIIe République suivent cette pratique. En dix ans la France est devenue républicaine.

#### L'enracinement de la République

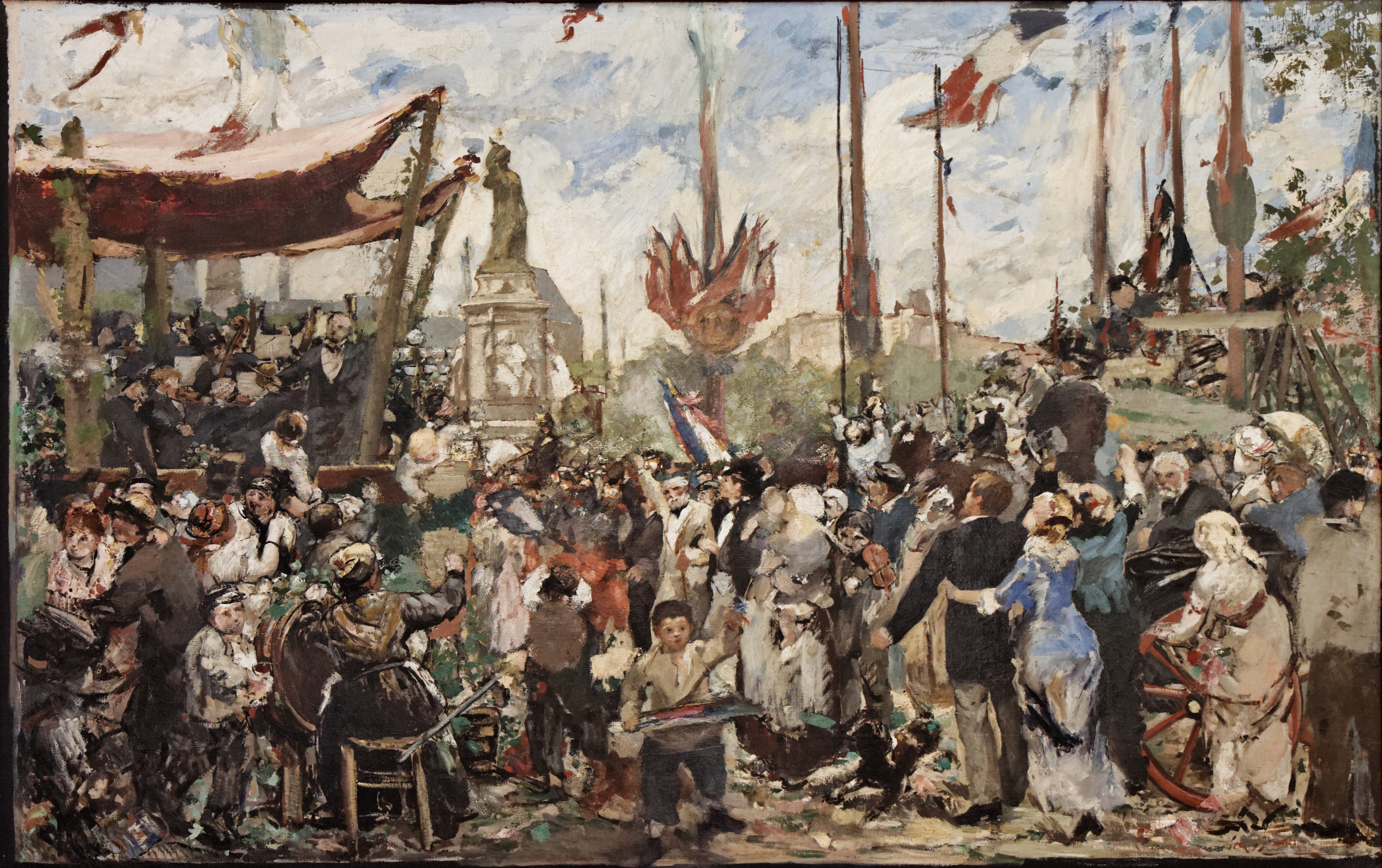
Le 14 juillet 1880, inauguration du monument à la République, tableau d'Alfred Roll.

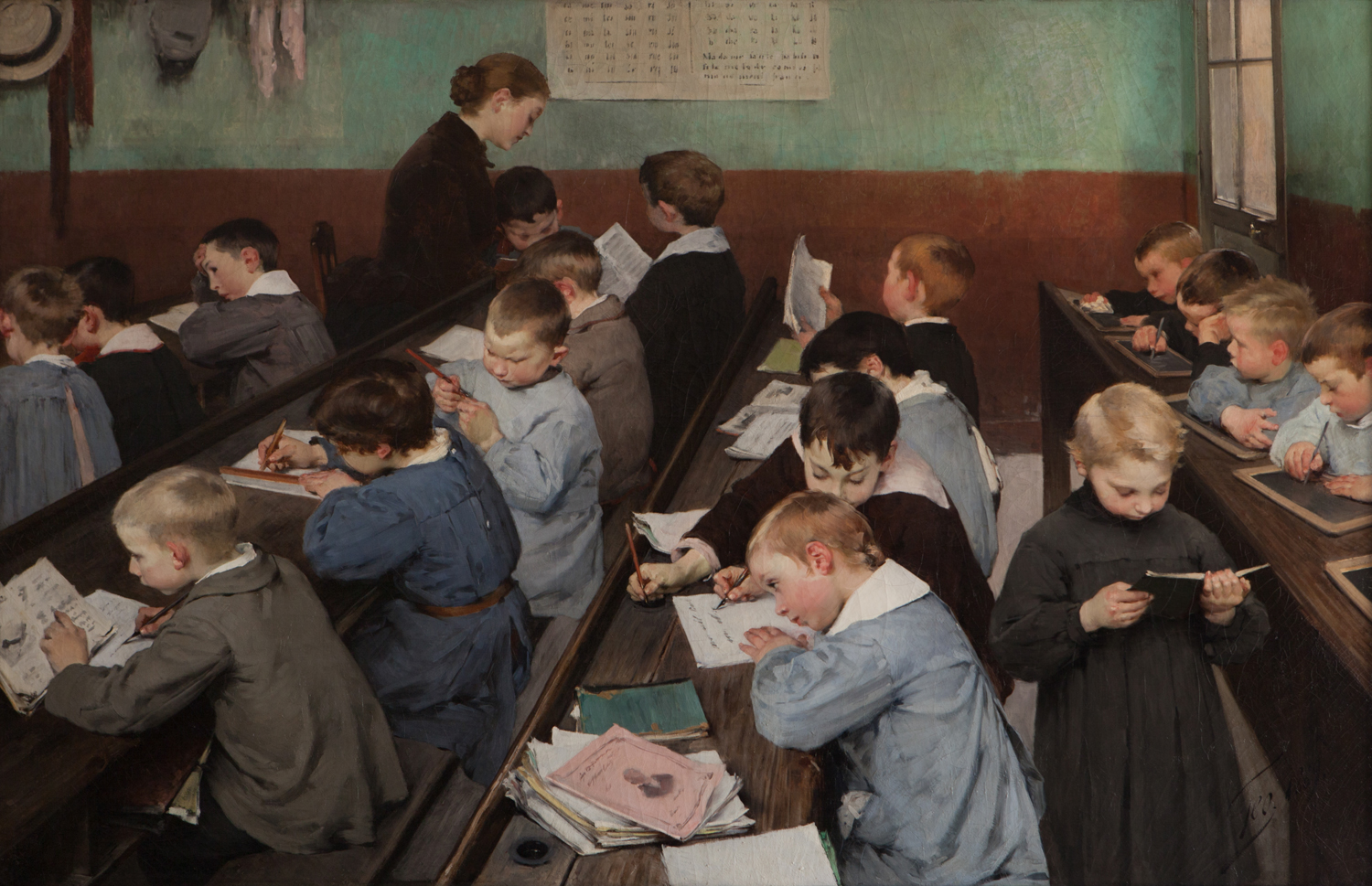
L'école républicaine dépeinte par Geo en 1889.

Les républicains s'attachent à enraciner la République en établissant les grandes libertés : la liberté de réunion et de la presse en 1881, le droit de se syndiquer par la loi Waldeck-Rousseau de 1884, la possibilité de divorcer la même année. La loi de 1901 sur la liberté d'association permet la formation de partis politiques qui remplacent les groupements informels des clubs et des comités. Les premiers partis à se former sont le parti radical en 1901 et le parti socialiste, la SFIO, en 1905.
La République se dote de ses grands symboles : le buste de Marianne, la Marseillaise qui redevient l'hymne national en 1878, et le 14 juillet comme fête nationale. En même temps, de grands républicains comme Victor Hugo ou Léon Gambetta reçoivent à leur mort des obsèques nationales.
Jules Ferry joue un rôle central dans la mise en œuvre de ces évolutions, lui qui poursuit trois objectifs : étendre les libertés, soustraire l'école à l'emprise de l'Église catholique et « relever » la France de la défaite grâce à la colonisation. Cependant le nom de Jules Ferry évoque pour tous les Français l'instauration de l'école gratuite, obligatoire et laïque. En effet, pour rendre la république irréversible, la formation de jeunes générations paraît indispensable. Or l'école est placée depuis la loi Falloux sous l'autorité de l'Église qui s'est toujours montrée une adversaire de la République. Jules Ferry fait voter toute une série de lois portant sur la question scolaire : création de lycées publics pour jeunes filles par Camille Sée en 1880 (même si ceux-ci ne permettent pas de passer le baccalauréat), instauration de l'école gratuite laïque et de l'instruction obligatoire par les lois Ferry de 1881-1882, laïcisation du personnel enseignant des écoles publiques. L'instituteur devient un des piliers de la République. C'est à lui que revient le devoir d'inculquer aux jeunes élèves la morale républicaine et l'amour de la patrie.

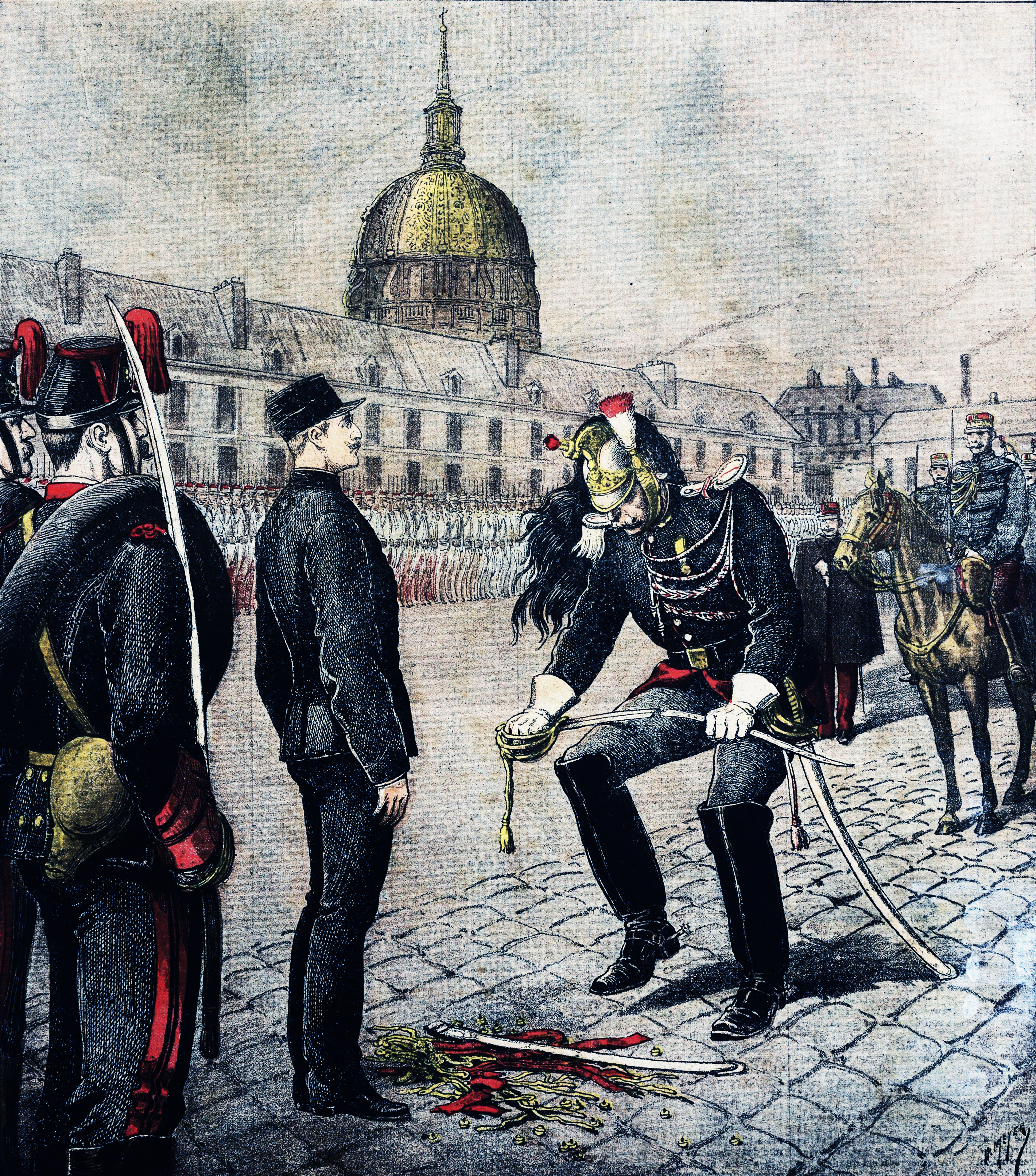
La dégradation de Dreyfus vue par le Supplément illustré du Petit Journal, 1895.

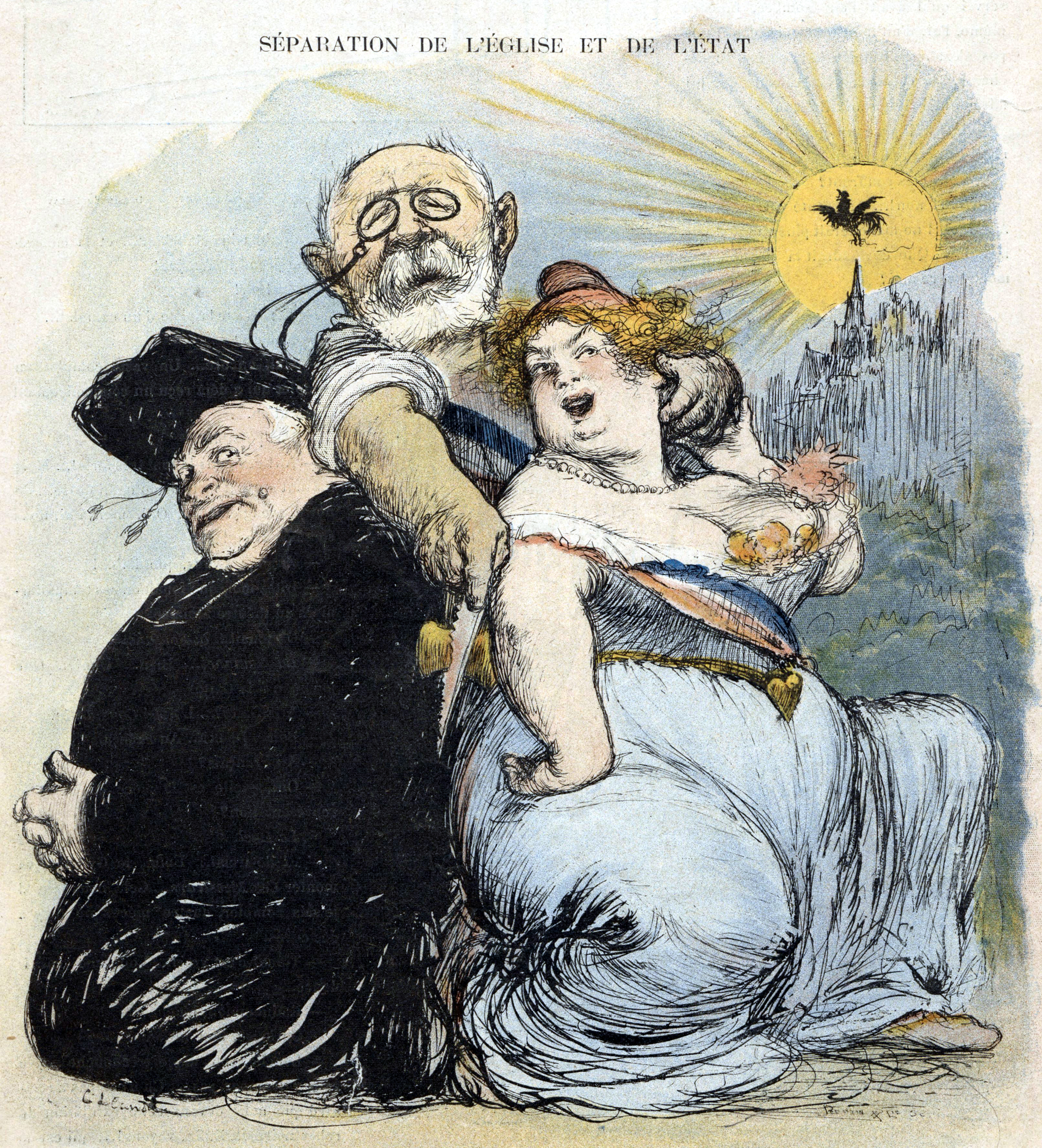
Bienvenu-Martin, ministre de l'Instruction publique, sépare l'Église et l'État. Caricature de Léandre, Le Rire, 20 mai 1905.

Mais face aux républicains au pouvoir appelés "modérés" ou "opportunistes" par leurs adversaires, une partie du mouvement républicain reste attaché aux convictions des années 1860 et au programme de Belleville de 1869 qui a été abandonné au profit du compromis avec les orléanistes. De là nait la division entre républicains modérés et républicains radicaux. En particulier la lutte contre l'influence de l'Église est un thème qui permet l'émergence d'un nouveau parti à gauche de l'échiquier politique, le parti radical. L'attachement des Français à la République n'empêche pas celle-ci d'être secouée par de nombreuses crises dues à la montée du nationalisme (épisodes du boulangisme dirigé par le général Georges Boulanger) ou de l'antisémitisme (affaire Dreyfus). Ces événements montrent qu'il existe deux France, l'une conservatrice et revancharde, l'autre acquise aux idéaux révolutionnaires et au progrès social.
Ce sont finalement les progressistes qui l'emportent. Les républicains forment un gouvernement d'union nationale dirigée par Pierre Waldeck-Rousseau entre 1899 et 1902. L'arrivée au pouvoir du parti radical en 1902 accentue la laïcisation de la société. En 1904, les congrégations religieuses n'ont plus le droit d'enseigner et un grand nombre d'entre elles sont expulsées de France. En 1905, sous l'impulsion du président du conseil Émile Combes, L'Assemblée nationale vote la loi de séparation de l'Église et de l'État. Les ministres du culte cessent d'être rétribués par l'État. Les biens mobiliers et immobiliers du culte sont nationalisés et mis à la disposition d'associations cultuelles religieuses après un inventaire de tous les biens nationalisés. Dans quelques régions, les inventaires ont donné lieu à des affrontements violents entre les catholiques et les forces de l'ordre, mais le phénomène reste marginal même s'il a beaucoup frappé les esprits. À partir de 1905, la religion devient une affaire privée.

### La France sous la Troisième République

#### Population et société

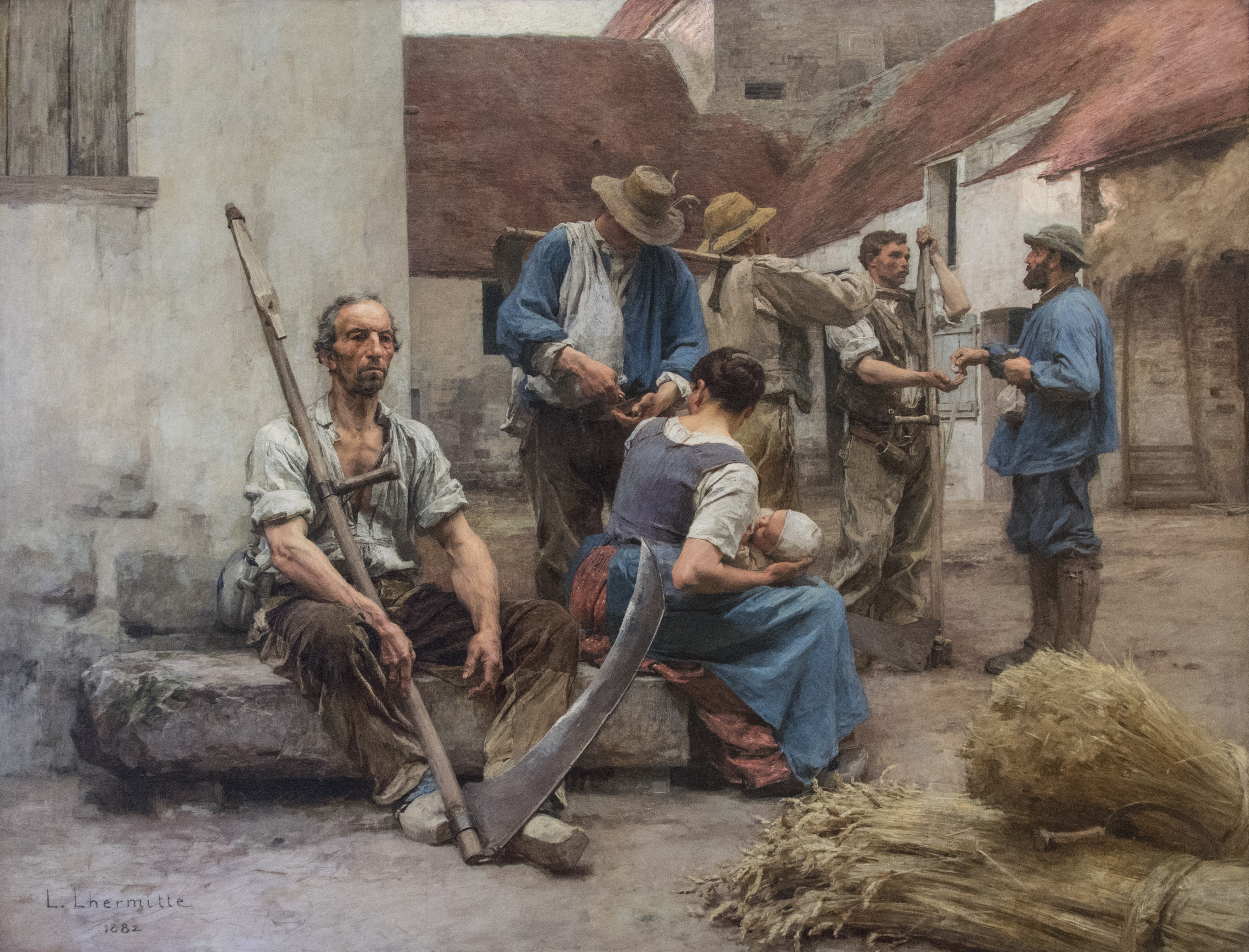
La paye des moissonneurs, tableau de Léon Lhermitte, 1882.

La France connaît un fort déclin démographique. Alors qu'en 1800, la France était deux fois plus peuplée que l'Allemagne et trois fois plus que le Royaume-Uni, elle compte en 1913 moins d'habitants que chacun de ces deux pays. La France devient le pays du fils unique, protégé, poussé, sur lequel reposent les projets d'ascension sociale de la famille. Le malthusianisme français s'explique en partie par la volonté de ne pas diviser l'héritage familial. Face à la montée des tensions, la faiblesse démographique de la France inquiète. Pour pallier le manque de soldats, le service militaire est porté à trois ans en juillet 1913. Le recrutement de troupes coloniales a débuté dès la fin du XIXe siècle ; il s'accélère en 1910.
Autre conséquence, le recours à l'immigration, qui apparaît comme une solution au déclin démographique. Elle est encouragée par l'instauration du principe du droit du sol pour l'obtention de la nationalité française en 1889. En 1914, la France compte 1,2 million d'étrangers venus de Belgique et d'Italie[réf. nécessaire], ce qui suscite une série de réactions xénophobes (Vêpres marseillaises en 1881, pogrom d'Aigues-Mortes en 1893, etc.).
La France reste ainsi un pays essentiellement agricole, comme le prouve la part du secteur primaire dans la population active (43,2 % en 1906), alors que ce secteur représente moins du quart de la production nationale[réf. nécessaire]. L'exode rural qui a commencé en 1848 continue. Environ 35 000 personnes quittent chaque année les campagnes vers 1900[réf. nécessaire]. Les petites exploitations dominent : 80 % d'entre elles ont moins de 10 hectares. Dans les petites exploitations, les rendements sont très médiocres : 13 quintaux de blé à l'hectare en moyenne voire 4 ou 5 dans les régions où les sols sont les plus pauvres. En fait, les petites exploitations pratiquent une polyculture vivrière où seule une petite partie de la production est commercialisée.
Au nord de la Loire existe une agriculture capitaliste et productive. Les années 1900 sont en effet celles d'une timide mutation agricole : semoirs mécaniques, moissonneuses deviennent plus courants dans ces exploitations. Leur poids électoral font des agriculteurs une préoccupation des Républicains. En 1881, le ministère de l'Agriculture est créé. Un tarif protectionniste est instauré en 1892 par Jules Méline pour protéger les petits agriculteurs de la baisse mondiale des prix agricoles.

#### La France coloniale

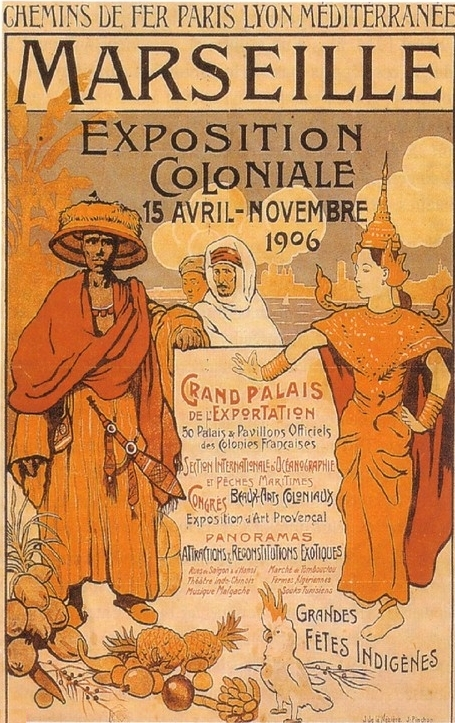
Affiche de l'exposition coloniale de Marseille en 1906.

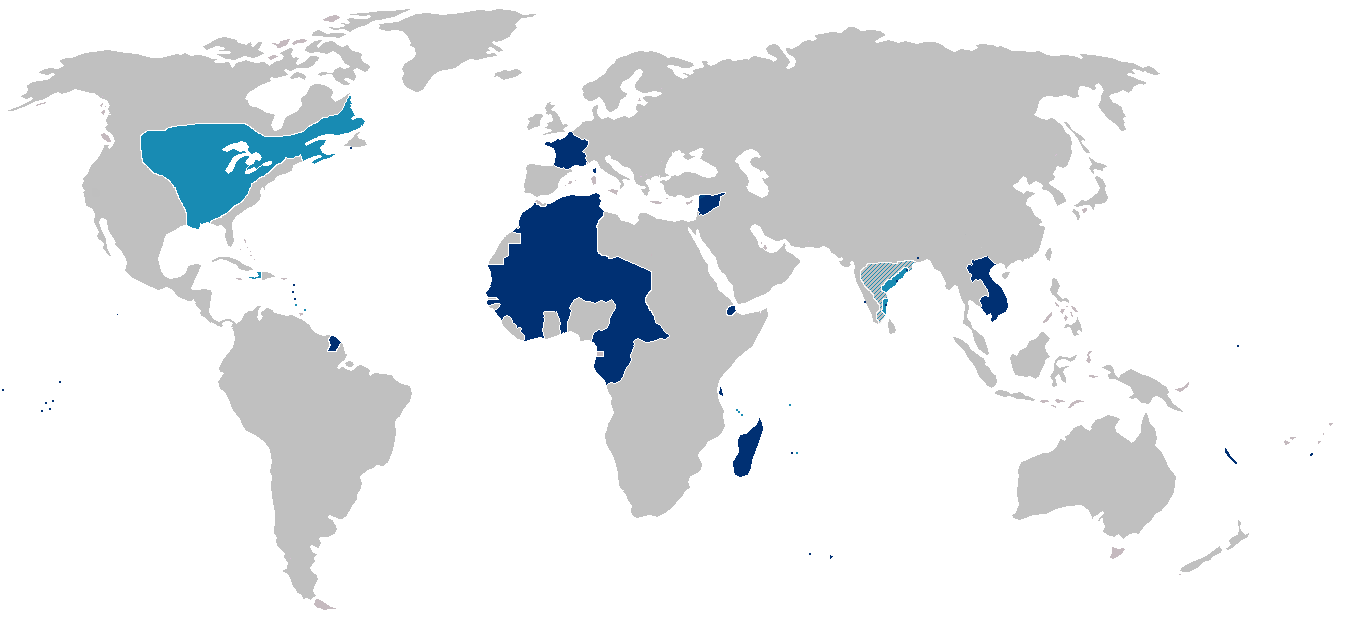
Empire colonial : carte indiquant le premier empire colonial français en bleu clair et le second en bleu foncé.

Faidherbe forme les fameux tirailleurs sénégalais qui accompliront la conquête des régions du Niger en 1898 avec des officiers comme Gallieni, Voulet-Chanoine, Fourreau-Lamy, Monteil et Gentil. Les Touaregs opposeront une sérieuse résistance. La France confère le statut de « commune française de plein exercice » à Saint-Louis, Gorée et Dakar en 1872 et à la ville de Rufisque en 1880. À compter de ces dates, les habitants de ces quatre communes sont citoyens français avec tous leurs droits et tous leurs devoirs, représentés dans les Assemblées parlementaires de France. À tout cela viendront s'ajouter la conquête du Gabon, du Congo, de la Mauritanie, de la Guinée, de la Haute-Volta, du Tchad, du Dahomey et de l'Indochine. En 1914 l'empire français est alors 22 fois plus grand que l'Hexagone.
Les conquêtes coloniales sont entreprises en partie pour des raisons économiques, apporter des matières premières des territoires colonisés à l'industrie française, créer des débouchés grâce aux colonats ou aux colonisés. Elles sont effectuées sous la pression de lobby coloniaux comme Afrique française ou Asie française (voir article sur l'Indochine française) dans lesquelles on trouve des banquiers, des hommes d'affaires, des journalistes, des parlementaires et des militaires. À côté de la prétention à apporter la « civilisation » aux peuples « sauvages », les protestations contre cette expansion coloniale sont nombreuses.
L'exposition coloniale de 1931 voit la reconstruction du temple d'Angkor Vat à Paris, mais aussi des zoos humains. Au total cette exposition attire à peu près 8 millions de visiteurs (dont 1 million d'étrangers).

## D'une guerre à l'autre (1914 - 1945)
Au début du XXe siècle, l'affrontement entre la France et l'Allemagne à propos du Maroc conduit à des incidents diplomatiques (coup de Tanger, crise d'Agadir). L'antagonisme franco-allemand puise sa force dans plusieurs problèmes dont dans la question de l'Alsace-Lorraine, les revendications coloniales tardives de l'Allemagne et son attitude agressive (weltpolitik). Il se nourrit aussi de la crainte qu'éprouvent les Français devant la poussée démographique de l'Allemagne. La France pouvait encore aligner 74 divisions face aux 94 divisions allemandes : qu'en serait-il dix ou vingt ans plus tard ?

### La Première Guerre mondiale et ses suites

#### La Grande Guerre (1914-1918)

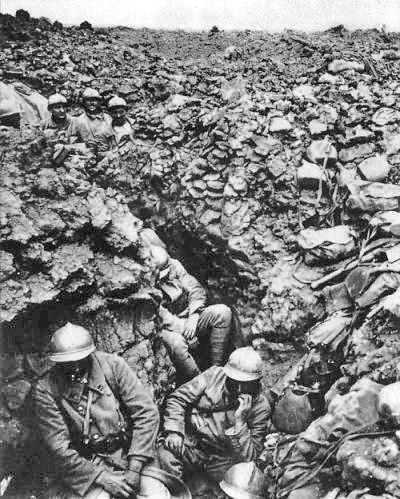
Soldats français du à la bataille de Verdun, 1916.

Les manuels scolaires de la IIIe République propagent un discours nationaliste, une large partie de l'opinion publique n'a pas renoncé à récupérer l'Alsace-Lorraine, voire à une revanche contre l'Allemagne.
Une loi rétablissant le service militaire, supprimé depuis 1815 par Louis XVIII, est adoptée le 27 juillet 1872 car une des raisons de la défaite de 1871 avait été la déficience de la mobilisation des réserves et l'insuffisance numérique de l'armée française.
Le 9 janvier 1912, le président de la République, Armand Fallières, chef constitutionnel des armées, avait déclaré : « Nous sommes résolus à marcher droit à l'ennemi sans arrière-pensée, l'offensive convient au tempérament de nos soldats et doit nous assurer la victoire, à condition de consacrer à la lutte toutes nos forces actives sans exception ».
Le cabinet Briand fait voter le 19 juillet 1913 la loi faisant passer la durée du service militaire à trois ans.
Selon l'historien Philippe Bernard, l'opinion française voit l'Allemagne comme un agresseur, notamment après que le gouvernement allemand adresse un ultimatum à la Belgique lui intiment l'ordre de laisser libre passages à l'armée allemande.
La mobilisation décrétée le 1er août 1914 suscite cependant la stupeur et la consternation dans certains milieux, notamment dans le monde rural en pleine moisson : l'idée d'une revanche contre l'Allemagne pour reprendre les provinces perdues s'est éloignée peu à peu des jeunes générations. Mais les mobilisés font preuve d'une véritable résolution devant cette guerre à entreprendre : la France fait figure d'agressée par l'Allemagne, de plus beaucoup pensent qu'elle sera courte. Les Français sont décidés à se battre comme en témoigne le nombre dérisoire de déserteurs, 1,5 % des mobilisés, et convaincus dans leur immense majorité de la légitimité de leur cause.
Selon l'historien Philippe Bernard, l'état-major français a sous-estimé le nombre de divisions allemandes présentes. Les affrontements lors de la bataille des Frontières (août 1914) échouent et l'armée française doit se replier. Cependant, Joffre garde son sang-froid est décide de replier ses troupes plus au sud, où la disposition du terrain est davantage favorable.
La doctrine de l'offensive à outrance adoptée par les états-majors entraîne des pertes humaines considérables, à cause notamment des tirs de mitrailleuse : le 22 août 1914 est le jour le plus meurtrier de l'Histoire de France ; environ 27 000 soldats français sont tués pendant cette seule journée dans les Ardennes belges, soit quatre fois plus qu'à Waterloo. Les soldats seront contraints de s'enterrer dans des tranchées pour se protéger, et le conflit se transformera rapidement en une guerre de positions. 10 départements du nord de la France à l'arrière du front seront occupés par l'Allemagne pendant la durée de la guerre.
La Grande Guerre est un élément pivot de l'histoire de France. Le XXe siècle émerge de ce conflit hors normes qui voit la victoire des Alliés sur les forces des empires centraux, et questionne pour la première fois la société sur le pouvoir destructeur de la technique.

#### Sortir de la guerre (1919-1929)

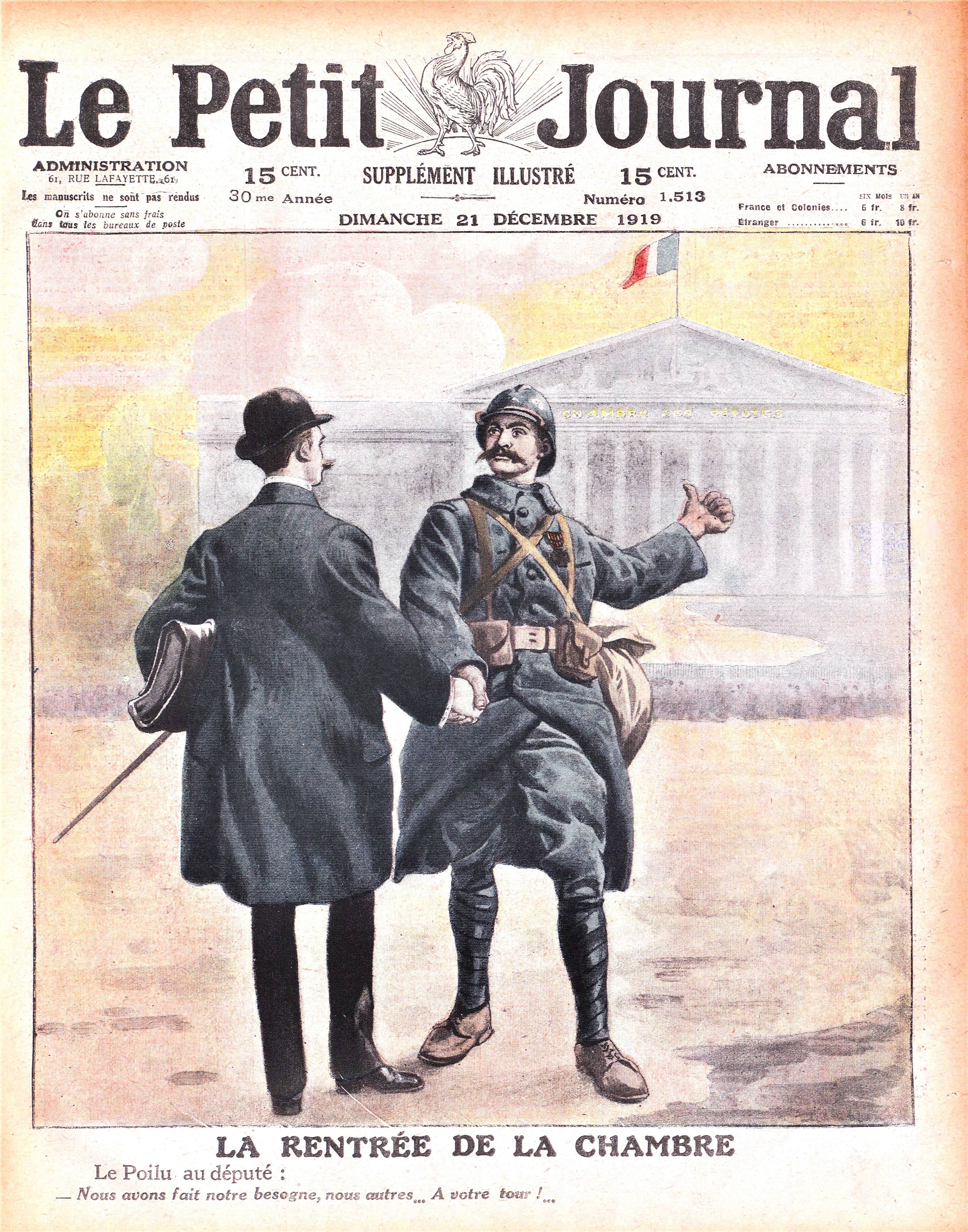
« La rentrée de la Chambre » à la une du Petit Journal, 21 décembre 1919.

Au sortir de la Grande Guerre, la France est victorieuse mais exsangue. En terme de démographie, elle subit les plus importantes pertes derrières la Serbie avec 10.5 % de pertes dans les rangs de l'armée (contre 9.8 % pour l'Allemagne et 5.1 % pour le Royaume-Uni). Ces pertes ont lieu alors que la France avait déjà une démographie affaiblie.
La joie de vivre prend le pas sur les heures sombres de la guerre : ce sont les Années folles. La France reste cependant un pays encore en grande partie rural avec une proportion élevée de population vivant de l'agriculture (35 % en 1921 et 25 % en 1936) et ce n'est qu'en 1931 que celle des villes (agglomérations de plus de 2 000 habitants) dépasse celle des campagnes.
Au niveau politique, les gouvernements de Raymond Poincaré ont pour principal objectif le rétablissement des finances publiques. Pour payer la dette de la Première Guerre mondiale, la France crée un impôt sur les plus-values et un impôt sur les sociétés, qui s'ajoutent à l'impôt sur le revenu de 1914. Majorée de 20 % en mars 1924 par la « Chambre bleu horizon » l'imposition marginale supérieure atteint 90 %, contre 2 % dix ans avant.
Une croissance française des années 1920 plus forte que dans les autres pays est stimulée par la multiplication par huit, en une décennie, de la production hydroélectrique. L'électrification facilite la diffusion du cinéma, de la radio et de l'automobile, qui utilise les produits de l'électro-métallurgie.
| Trois grands pays industriels européens                   | Angleterre | Allemagne | France |
| Hausse de la production manufacturière entre 1913 et 1928 | 6 %        | 18 %      | 39 %   |

Porté par le boom du secteur électrique, le total des émissions d'actions et d'obligations en France double, en valeur constante, entre la décennie 1901-1910 et la décennie 1920-1929, atteignant l'indice 217. La capitalisation des sept bourses de province est multipliée par neuf entre 1914 et 1928, pour atteindre 16 % de la capitalisation française contre 9 % en 1914. Moins sous-capitalisées qu'au XIXe siècle, les sociétés françaises résistent au krach de 1929 : leurs cours sont divisés par deux, quand ceux des américaines sont divisés par quatre.

### La crise des années trente et la Seconde Guerre mondiale

#### La France des années trente
La France n'est touchée par la Grande Dépression qu'en 1931. La France entre assez tardivement dans la crise, dont elle a apparemment été protégée durant quelques années, lorsque la chute de l'activité économique des autres pays affecte fortement ses exportations. Quand le gouvernement britannique décide de dévaluer la livre le 20 septembre 1931 (et de finir l'Étalon-or), les prix français sont trop élevés à l'exportation. La crise entraîne une baisse assez longue de la production industrielle. Entre 1929 et 1935 la production industrielle recule de 25 %. Si la France est plus tardivement et moins profondément touchée par la crise, elle commence plus tard à en sortir, contrairement aux États-Unis ou au Royaume-Uni. En outre, elle ne met pas en place des politiques de relance comme l'ont fait les États-Unis avec le New Deal. En 1938, la France n'a toujours pas retrouvé son niveau de production d'avant la crise.

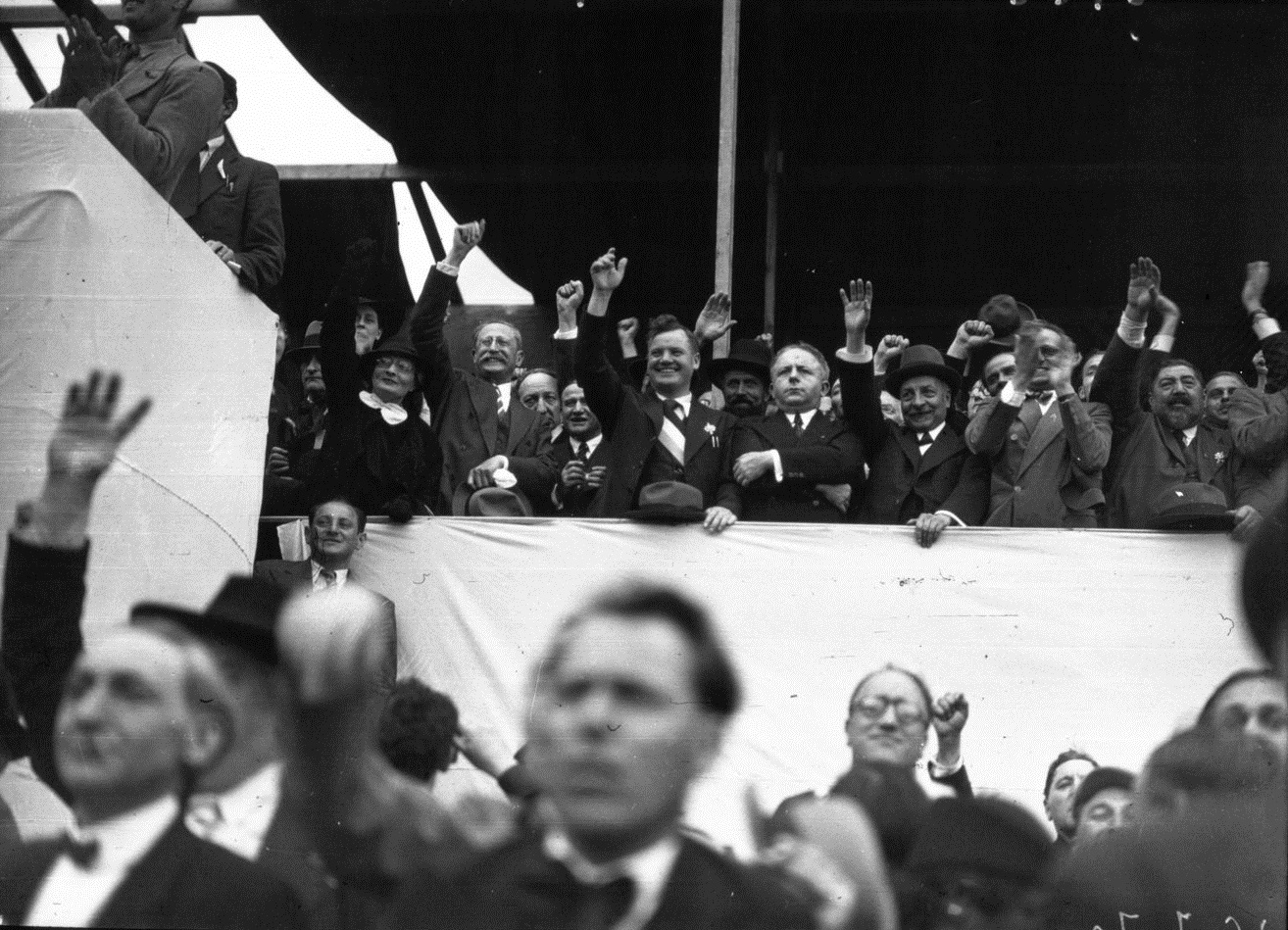
Manifestation du Front populaire, 14 juillet 1936.

La France se dote d'un gouvernement de gauche en 1936, le « Front populaire », et de nombreux droits sociaux, tels les congés payés ou les conventions collectives, sont institués. Cependant, la France se trouve impuissante face aux bouleversements qui touchent au même moment plusieurs pays d'Europe. Elle entame une large politique d'alliance, qui ne mènera nulle part. Elle refuse d'intervenir dans la guerre d'Espagne. Bien plus, traumatisée par la Première Guerre mondiale, elle n'ose pas s'opposer à la politique extérieure agressive de l'Allemagne nazie dont le chef d'État, Adolf Hitler, veut revenir sur le traité de Versailles de 1919 et réunir à son Reich les peuples germaniques limitrophes, en vertu des idées pangermanistes. Coup sur coup, la France laisse l'Allemagne opérer son réarmement (1934-1935), remilitariser la Rhénanie (mars 1936) et annexer l'Autriche (mars 1938). L'état d'esprit pacifiste français atteint un sommet en septembre 1938 avec la signature des accords de Munich permettant à Hitler de prendre possession du territoire des Sudètes sans combattre (au mépris de ces accords, Hitler progressera plus loin en Tchécoslovaquie quelques mois plus tard, en mars 1939). La paix à tout prix était alors le mot d'ordre, mais la signature des accords de Munich marque la dernière concession faite à Hitler par les diplomaties française et britannique, enfin unies sur ces sujets.

#### La défaite de 1940

Soldats allemands défilant devant l'Arc de Triomphe à Paris, 14 juin 1940.

Après avoir déclaré la guerre le 3 septembre à l'Allemagne à la suite de son entrée en Pologne, la France tente avec le Royaume-Uni de secourir la Norvège victime d'un même assaut allemand ; sans succès probant. Cette « drôle de guerre » où il ne se passe pas grand-chose sur le front prend fin le 10 mai 1940 avec une offensive éclair (blitzkrieg) de l'Axe qui conquiert la France (directement la partie nord) en six semaines. Pourtant, Philippe Pétain avait fait construire la ligne Maginot le long de la frontière franco-allemande (il aurait voulu la construire également le long de la frontière belge mais le roi Léopold III voulait conserver la neutralité de son pays). Les Allemands sont passés par la Belgique et la forêt des Ardennes, et grâce à l'aide des chars et de l'aviation, ont réussi à atteindre la France très rapidement et prendre à revers la Ligne Maginot. Les mots sont trop faibles pour relater l'état d'esprit des Français et même du reste du monde à l'occasion de cet effondrement: « L'Abîme », pour reprendre de Gaulle, apparaît le plus cohérent. Le corps expéditionnaire britannique se replie avec quelques soldats français sur Dunkerque, puis vers l'Angleterre. Le reste des soldats se bat contre l'avancée inexorable des Allemands. Près de 10 000 000 d'habitants des régions du Nord et du Centre fuient l'avance de l'armée allemande et se réfugient temporairement dans le sud de la France. Quand l'armistice est signé le 22 juin, on compte moins de 100 000 pertes militaires, environ 100 000 pertes civiles lors de l'exode et 1 million et demi de prisonniers.

#### Les gouvernements concurrents du régime de Vichy et de la France libre

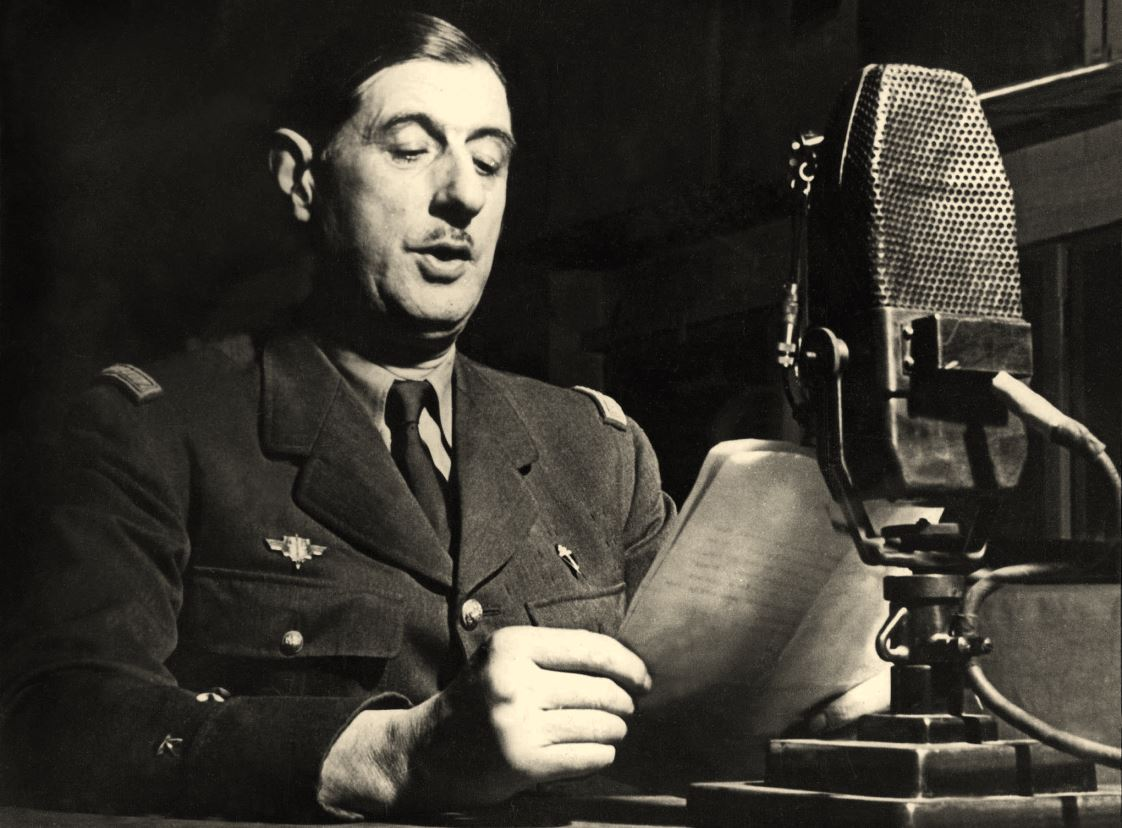
Le général de Gaulle au micro de la BBC à Londres, durant la Seconde Guerre mondiale.

Le 10 juillet 1940, la Chambre des députés et le Sénat, réunis en Assemblée nationale à Vichy, vote par 569 voix contre 80 et 17 abstentions volontaires un texte qui au gouvernement de la République (dirigé par le maréchal Pétain) le pouvoir de changer la constitution. Pétain profite de la victoire allemande pour imposer aux Français un gouvernement abolissant la République. Dès le 11 juillet, par le premier des actes constitutionnels de Vichy, « vu la loi constitutionnelle du 10 juillet 1940 », il se déclare chef de l'État et crée le régime de Vichy en outrepassant la loi du 10. Le pays, amputé de fait de l'Alsace-Lorraine doit payer une forte indemnité d'occupation. Une grande partie de sa force vive est déjà prisonnière ou envoyée au travail forcé en Allemagne (STO).
De son côté le général de Gaulle s'oppose à l'armistice annoncé le 17 juin 1940 par le maréchal Pétain et lance son fameux appel du 18 Juin au peuple français, via la radio BBC depuis Londres, incitant au ralliement aux côtés des Alliés britanniques afin de poursuivre la lutte contre les nazis. Il prend dès lors la tête de la France libre qui s'appuie sur les Forces françaises libres. Obtenant le ralliement rapide de plusieurs possessions coloniales françaises, surtout l'Afrique-Équatoriale française formant avec le Cameroun l'Afrique française libre, la France libre reste présente dans le camp allié, en poursuivant le combat sur les fronts libyen, égyptien, puis tunisien et italien.

## Depuis 1945

### Le Gouvernement provisoire de la République française (1944-1946)
Après le débarquement des Alliés en Normandie, De Gaulle déclare le 14 juin : « Nous combattons aux côtés des Alliés, avec les Alliés, comme un allié. Et la victoire que nous remporterons sera la victoire de la France ». Il s'impose à tous comme l'homme fort français. Roosevelt qui s'était méfié de lui se résout à le recevoir en grande pompe à Washington en juillet 1944. De Gaulle a gagné la partie et, fort de l'accord secret conclu avec Winston Churchill, le 7 août 1940, la France retrouve bien vite sa position de « grande puissance ».
Fin août 1944, le Gouvernement provisoire de Charles de Gaulle s'impose sur le terrain. Il faudra attendre mi-octobre pour qu'il soit officiellement reconnu par les États-Unis. Il est composé des communistes, des socialistes et des gaullistes. L'engagement des communistes français dans la résistance, le courage des soldats soviétiques et la victoire finale de l'URSS et des Alliés procurent aux dirigeants communistes un prestige important dans l'opinion publique. Le gouvernement provisoire (GPRF) accorde notamment le droit de vote aux femmes le 21 avril 1944, dans l'article 17 de l'ordonnance d'Alger : elles voteront pour la première fois aux élections municipales des 29 avril et 13 mai 1945.
Le Gouvernement provisoire sera ensuite conduit par Félix Gouin et Georges Bidault.

### La Quatrième République (1946-1958)

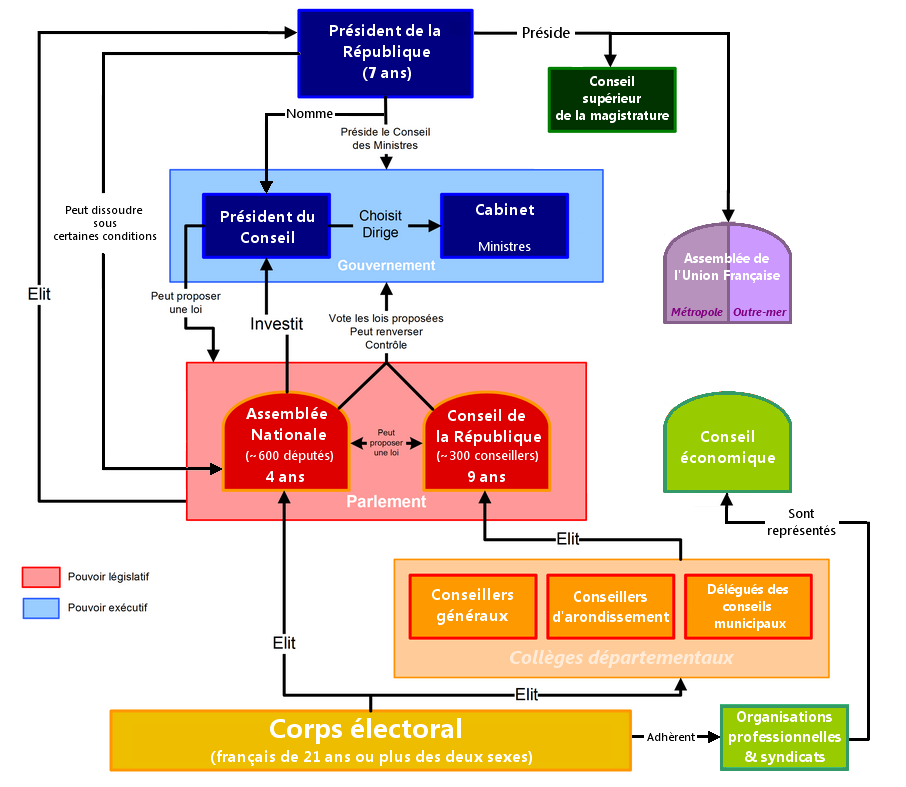
Organigramme de la.

En 1946, le Gouvernement provisoire cède la place à la Quatrième République, instaurée par une nouvelle constitution approuvée par référendum. Mais l'instabilité politique et les divergences concernant les problèmes coloniaux en Indochine et en Algérie conduisent à des crises ministérielles successives et finalement à la chute du régime.
Vincent Auriol est le premier président de la IVe République, de 1947 à 1954. René Coty lui succède (1954-1958).

#### La politique générale du nouveau régime
Le régime parlementaire de la Quatrième République permet la reconstruction et la modernisation de la France grâce notamment à la création du commissariat au Plan et à un certain nombre de nationalisations dans les secteurs stratégiques. C'est dans cette période que les fameuses Trente Glorieuses prennent leurs sources, en profitant aussi au secteur privé, la reconstruction du pays, s'effectuant via une forte croissance économique et financière.
En matière de politique étrangère, la France entre dans l'OTAN, acceptant même le maintien des bases américaines sur le territoire national. En 1956, la mise en échec par les États-Unis et l'URSS de l'intervention franco-britannique sur le canal de Suez encourage le rapprochement des États européens : le marché commun (CEE) est créé en 1957.
La Constitution de 1946 crée l'Union française. L'Union, outre les territoires européens de la République, comprend l'Algérie formée de trois départements (Alger, Oran et Constantine) et les territoires du sud (Sahara), les départements d'outre-mer (Martinique, Guadeloupe, La Réunion, Guyane), les territoires d'outre-mer (ex-AEF, AOF, Océanie), les territoires associés (Cameroun et Togo) et les États associés (Indochine, Maroc, Tunisie). Il faut y rajouter : Saint-Pierre-et-Miquelon, la côte française des Somalis, Madagascar et les Comores, la terre Adélie et les comptoirs des Indes. Plus de 12 000 000 km2 en tout répartis en territoires plus ou moins autonomes. Le statut politique de chaque territoire découle de l'histoire et des conditions de la conquête. Au lendemain de la guerre, des fissures apparaissent. La décolonisation sera marquée par deux grands conflits.

#### La guerre d'Indochine

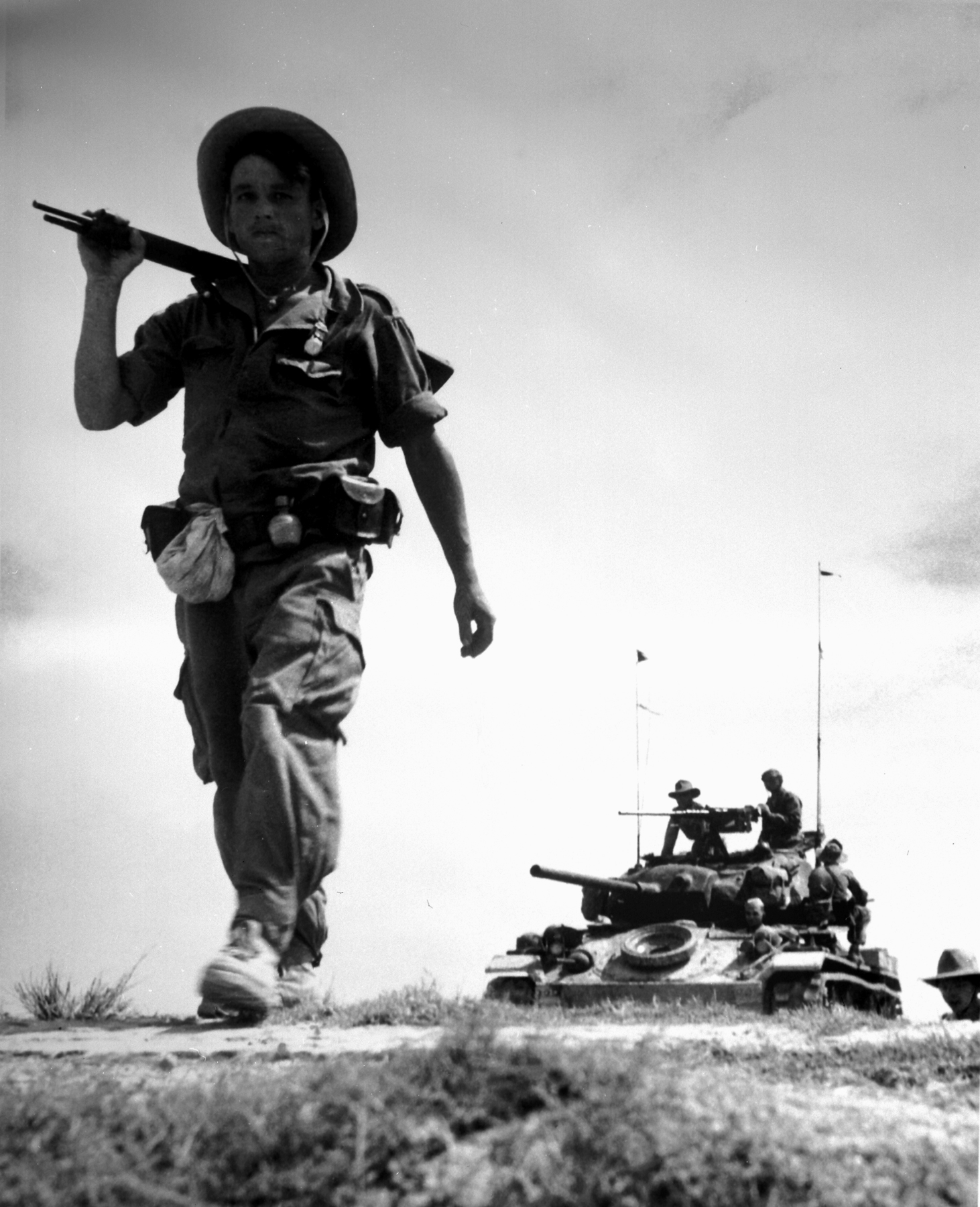
Légionnaires en Indochine française en 1954.

Dès 1940, les Japonais qui occupent l'Indochine française encouragent le mouvement de décolonisation qui aboutira le 2 septembre 1945 à la proclamation de l'indépendance du Viêt Nam par Hô Chi Minh. À partir des années 1950, le Việt Minh, mouvement nationaliste d'inspiration communiste, est aidé par l'URSS et la république populaire de Chine. Dans le contexte de la guerre froide, la France se trouve placée au premier rang mondial de la lutte contre l'avancée communiste en Asie. Le conflit indochinois se développe et s'amplifie dans un contexte général d'indifférence pour cette guerre lointaine et ruineuse.
En 1954, le général Henri Navarre, commandant en chef des forces françaises en Indochine, espérant attirer le Viêt-minh sur un terrain où il pourrait le combattre de façon classique, concentre ses troupes dans la cuvette de Ðiện Biên Phủ. Le camp retranché de Diên Biên Phu, commandé par le général de Castries, comporte les meilleures unités du corps expéditionnaire. Après 55 jours de combats et de nombreuses erreurs stratégiques des dirigeants de l'armée française, les Français, épuisés par huit années de guérilla menée par le général Giap, sont noyés sous un déluge de feu. Diên Biên Phu tombe le 7 mai 1954. Pierre Mendès France signe les accords de Genève le 21 juillet qui mettent fin à la guerre et, par conséquent, à l'Indochine Française.
Ils prévoient la séparation du Viêt Nam en deux États de part et d'autre du 17e parallèle : le Nord revient au Viêt-Minh communiste tandis que le Sud devient un État indépendant.
Le 7 août, le cessez-le-feu est total en Indochine. La guerre aura provoqué du côté français plus de 75 000 morts et coûté environ 300 milliards de francs.

#### Les débuts de la guerre d'Algérie
La guerre d'Indochine est à peine terminée que commence la guerre d'Algérie. Le 1er novembre 1954, une poignée de nationalistes algériens regroupés en Front de Libération National déclenchent l'insurrection en organisant en Kabylie et dans les Aurès une série d'attentats qui feront 8 morts. Le Gouvernement Français réagis rapidement. Le gouvernement (Pierre Mendès France) envoie des renforts militaires et prend des mesures répressives.
Le 12 novembre, Mendès-France proclame sa détermination de rétablir l'ordre alors que François Mitterrand, ministre de l'intérieur, affirme que l'Algérie fait partie de la France et qu'il faut tout tenter pour que le « peuple algérien se sente chez lui, comme nous et parmi nous » et propose même, le 5 janvier 1955, que l'Algérie soit intégrée à la France. Cette intégration remettrait en cause le statut de l'Algérie voté en 1947 qui avait institué une Assemblée algérienne comprenant deux collèges de 60 membres — l'un élu par les Français minoritaires, l'autre par les musulmans majoritaires en nombre — qui envoyait six députés à l'assemblée de l'Union française. Ainsi l'idée de remettre en cause les avantages et privilèges de la communauté française provoque un profond mécontentement. Le gouvernement Mendès-France est renversé le 5 février 1955.

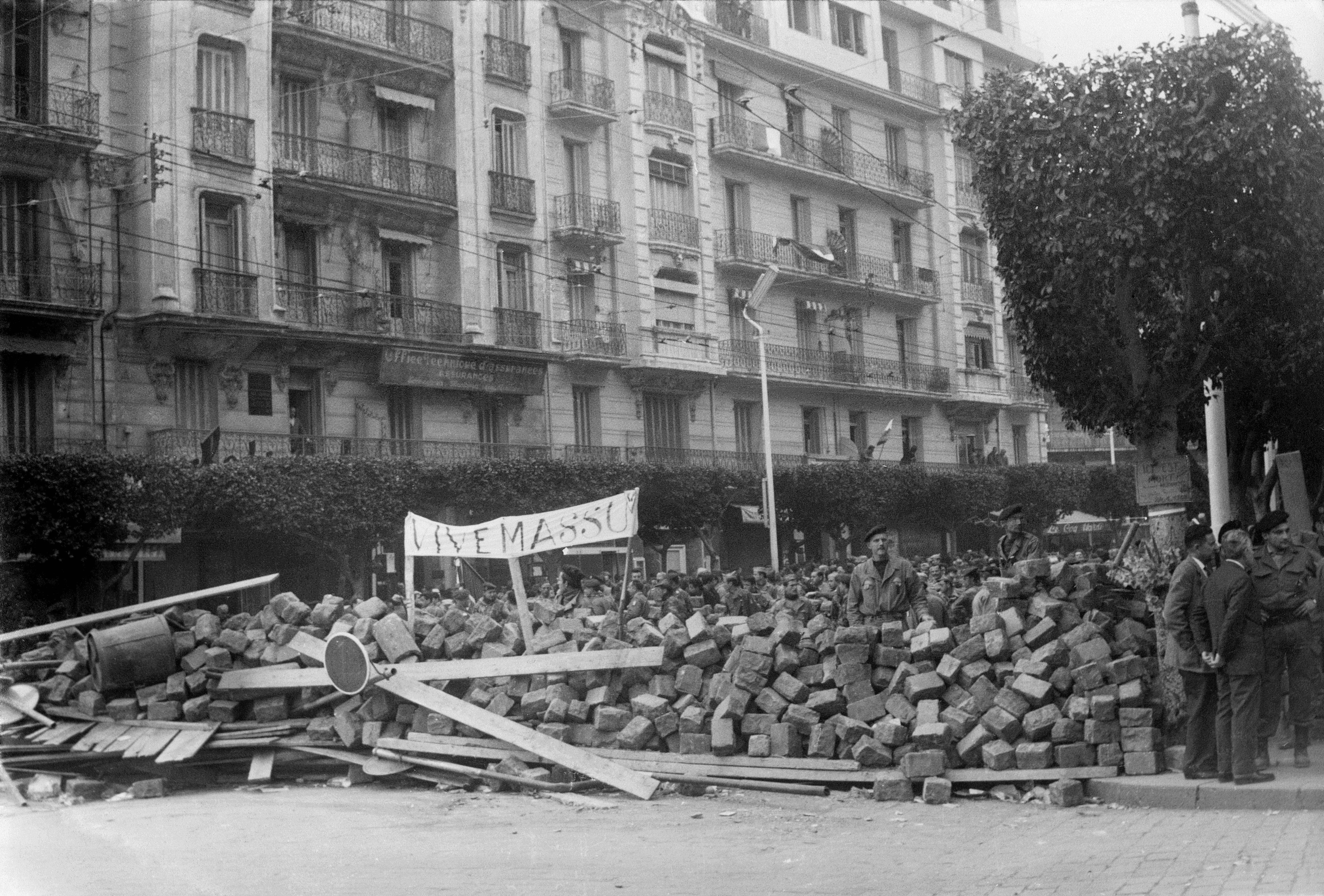
La semaine des barricades à Alger.

Les effectifs des forces armées augmentent rapidement. Jacques Soustelle est nommé gouverneur général de l'Algérie. La situation s'aggrave et l'état d'urgence et la censure sont proclamés le 3 avril. Cependant l'intégration semble encore possible jusqu'au déclenchement de la grève générale organisée par le FLN qui marque la coupure définitive entre les deux communautés. Guy Mollet, chef de la SFIO, est pressenti, après les élections législatives de 1956 pour former le gouvernement. Il se rend à Alger le 6 février pour investir le général Catroux à la place de Soustelle. Il est accueilli par un climat insurrectionnel (Lagaillarde, Ortiz) et se soumet. Il remplace Catroux par Robert Lacoste, bien vu des militaires. Le 12 mars 1956, l'Assemblée vote les pouvoirs spéciaux au gouvernement. Désormais, Guy Mollet et Robert Lacoste peuvent mettre en place la politique de maintien de l'ordre en Algérie. La spirale des attentats et de la répression s'amplifie. Le pouvoir progressivement passe la main aux militaires. Face à la recrudescence des attentats les parachutistes du général Massu livrent la bataille d'Alger (janvier 1957) au cours de laquelle la torture est souvent utilisée pour avoir des renseignements sur les réseaux. Ce recours à la torture est légitimé par le gouvernement français.
Dans les territoires européens de la République, le fossé se creuse entre partisans de la guerre et opposants (communistes, intellectuels et journaux d'avant-garde). La fraction la plus ultra des partisans est conduite par l'extrême droite (Tixier-Vignancour) relayée par Soustelle et Bidault au sein de l'Union pour le salut et le renouveau en Algérie française (USRAF) qu'ils créent. Les positions se durcissent lors de la prolongation du service militaire porté à 27 mois (1957) et du rappel du contingent libéré. De violentes manifestations et des blocages de convois en partance pour l'Algérie ont lieu à l'initiative de la CGT et des communistes. Sur le terrain, le quadrillage et la répression ainsi que la surveillance des côtes par la marine rendent difficile le ravitaillement en armes du FLN. L'audience du FLN diminue cependant que les désertions dans ses rangs et les engagements dans l'armée française se multiplient. Les militaires obtiennent le droit de poursuite sur le sol tunisien et effectuent un bombardement sur Sakiet Sidi Youssef. Mais la France est aussitôt condamnée par l'ONU, ce qui va l'affaiblir politiquement.
Félix Gaillard président du conseil par intérim confie les pleins pouvoirs en Algérie au général Salan, puis au général Massu qui constitue un Comité de salut public. Félix Gaillard est remplacé par Pierre Pflimlin. Mais celui-ci jugé trop libéral n'a pas la confiance des militaires. Le général Massu, lance alors un appel au général de Gaulle lui demandant de former un gouvernement de salut public. De Gaulle répond au cours d'une conférence de presse, le 19 mai, qu'il est prêt à assumer les responsabilités du pouvoir.

### La Cinquième République (depuis 1958)

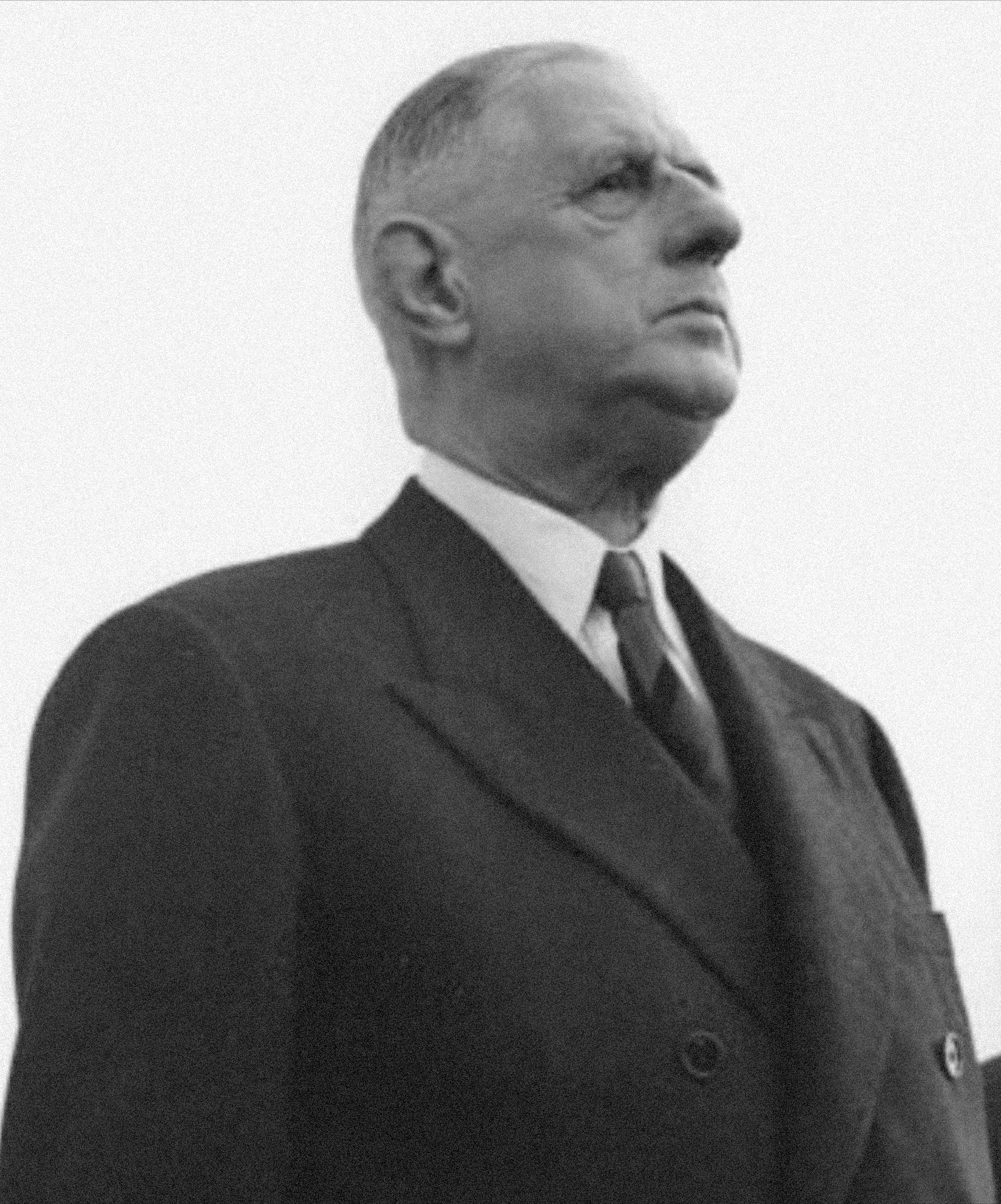
Charles de Gaulle
(1890-1970),
président de la République française
du 8 janvier 1959
au 28 avril 1969.

Lors du référendum du 28 septembre 1958, la nouvelle constitution est adoptée, et la Cinquième République officiellement proclamée le 5 octobre 1958.
Charles de Gaulle, élu président de la République le 21 décembre 1958, réélu en 1965 face à François Mitterrand, demeure président jusqu'en 1969, date à laquelle l'ancien premier ministre Georges Pompidou lui succède.
La période de la fin des années 1960 et du début des années 1970 est notamment marquée par Mai 68 et par la fin des Trente Glorieuses. À la mort de Pompidou en 1974, Valéry Giscard d'Estaing, candidat de centre-droit, est élu chef de l'État face à François Mitterrand, candidat de l'Union de la gauche. 
En 1981, François Mitterrand est élu président de la République, battant le chef de l'État sortant Valéry Giscard d'Estaing et ramenant la gauche au pouvoir pour la première fois depuis la Quatrième République. En politique, le Parti communiste français entame un long déclin, tandis que le Front national constitue, à l'extrême droite, une nouvelle force. Après deux années de cohabitation durant lesquelles il doit travailler avec Jacques Chirac comme premier ministre, François Mitterrand est réélu en 1988 face à ce dernier. La persistance de problèmes sociaux, et notamment du chômage, entraînent en 1993 une nouvelle cohabitation, avec Édouard Balladur comme premier ministre.
Ayant succédé à François Mitterrand en 1995, Jacques Chirac est confronté aux mêmes problèmes avant d'être lui-même contraint de cohabiter, durant cinq ans, avec Lionel Jospin comme premier ministre. En 2002, Jacques Chirac est réélu face à Jean-Marie Le Pen, après un premier tour qui aura vu l'élimination surprise de Lionel Jospin.
En 2007, Nicolas Sarkozy succède à Jacques Chirac, après avoir battu Ségolène Royal lors de l'élection présidentielle. Il doit faire face à la crise financière de 2007-2008 venue des États-Unis.
En mai 2012, François Hollande succède à Nicolas Sarkozy. Pour la deuxième fois dans l'histoire de la Cinquième République, un président socialiste est élu. Sa politique économique connaît un virage social-libéral en 2014, année du « pacte de responsabilité », suivi par la loi Macron puis la loi Travail, qui provoque une contestation sociale pendant plusieurs mois. Sa présidence est également marquée par l'adoption du mariage homosexuel, la Conférence de Paris sur le climat, des interventions militaires (au Mali, en Centrafrique et au Moyen-Orient), une crise migratoire en Europe et l'institution d'un état d'urgence à la suite de plusieurs attentats islamistes en France.
En mai 2017, Emmanuel Macron, le plus jeune président de la République et le plus jeune dirigeant français depuis Napoléon Bonaparte, succède à François Hollande. Il est confronté au mouvement des Gilets jaunes puis à la pandémie de Covid-19, qui atteint la France le 24 janvier 2020. Il est réélu en 2022, mais son camp perd la majorité absolue au Parlement à la suite des élections législatives de la même année. Le tripartisme français contemporain (gauche - centre - extrême droite) se confirme lors des législatives de 2024 provoquées par la dissolution de l'Assemblée nationale.

## Historiographie
Jusqu'à la Révolution française, l'histoire de France est partielle et partiale, consistant essentiellement en chroniques commandées par les rois qui s'inventent des ancêtres troyens. L'historiographie monarchique se nourrit ainsi de nombreux mythes. À la Renaissance, période caractérisée par un intérêt marqué pour l'Antiquité, émergent le mythe de la France fille aînée de l'Église et un nouveau mythe des origines, la légende de l'origine troyenne des Gaulois qui apparaissent progressivement comme de possibles ancêtres (cf. Nos ancêtres les Gaulois), les rois voulant surtout prouver la continuité avec Rome et se présenter comme les héritiers des empereurs romains. Cette construction épique, héroïque et mythologique de l'histoire de France est popularisée au XIXe siècle par les historiens (Amédée Thierry, Henri Martin, Jules Michelet, Ernest Lavisse) et les hussards noirs.
En 1927, l'École émancipée édite un ouvrage réalisé par un groupe de professeurs et instituteurs, la Nouvelle Histoire de France, qui tente une approche plus scientifique,.
Depuis les années 1970, et comme pour toutes les nations, la vision nationaliste et mythifiée de l'histoire de France est remise en cause par de nombreux historiens et qualifiée de « roman national » (Pierre Nora), ou de « mythe national » (Suzanne Citron). Selon les historiens qui ont étudié la construction des histoires nationales le choix d'y inclure ou d'en exclure des personnages, des peuples et des événements ainsi que le point de vue selon lequel ils sont présentés est systématiquement biaisé (voire déformé) vers la légitimité de tout ce qui va dans le sens de l'éternité de la Nation dans ses limites au moins actuelles et l'illégitimité ou l'inexistence de tout ce qui la mettrait en cause.